# Estilización de la violencia

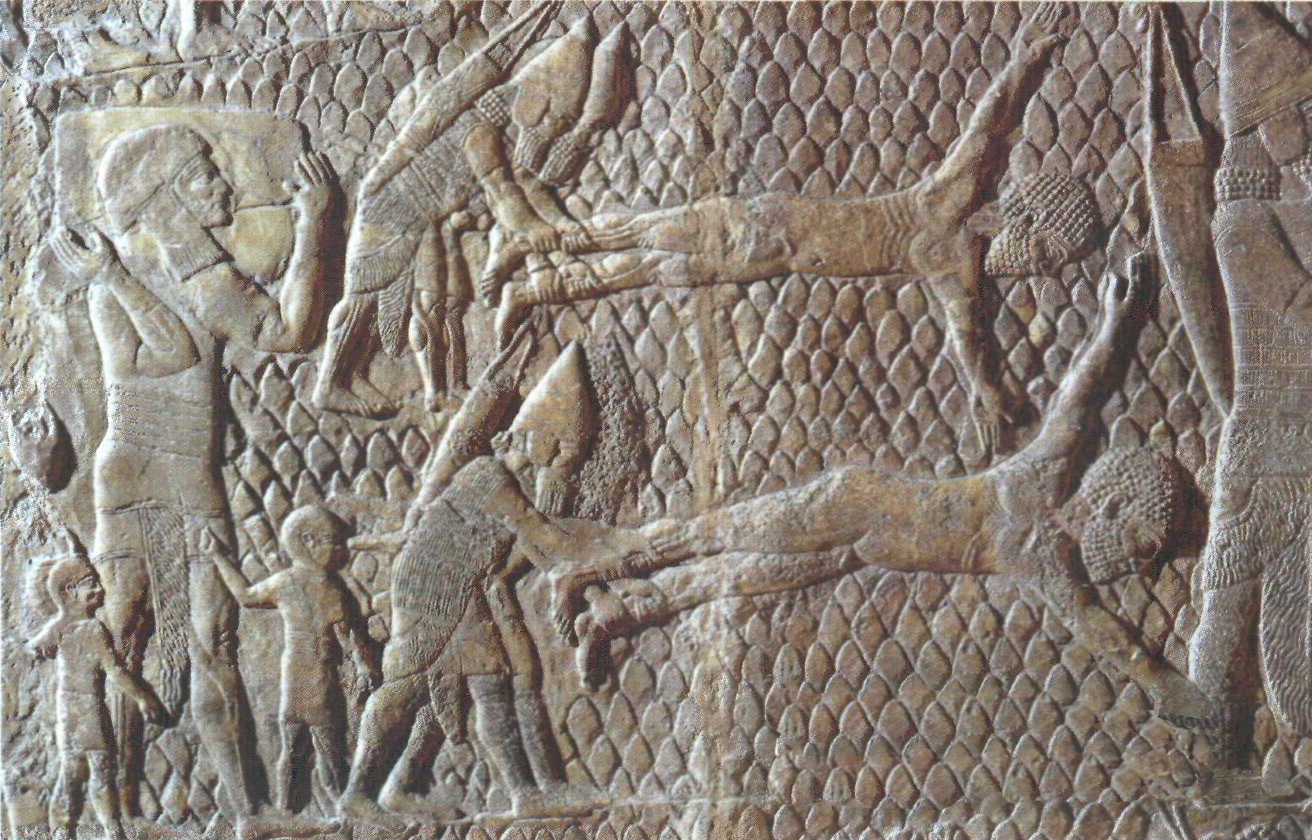
Escena de tortura en un relieve asirio.

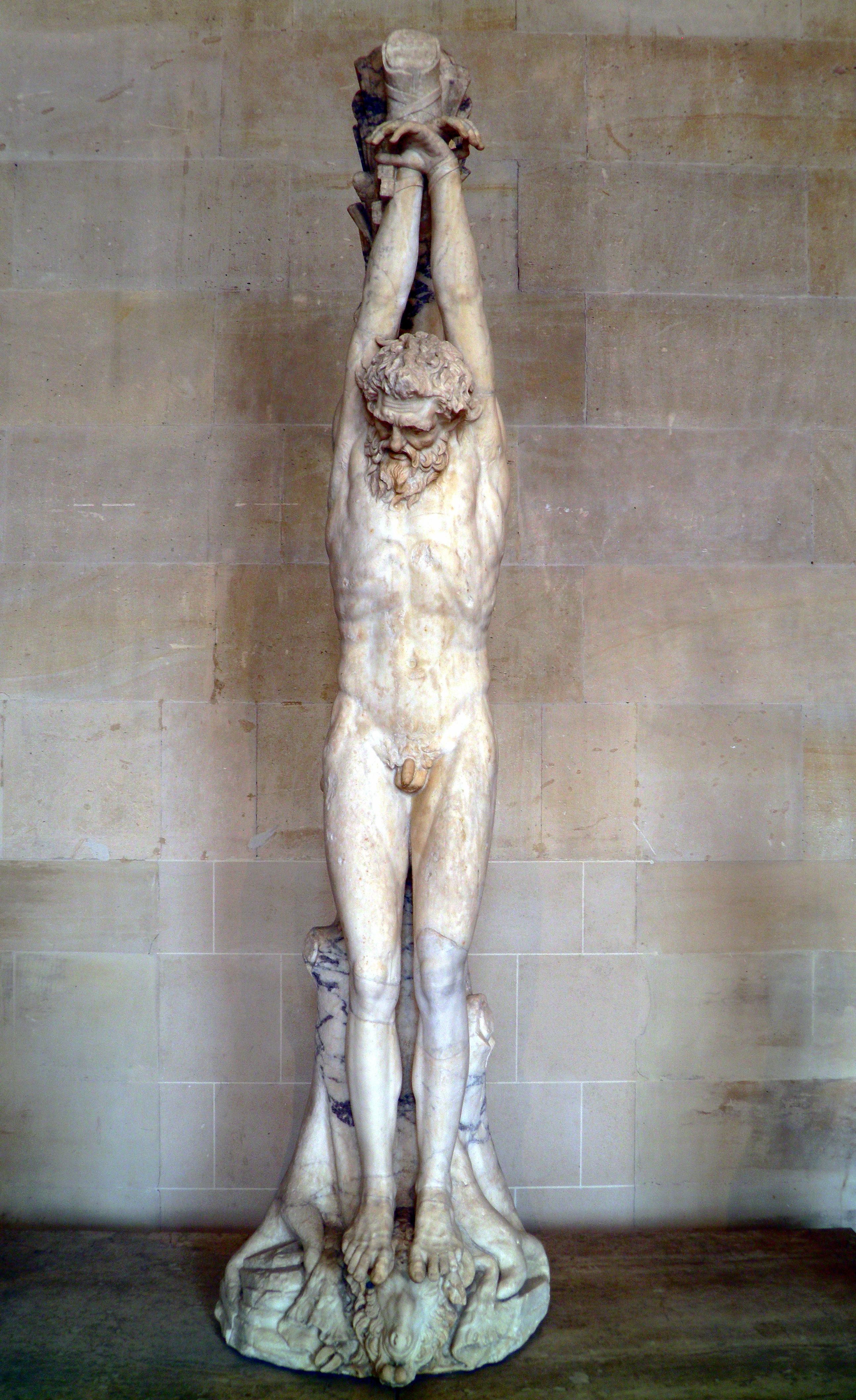
Despellejamiento de Marsias, copia romana de un original griego.

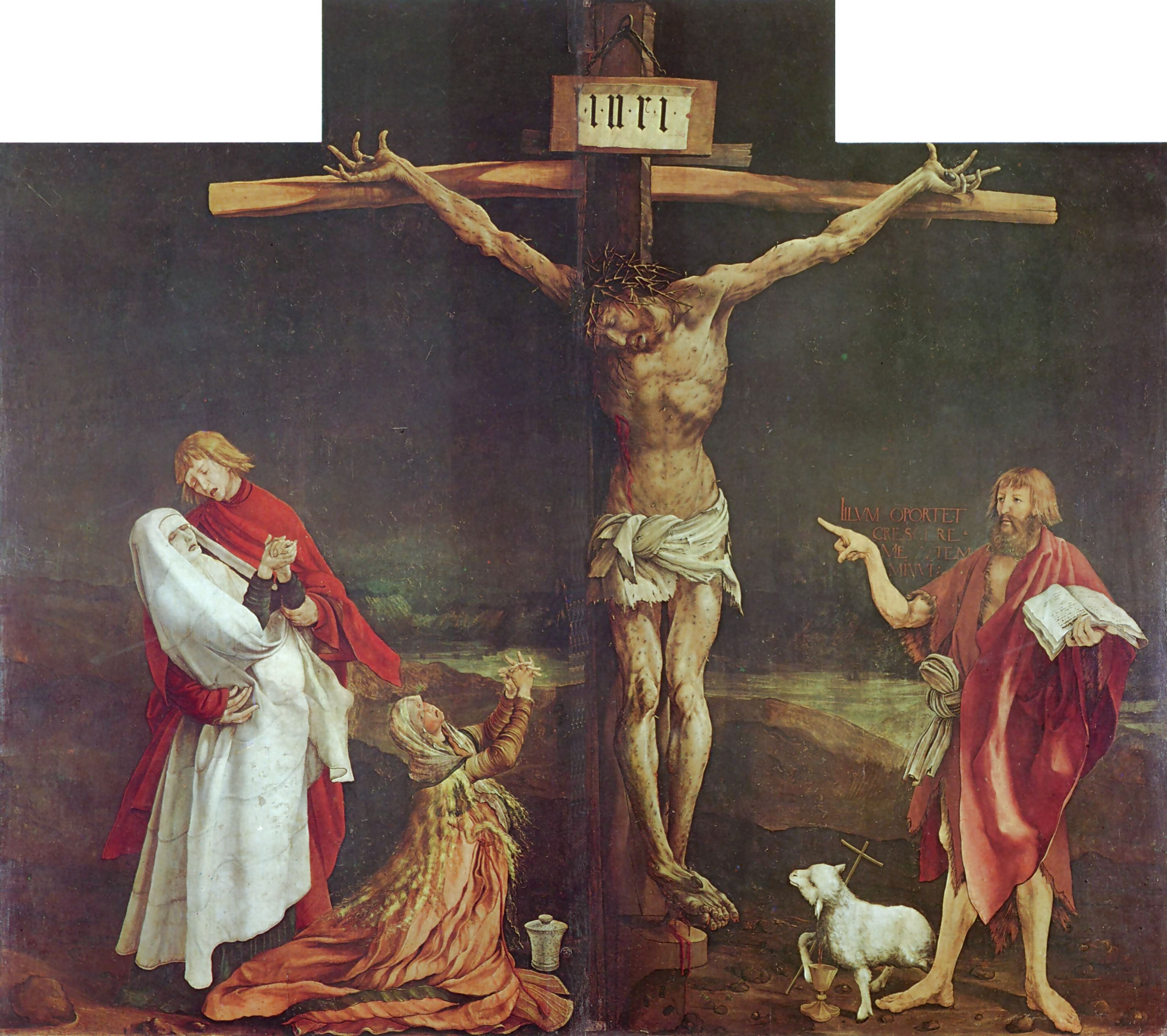
Crucifixión, panel central del retablo de Isenheim, de Grunewald.

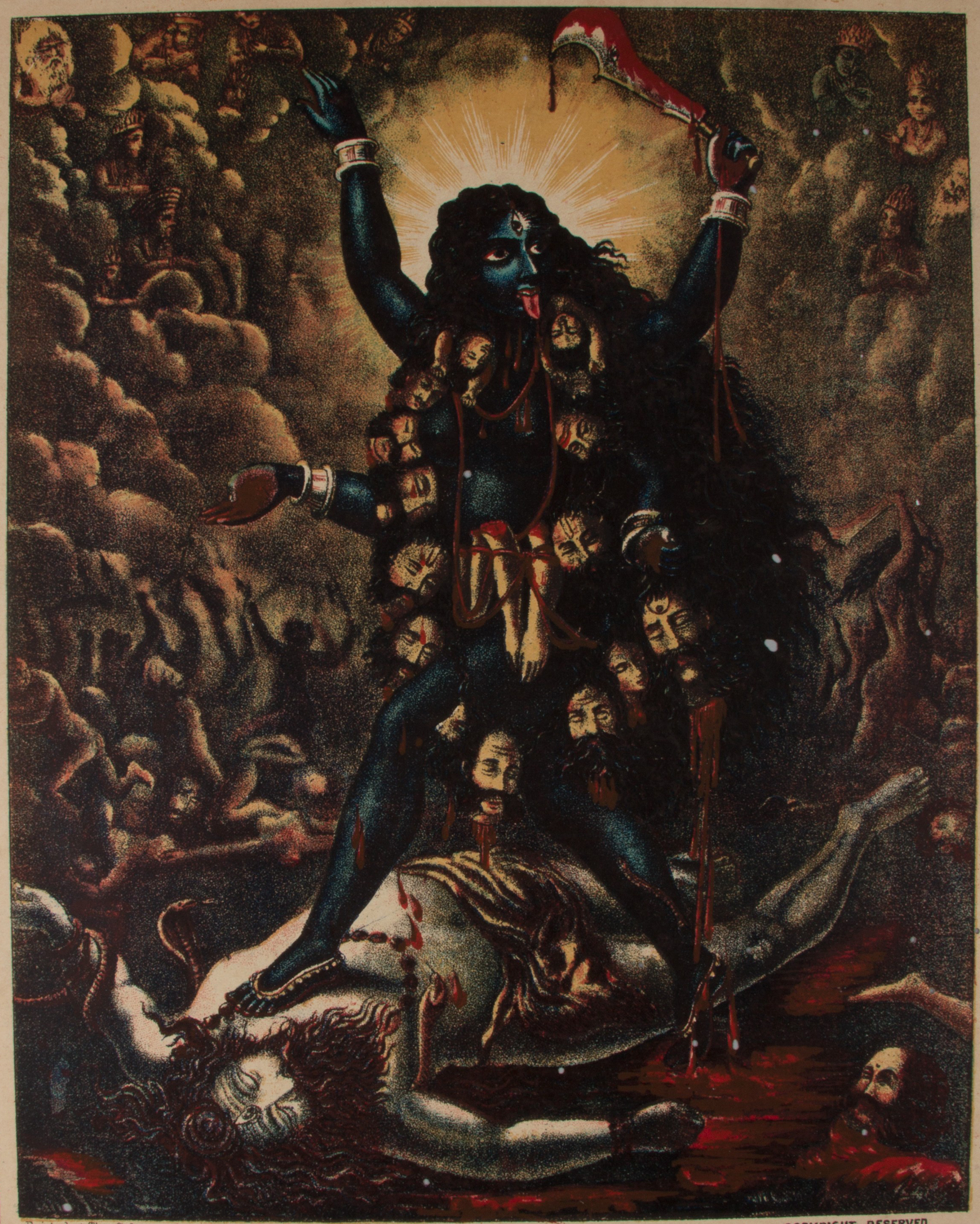
Imagen de la diosa hindú Kali.

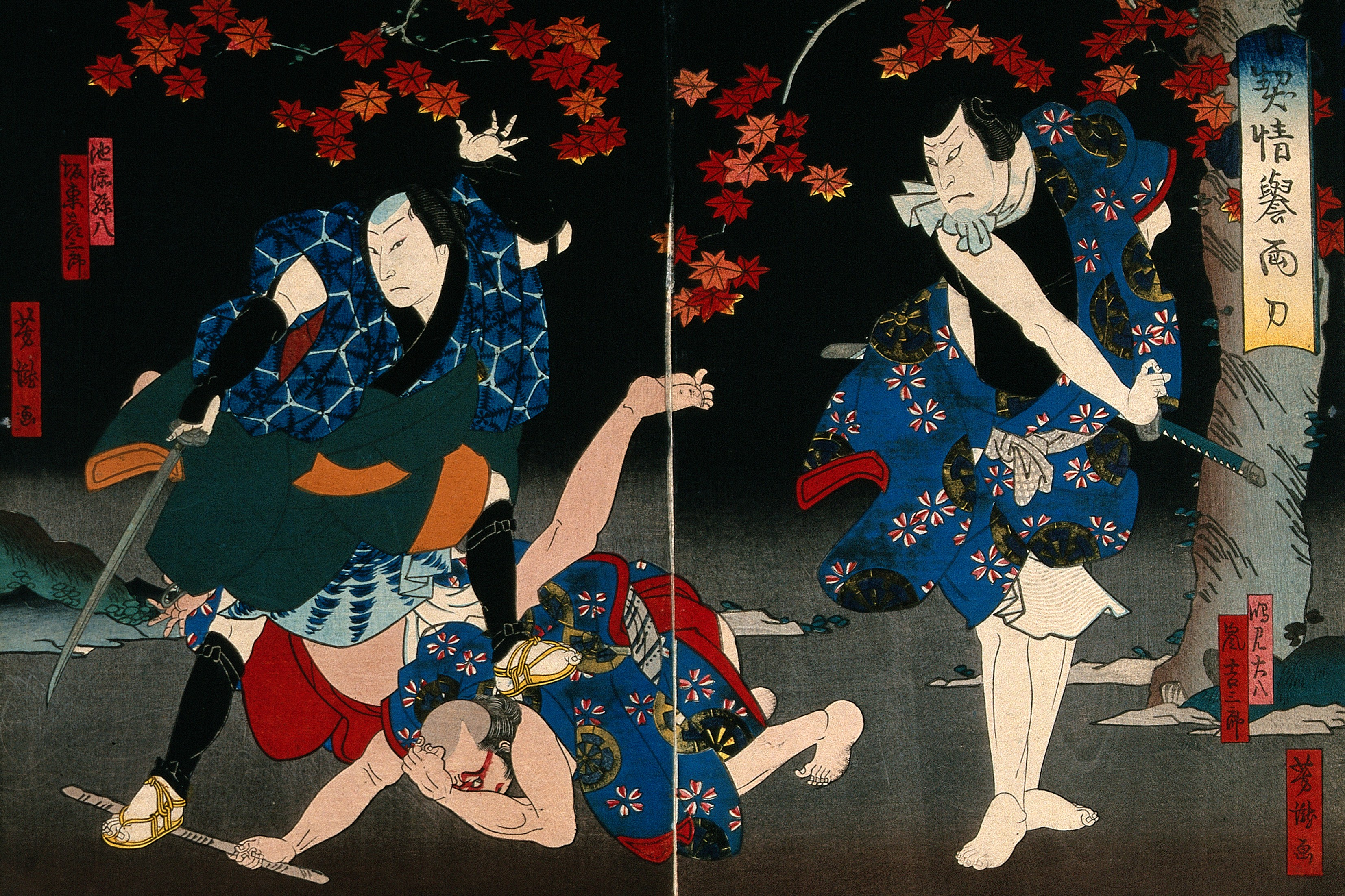
Representación de un combate en el teatro japonés, grabado de Utagawa Yoshitaki.

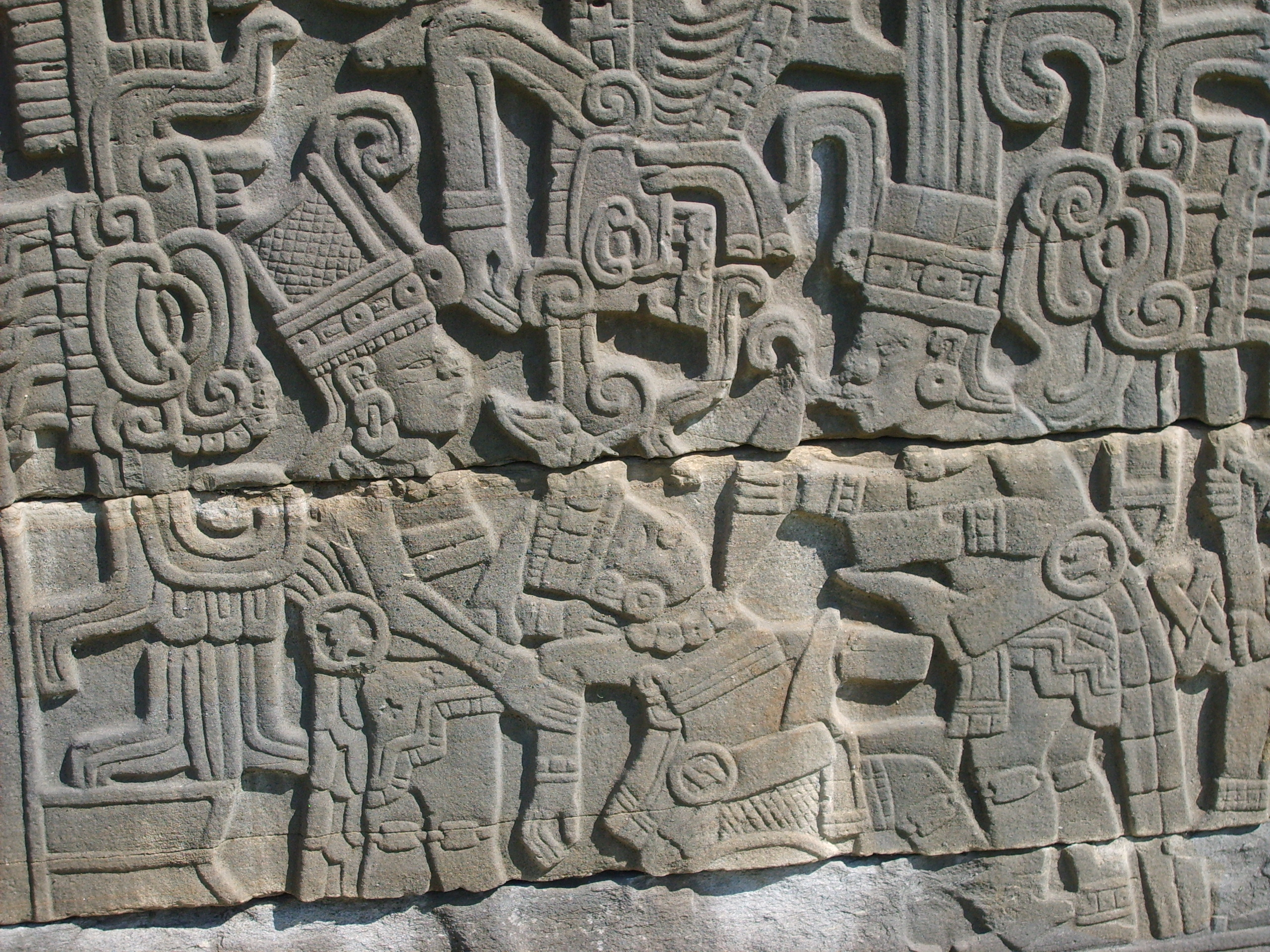
Sacrificio humano representado en un relieve maya.

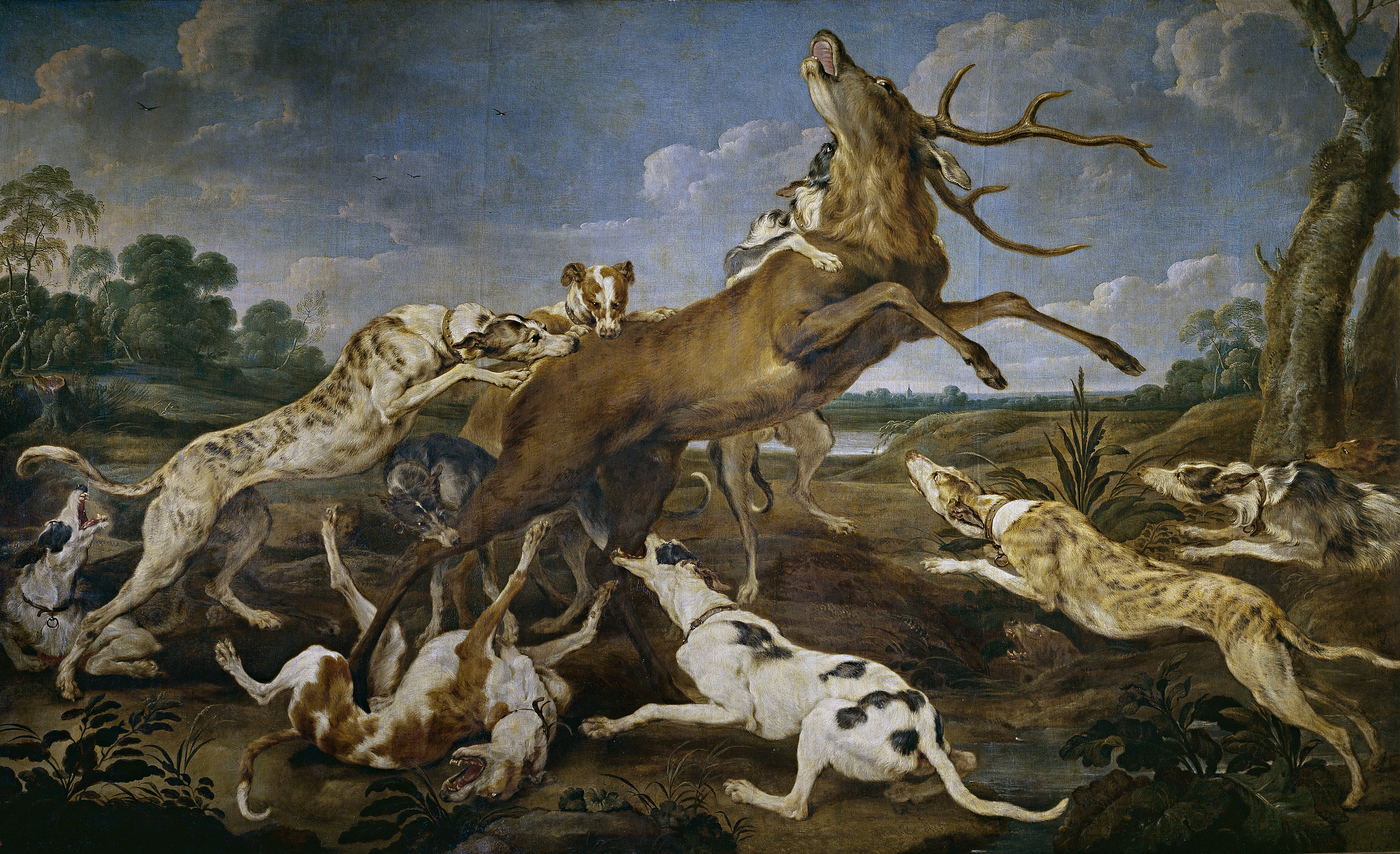
La caza del ciervo, de Paul de Vos.

Estilización de la violencia o estetización de la violencia son expresiones acuñadas para indicar la estilización o estetización que de la violencia se hace en distintas expresiones del arte, la cultura y los medios de comunicación. Es muy habitual que se exprese conjuntamente con la estilización o estetización del sexo (erotismo, pornografía, sexo y violencia, "Eros y Tánatos"). En términos psicoanalíticos se habla de "sublimación de la violencia".
La estética de la presentación de la violencia en el arte, la cultura y los medios de comunicación puede hacerse con muy distintos planteamientos morales (enfrentándose o no con sus consecuencias, caracterizando positiva o negativamente a las víctimas o a los agresores) y comunicativos (su ocultamiento por la censura, la explotación del placer morboso de su contemplación por el sensacionalismo, la banalización de la violencia o su sublimación como un aspecto trágico). El modo en que la violencia y sus inevitables componentes atractivos se presentan al público o a determinada parte de él (adulto y formado o inocente e infantil) es objeto de toda clase de consideraciones desde muy antiguo, ya que está presente tanto en la literatura más respetada (la Biblia, la Ilíada, el Majabhárata) como en los productos subculturales más denostados (pulp); tanto los cuentos infantiles clásicos (a veces muy explícita, como en Caperucita Roja o Hansel y Gretel) como en los modernos dibujos animados. También ha sido objeto de reflexión meta-artística (El Quijote y los libros de caballerías).

La violencia es tema que el arte contemporáneo aborda en numerosas ocasiones y con lenguaje y modalidades diferentes. Nada tiene de particular, es un rasgo de la sociedad contemporánea, una lacra del mundo que llamamos moderno. Las manifestaciones artísticas se mueven en un horizonte que algunos calificarán de ambiguo: denuncian la violencia, pero también la estetizan y la convierten en un espectáculo.
Valeriano Bozal

## Poder de representación
Para Margaret Bruder tales representaciones o referencias a la violencia son "estilísticamente excesivas... de una forma significativa y sostenida". Cuando la violencia se representa de tal manera en el cine, la televisión u otros medios, Bruder sostiene que los espectadores son capaces de conectar referencias entre el conjunto de imágenes y símbolos por un lado, y las obras de arte, convenciones artísticas y de género u otros conceptos y símbolos culturales.

### En la "alta cultura"
La llamada "alta cultura" ha estetizado la violencia de tal forma que determinadas obras de las bellas artes y la literatura se han convertido en una forma de arte autónomo. Joel Blacl aseguraba que "si algún acto humano evoca la experiencia de lo sublime es el acto del asesinato... si el asesinato puede experimentarse estéticamente, el asesino puede a su vez verse como una suerte de artista, un artista de la representación o anti-artista cuya especialidad no es la creación sino la destrucción". Esta concepción del elemento estético del asesinato tiene su principal inicio en Thomas de Quincey (Del asesinato considerado como una de las bellas artes): "Todo en este mundo tiene dos caras. El asesinato, por ejemplo, puede ser tomado por su cara moral... y eso, lo confieso, es su lado más débil; o puede también ser tratado estéticamente, como dicen los alemanes, es decir, en relación con el buen gusto".

### En la cultura popular
La cultura popular, que en la época contemporánea se expresa en los medios de masas, como la prensa y la televisión, y luego [internet], tiene en la forma de presentar las noticias un vehículo para la violencia estetizada de crímenes (crónica de sucesos), guerras (crónica bélica) y catástrofes a través del sensacionalismo. Maria Tatar analiza el tratamiento mediático y artístico de los asesinatos en la Alemania pre-hitleriana, investigando "los motivos escalofriantes tras las representaciones que estetizan la violencia, y que convierten al cuerpo mutilado de la mujer en un objeto de fascinación".

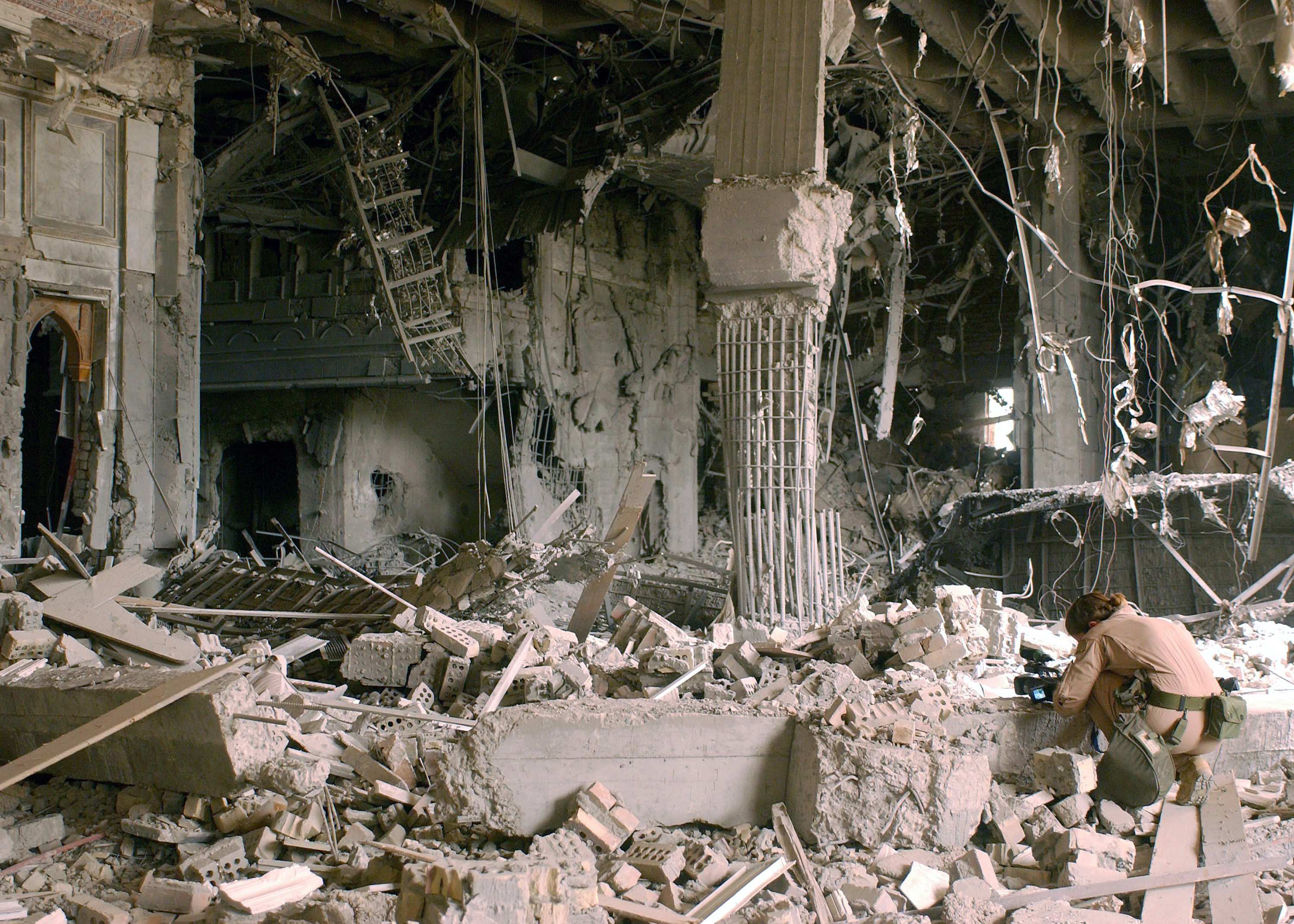
Fotografía del resultado del bombardeo a la sede del Partido Baaz en Bagdad.
- Vídeo tomado por la telecámara de la metralleta de un helicóptero AH-64 Apache, emitido por la cadena ABC en enero de 2004.

Lilie Chouliaraki (The aestheticization of suffering on television, 2006) analiza "un ejemplo de metraje de guerra (war footage) para trazar las formas en que la tensión entre presentar la guerra aérea como una pieza objetiva de noticias o como una muestra de intenso sufrimiento humano, se resuelve en estrategias de mediación televisiva". Argumenta que "el bombardeo de Bagdad de 2003 durante la guerra de Irak fue filmado de lejos [long-shot] y presentado con una narrativa cuasiliteraria capitalizada sobre una estética del horror y del espectáculo sublime (Boltanski). ... la estetización del sufrimiento en televisión se produce así por un complejo visual y lingüístico que elimina el aspecto de dolor humano en el sufrimiento, mientras retiene los fantasmagóricos efectos de un tableau vivant", produciendo una "estetización del sufrimiento que consigue simultáneamente preservar un aura de objetividad e imparcialidad, y tomar partido a favor de la guerra".
En los años cincuenta en Estados Unidos, coincidiendo con la alarma en torno a la delincuencia juvenil, tuvo gran repercusión el ensayo La seducción de los inocentes, donde Fredric Wertham, desde un enfoque psicoanalista, argumentaba que los comics "violentos" pervertían a la infancia.

## En la historia del arte

### Edades Antigua, Media y Moderna

#### Próximo Oriente antiguo

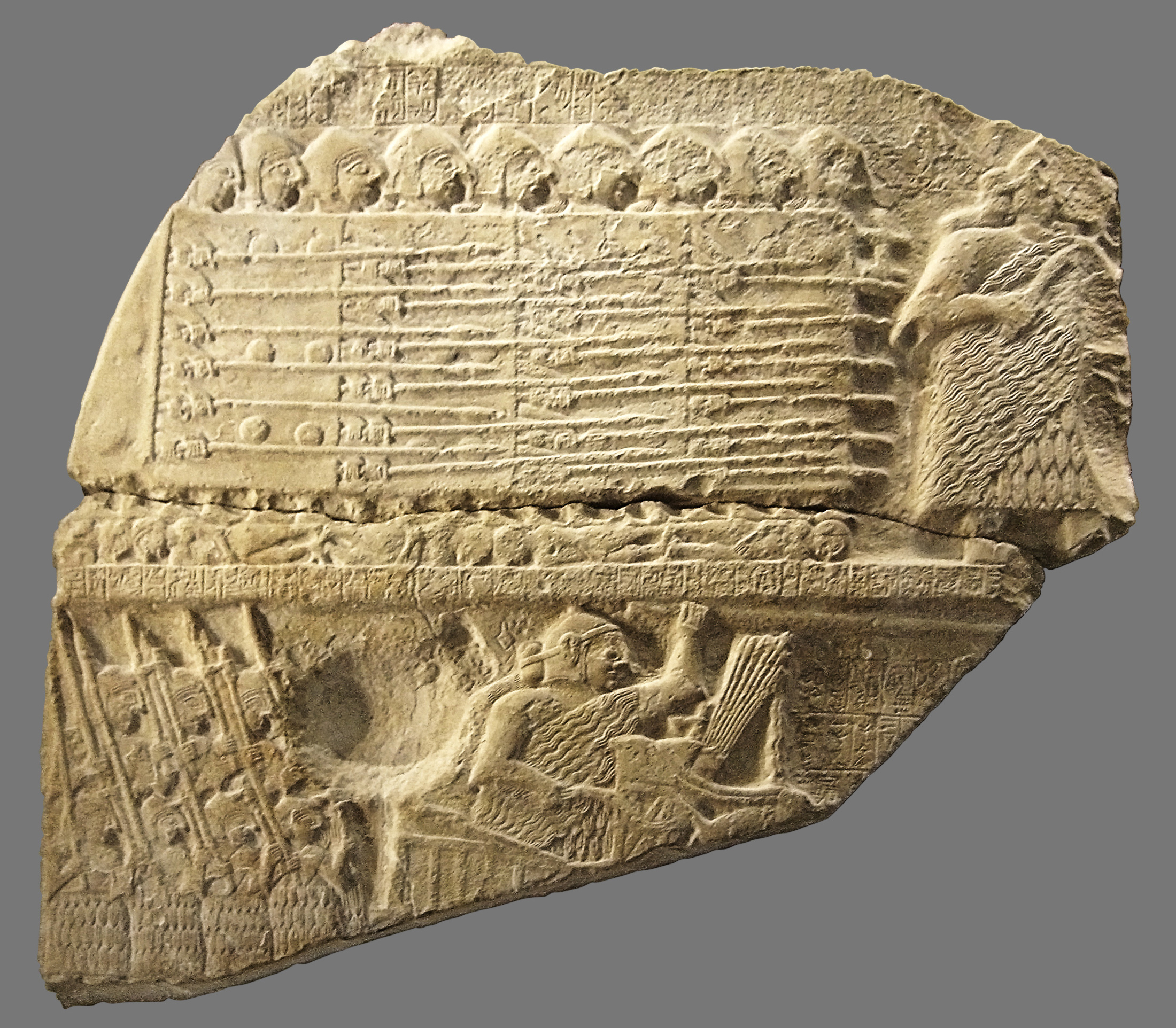
Estela de los buitres.
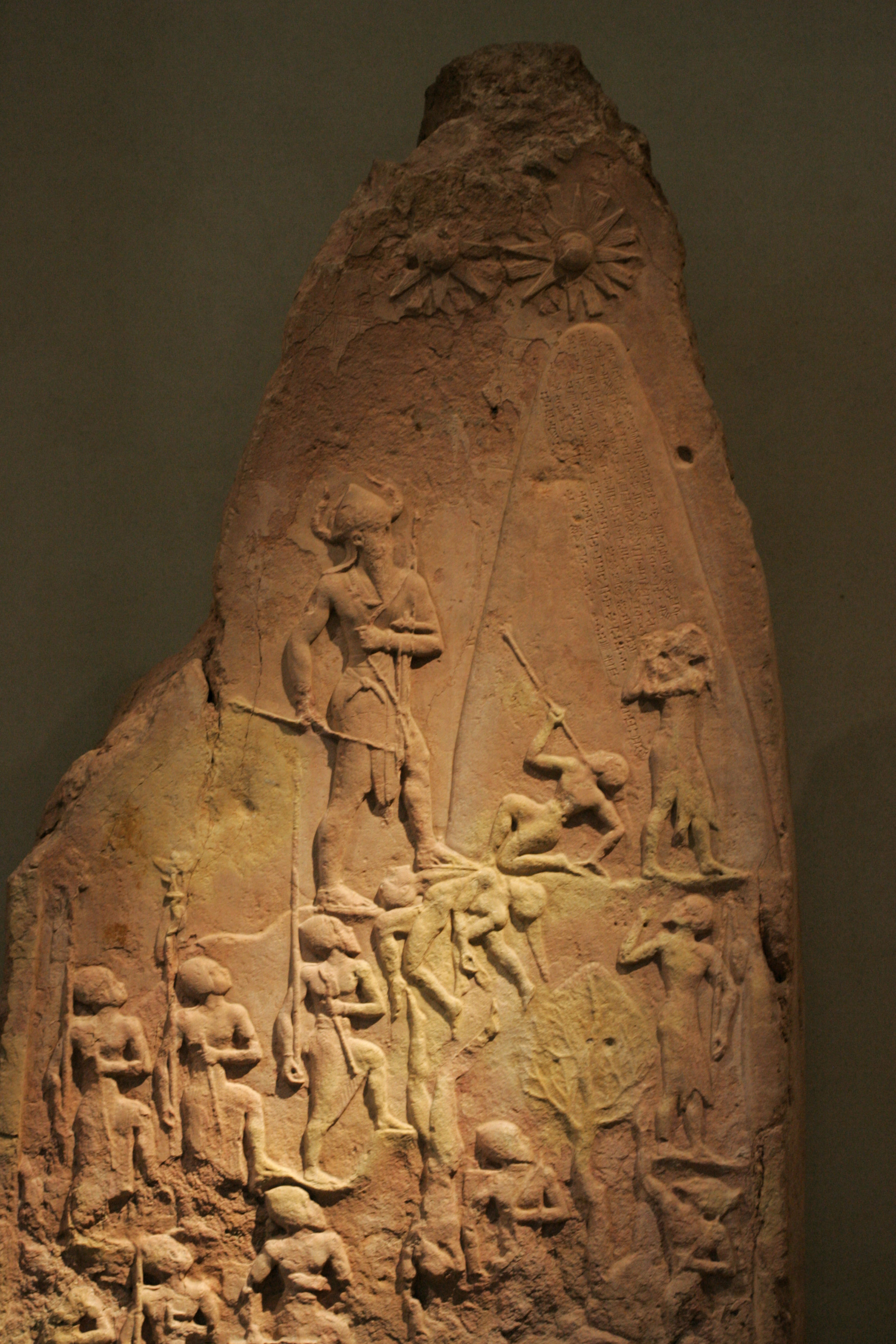
Estela de Naram-Sin.
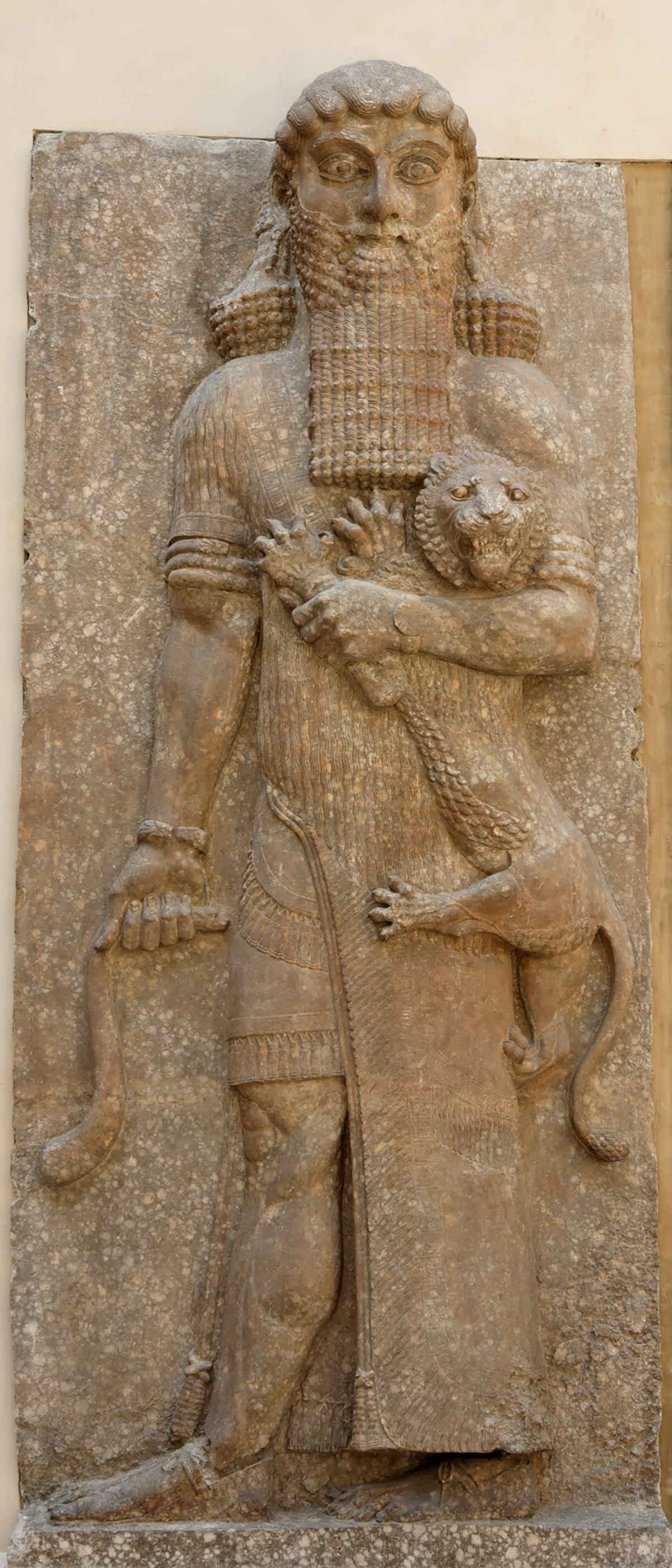
Gilgamesh venciendo a un león.
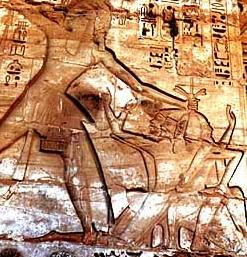
El faraón somete a los pueblos del mar. Relieves del templo funerario de Ramsés III.
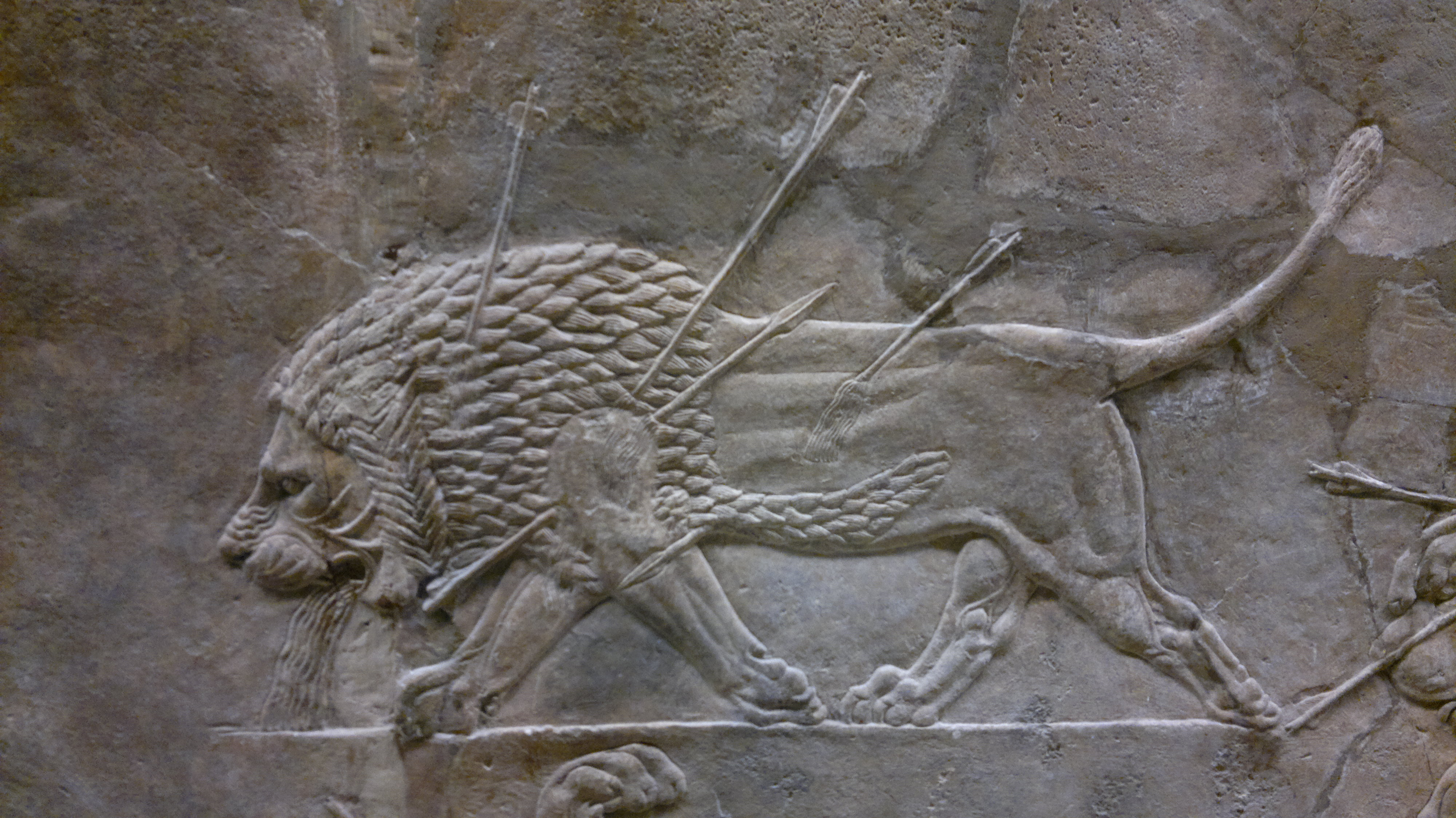
León herido, relieve asirio.

##### Violencia en la Biblia
"Resulta escalofriante la lectura de textos del Antiguo Testamento que narran con absoluta crueldad y frialdad las matanzas sangrientas de pueblos enteros (Sam. 15 y 16), incluyendo mujeres, niños, niños de pecho, ¡incluso los animales! Completos genocidios, fruto de la obediencia del pueblo hebreo a un mandato divino. He continuado leyendo con una mirada de cierto pavor ante imágenes del profeta Samuel cuando asesina a Agag, no solo matándolo a espada, ni siquiera le resulta suficiente decapitarlo, sino que lo descuartiza, haciendo un despliegue de barbarie, ira y ensañamiento. Una vez muerto Agag lo golpea con su espada separando brazos y piernas del cuerpo, demostrando el enfado de Yahvé porque Saúl había dejado un superviviente de su asoladora masacre. Relatos como este constituyen escenas sangrientas, violentas, desagradables y horribles, una salvaje carnicería que casi pareciera sacada de un relato gore".

#### Arte y literatura grecorromanas

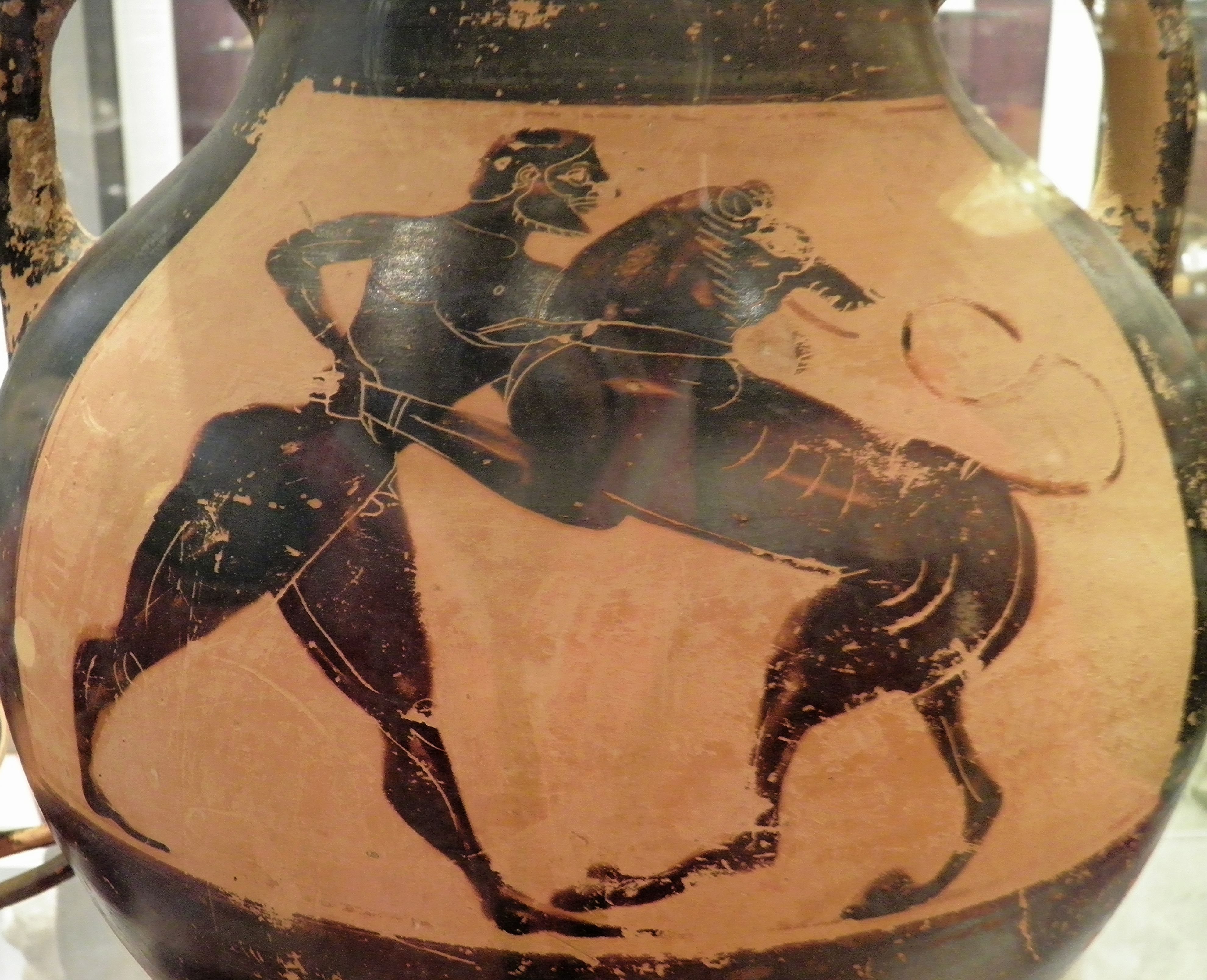
Heracles luchando con el león de Nemea, ánfora ática de figuras negras, siglo VI a. C.
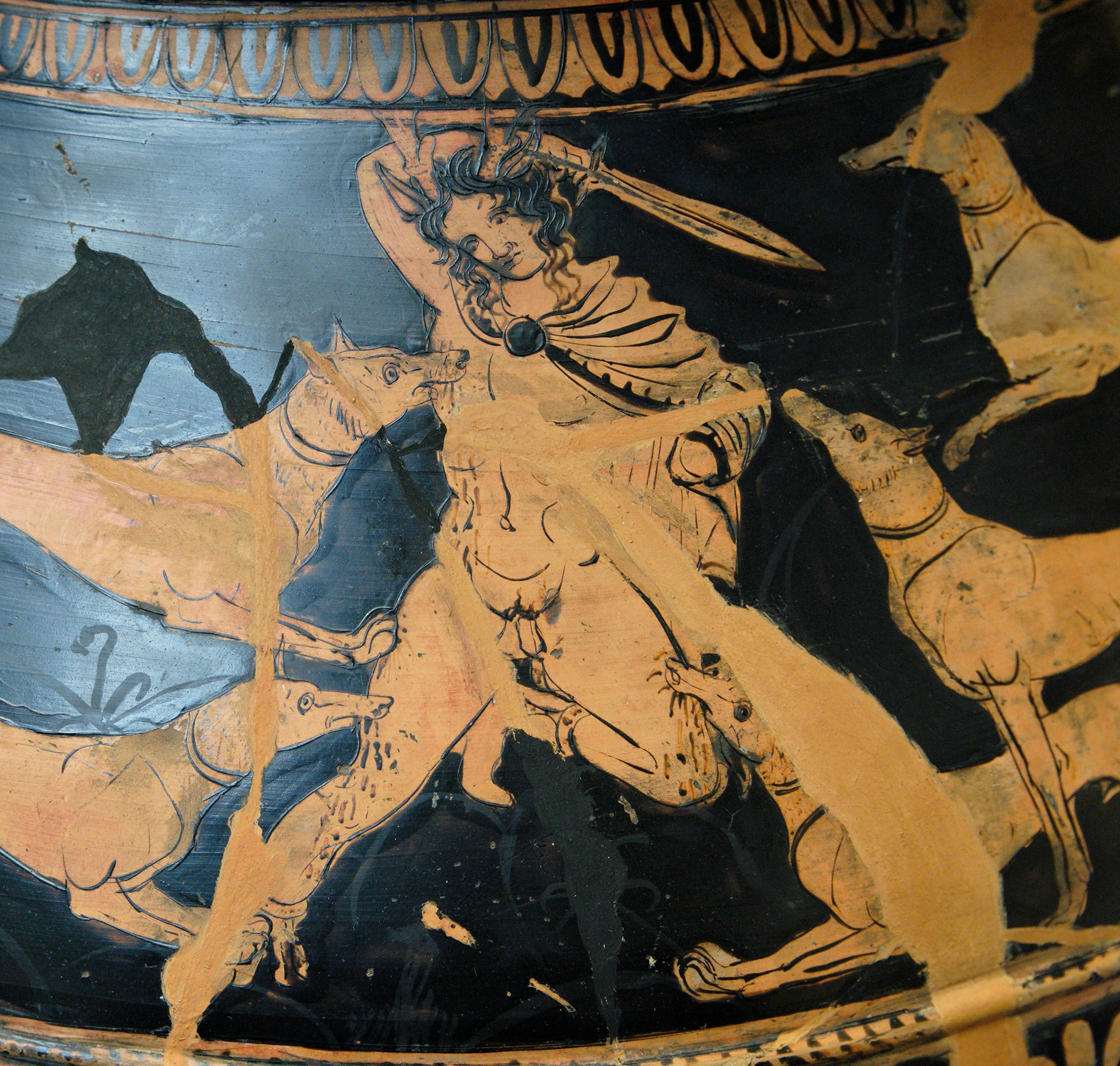
Muerte de Acteón en un nestoris lucano de figuras rojas, siglo IV a. C.
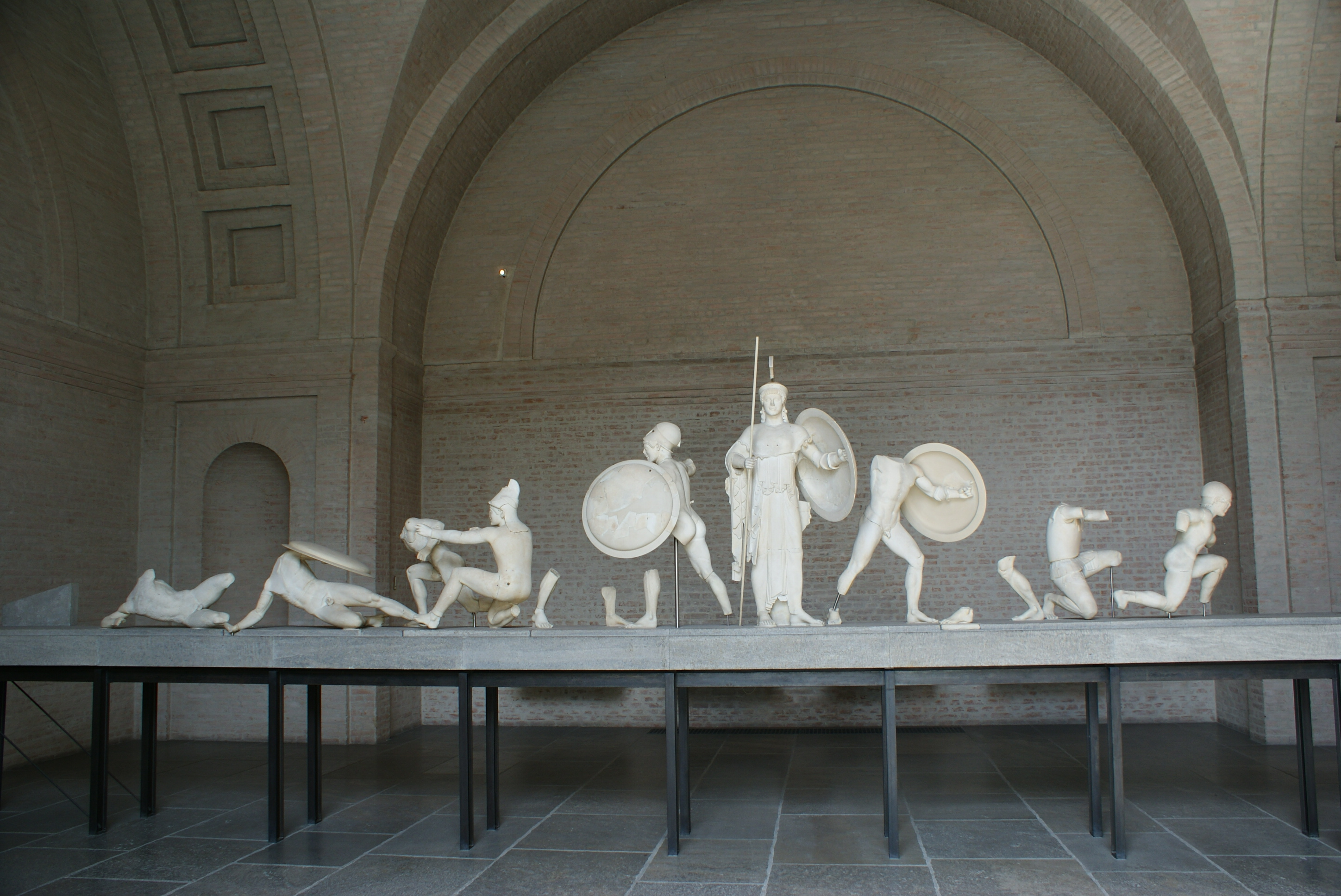
Frontón occidental del templo de Afaya en Egina.
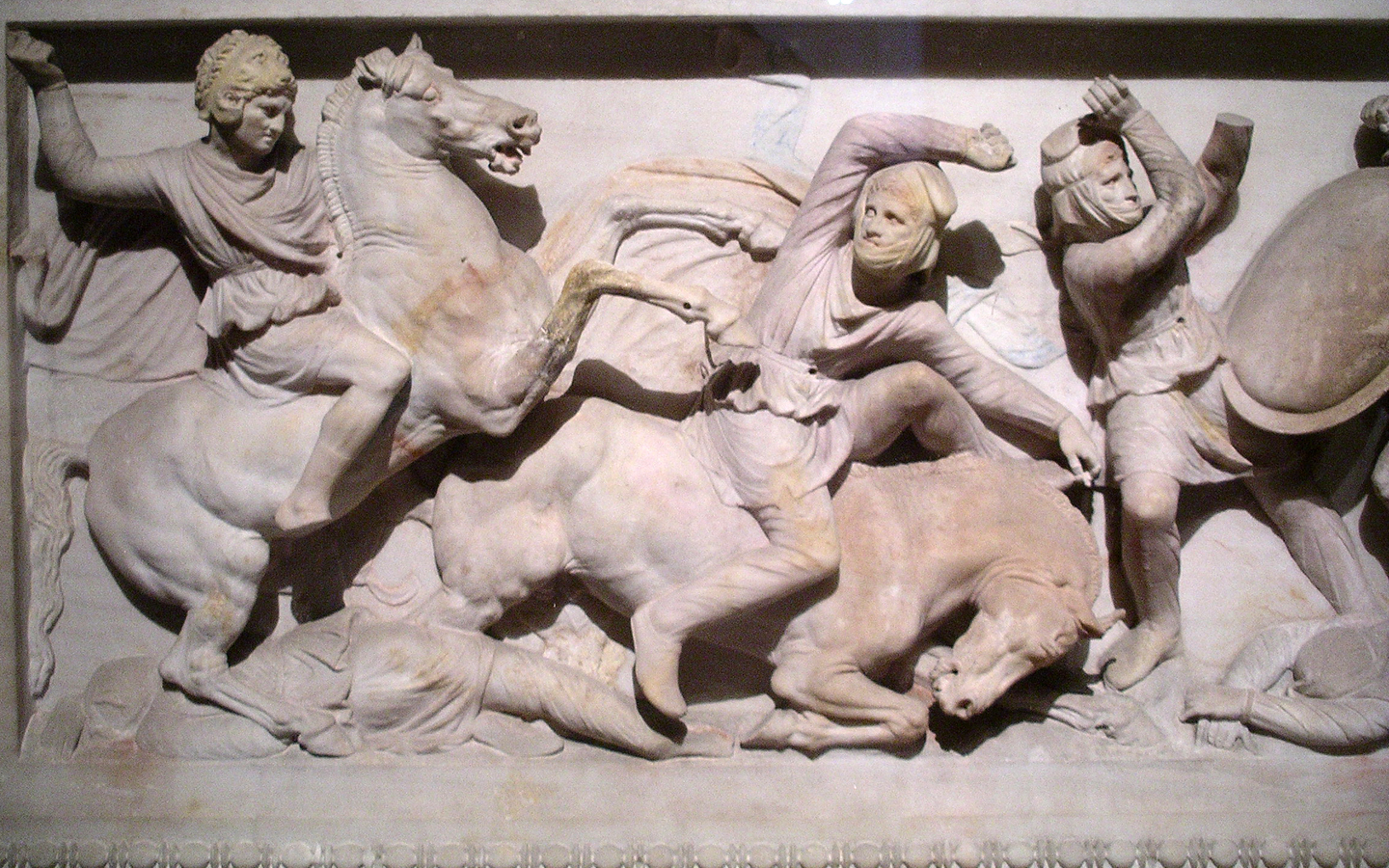
El llamado "Sarcófago de Alejandro".
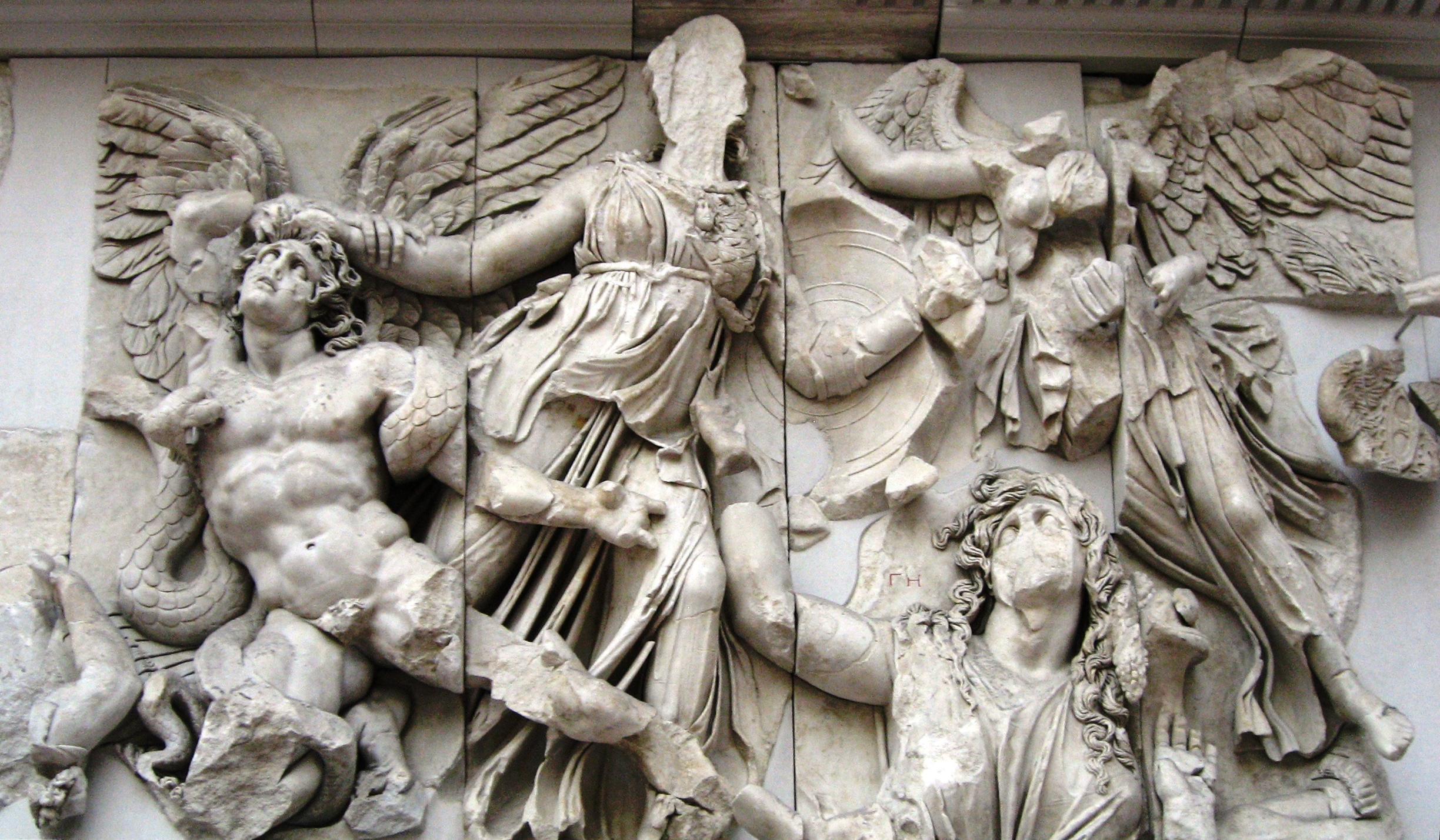
La gigantomaquia del Altar de Pérgamo.
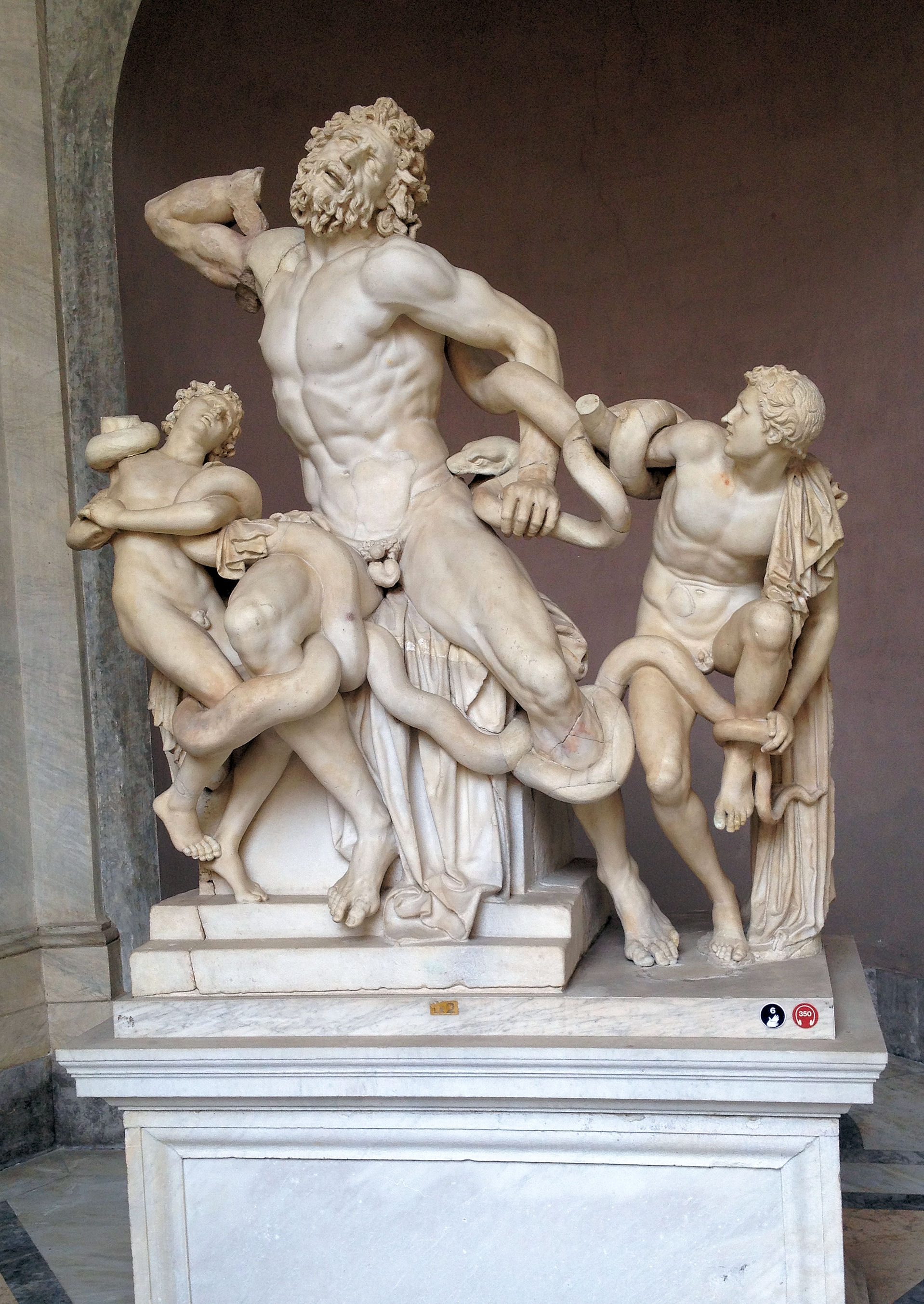
Laocoonte y sus hijos.
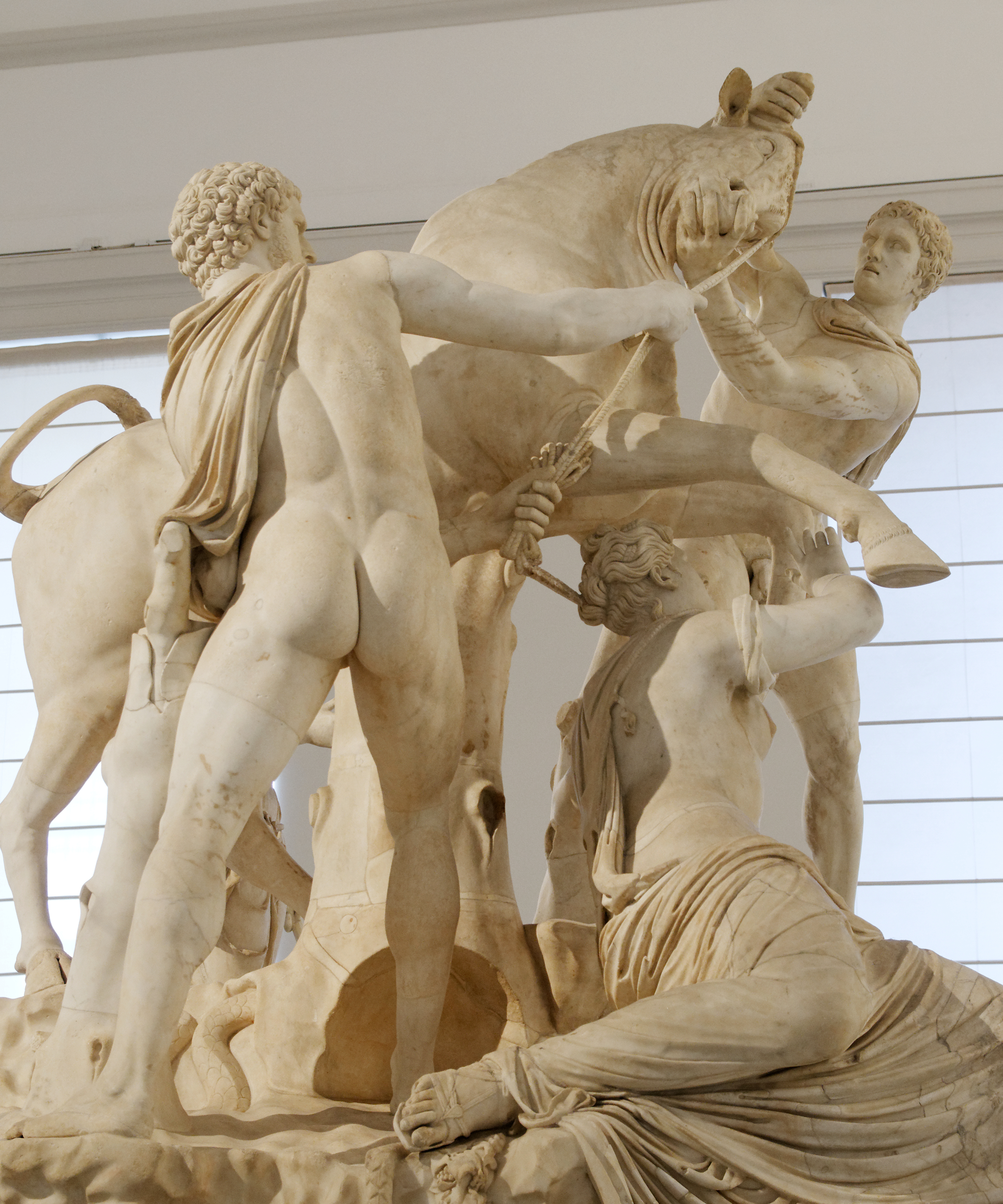
El llamado "Toro Farnese".
Gálata suicidándose.
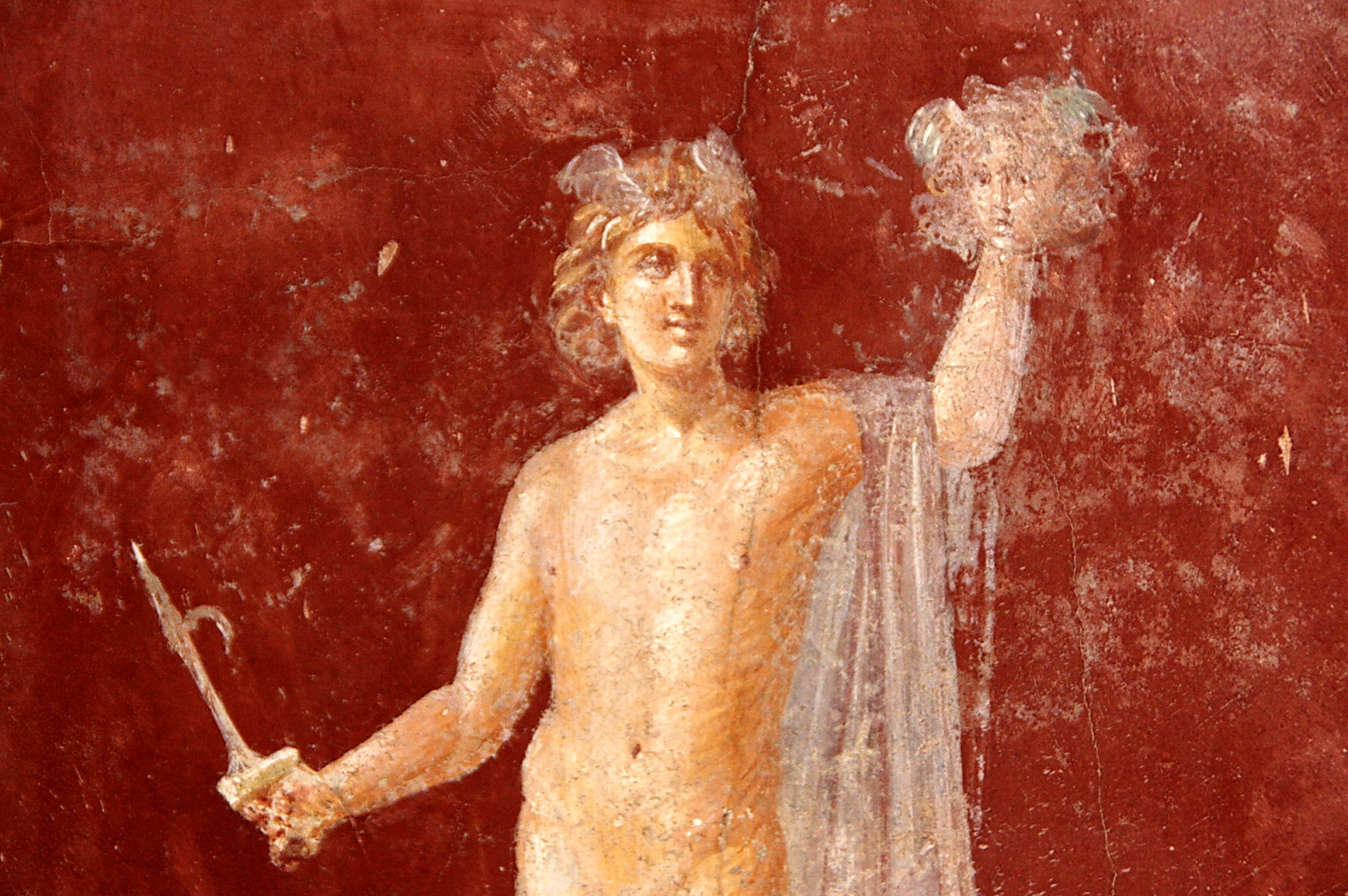
Perseo con la cabeza de Medusa, fresco romano del siglo I.
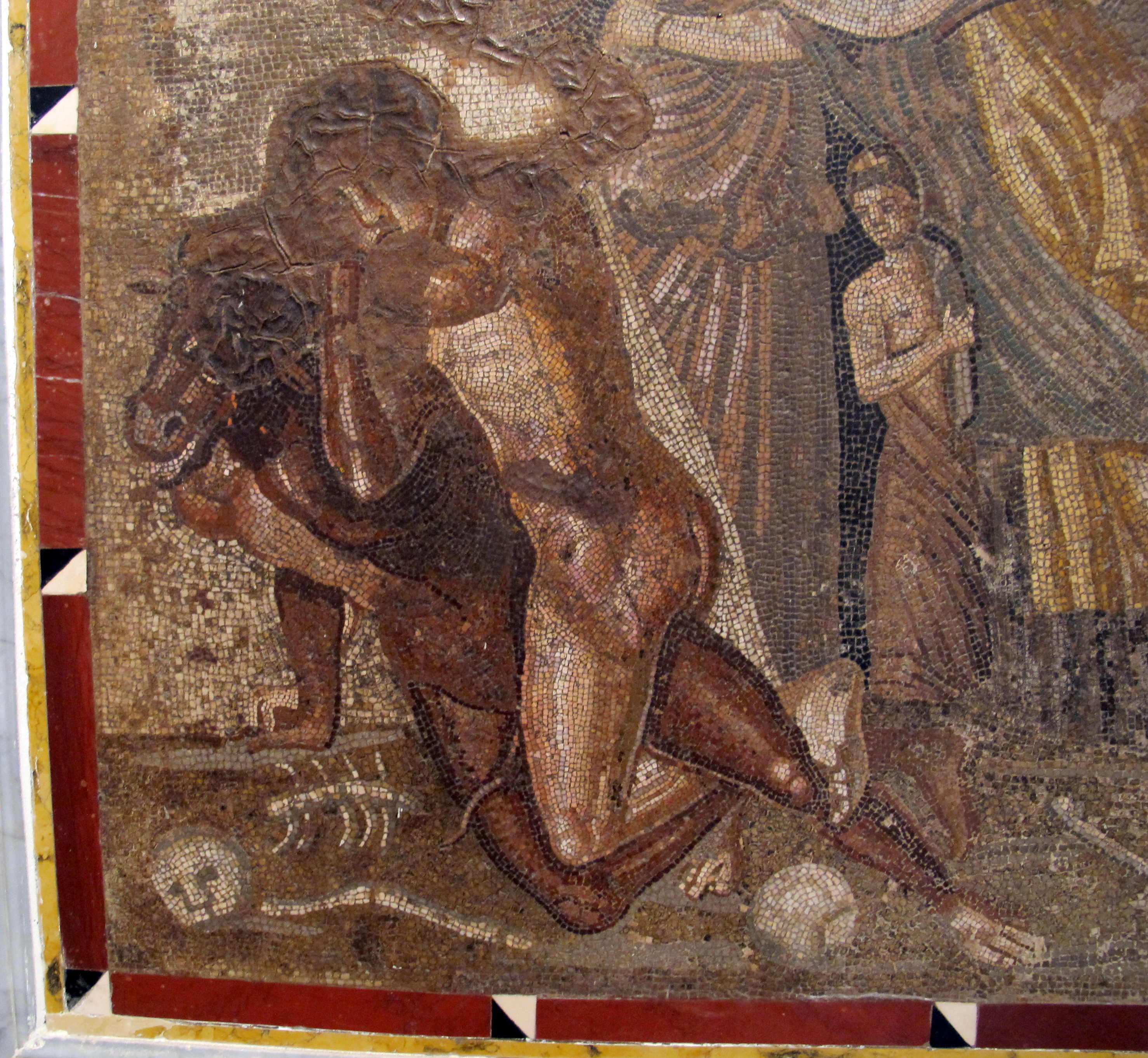
Teseo luchando con el Minotauro, mosaico romano del siglo I.
El llamado "Gran sarcófago Ludovisi".
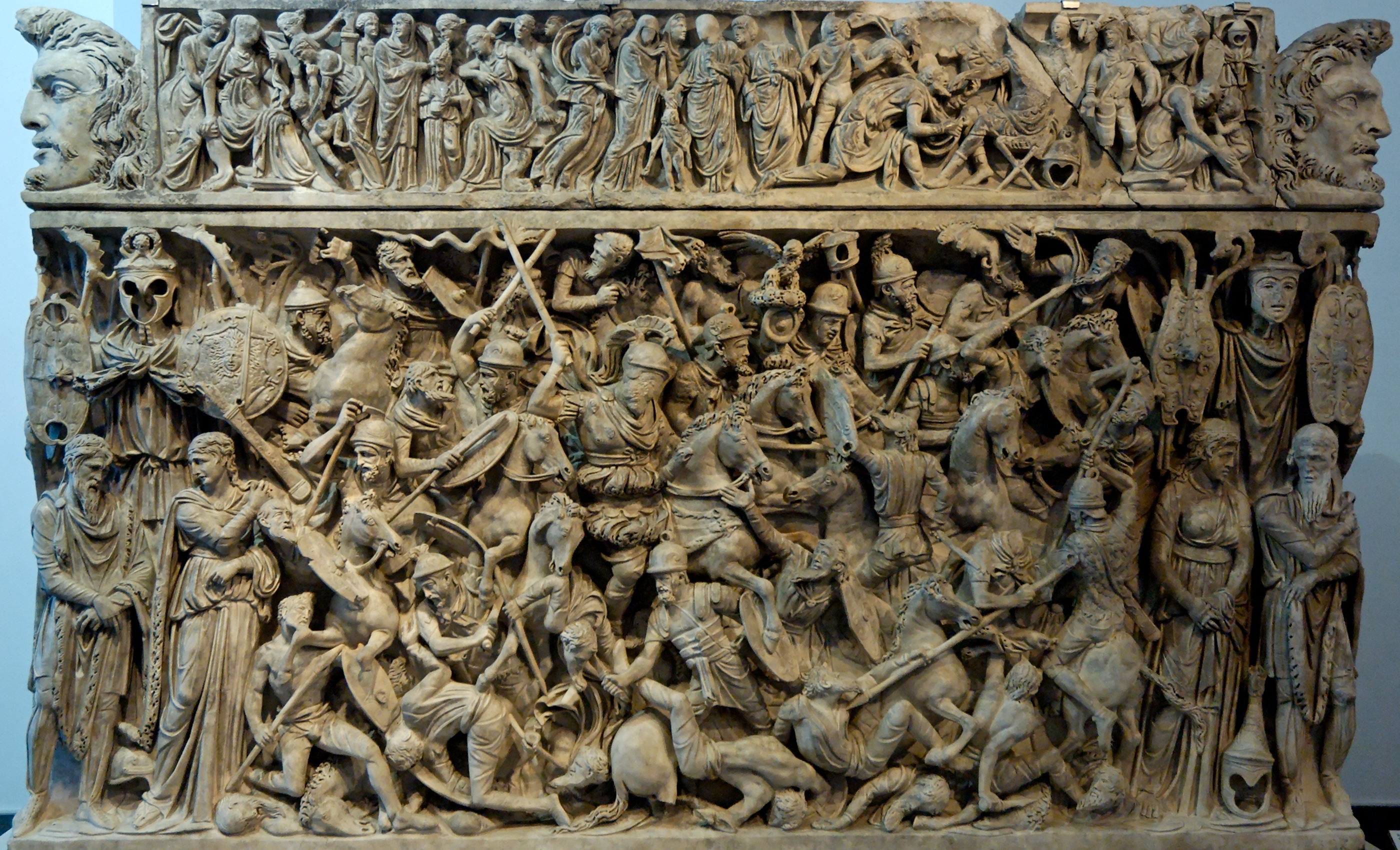
El llamado "Sarcófago Portonaccio".
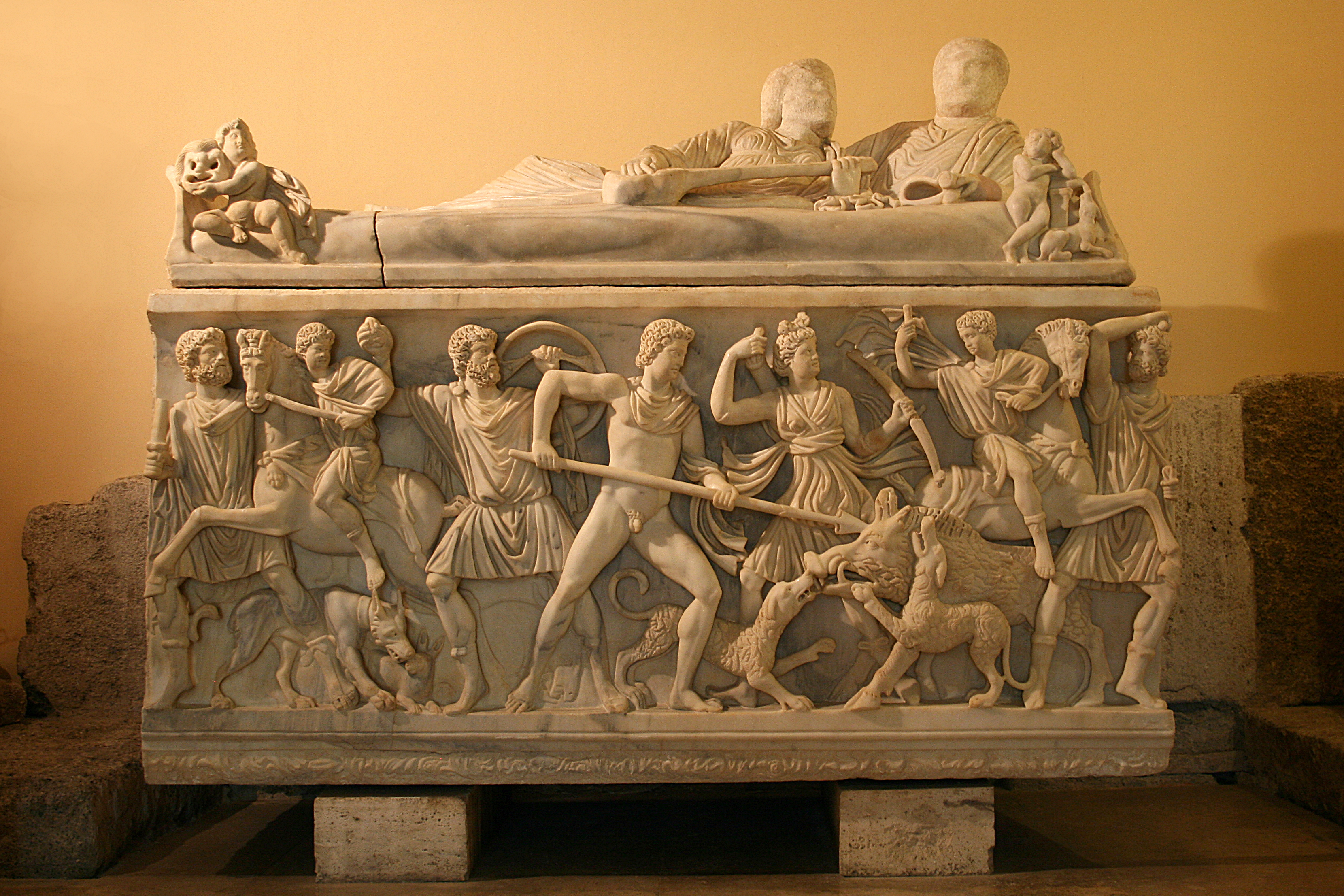
Escena de la caza del jabalí de Calidón en un sarcófago romano.

Los dánaos pusieron en fuga a los teucros, y cada uno de sus caudillos mató a un hombre. Empezó el rey de hombres Agamemnón con derribar del carro al corpulento Odio, caudillo de los halizones: al volverse para huir, envasóle la pica en la espalda, entre los hombros, y la punta salió por el pecho. Cayó el guerrero con estrépito y sus armas resonaron. Idomeneo quitó la vida a Festo, hijo de Boro el meonio, que había llegado de la fértil Tarne, introduciéndole la formidable lanza en el hombro derecho cuando subía al carro: desplomóse Festo, tinieblas horribles le envolvieron y los servidores de Idomeneo le despojaron de la armadura. ... Meriones, cuando alcanzó a [Ferencio], le hundió la pica en la nalga derecha; y la punta, pasando por debajo del hueso y cerca de la vejiga, salió al otro lado. El guerrero cayó de hinojos, gimiendo, y la muerte le envolvió. Meges hizo perecer a Pedeo, hijo bastardo de Antenor, a quien Teano, la divina, criara con igual solicitud que a los hijos propios, para complacer a su esposo. El hijo de Fileo, famoso por su pica, fue a clavarle en la nuca la puntiaguda lanza, y el hierro cortó la lengua y asomó por los dientes del guerrero. Pedeo cayó en el polvo y mordía el frío bronce. Eurípilo Evemónida dio muerte al divino Hipsenor, hijo del animoso Dolopión, que era sacerdote de Escamandro y el pueblo le veneraba como a un dios. Perseguíale Eurípilo, hijo preclaro de Evemón; el cual, poniendo mano a la espada, de un tajo en el hombro le cercenó el robusto brazo, que ensangrentado cayó al suelo. La purpúrea muerte y el hado cruel velaron los ojos del troyano.
Homero, Ilíada, Canto V.

Dicen unos que un ecuestre tropel, la infantería

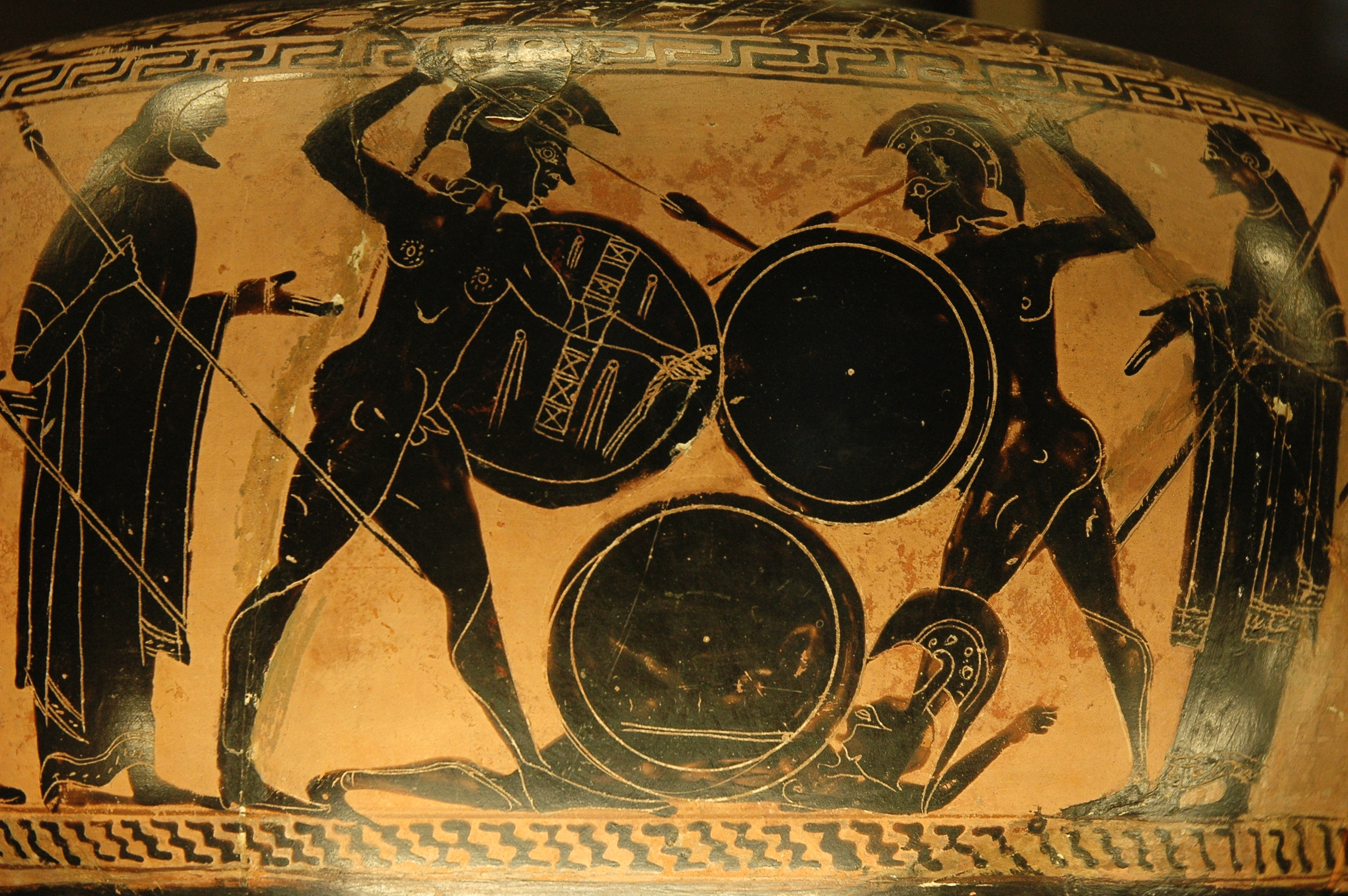
Combate entre hoplitas en una hidria ática de figuras negras. Kleimachos,

otros, y ésos, que una flota de barcos resulta
lo más bello en la oscura tierra, pero yo digo
que es lo que uno ama.
Safo de Lesbos

La tragedia griega realiza una representación verbal de la violencia en escena: los asesinatos, torturas o violaciones siempre son "obscenas", suceden fuera de la escena, ocultas a la vista del espectador, a quien únicamente se le narran verbalmente en los textos declamados por los actores en sus monólogos o diálogos, o por el coro. "En La Orestiada, de Esquilo, que es un ciclo completo de sangrientos homicidios y venganzas, Clitemnestra mata de una puñalada a Agamenón; Orestes asesina a Clitemnestra... todo ello tras bastidores. Edipo Rey, es una historia de parricidio, incesto, suicidio y ceguera por arrancamiento de los ojos..., nada de lo cual aparece en el escenario. La violencia orgiástica de Las Bacantes, de Eurípides, no ocurre ante el público".
Por el contrario, los romanos se complacían en las representaciones explícitas del sexo y la violencia en el arte, considerándolas bellas en una forma que no corresponde al concepto de lo que posteriormente se consideraría "obsceno", pero que en su época convivía sin conflicto en su cultura, que valoraba la integridad y la gravitas.
Entre los espectáculos romanos (ludi) algunos se caracterizaban por su violencia extrema, como las luchas de gladiadores o de fieras (venationes). En otros la violencia era representación, como las naumaquias.

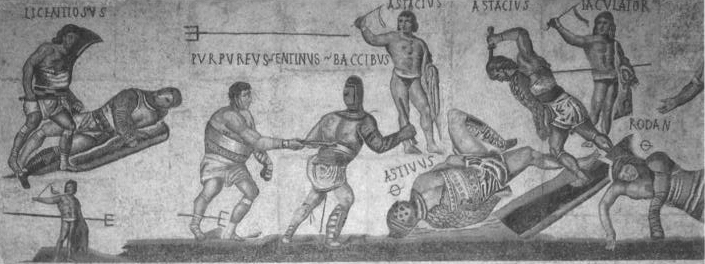
El llamado "mosaico del gladiador",.

##### Reflexión ética y estética en la filosofía clásica
Platón proponía en La República la proscripción de los poetas al temer que su capacidad estética de construir atractivas narrativas del comportamiento inmoral corrompiera las mentes jóvenes. Se refiere a la poesía como una clase de retórica cuya "influencia es penetrante y a menudo perjudicial". Creía que la poesía, "no regulada por la filosofía es un peligro para el alma y la comunidad". Advertía de que la poesía trágica podía producir "una constitución o régimen psíquico desordenado" induciendo "un estado acrítico, como de sueño, en el que nos perdemos en... tristeza, dolor, ira, resentimiento". Platón argumentaba que "lo que ocurre en el teatro, en tu casa, en tus fantasías, está conectado" con lo que haces en tu vida real.
Por su lado, Aristóteles abogaba por una función útil de la música, el teatro y la tragedia: la catarsis (purificación) de las emociones negativas. Al final de su Política utiliza este término para describir cómo los que escuchan una música que les provoca sentimientos como lástima y miedo "son capaces de llegar a quedar poseídos" por estas emociones negativas; aunque más adelante indica que después vuelven a "una condición normal, como si hubieran sido tratados médicamente con una purga [catharsis]... Todos experimentan una cierta purga [catharsis] y un alivio placentero. Del mismo modo las melodías catárticas proporcionan un goce inocente a los hombres".

#### Arte cristiano

##### Violencia sufrida: martirologios
La narración o representación gráfica de los tormentos sufridos por los santos cristianos se regodeaban en descripciones explícitas o, por el contrario, lo dejaban en sutiles alusiones, codificadas en la iconografía, lo que también tenía un poderoso efecto en la imaginación del lector o espectador.

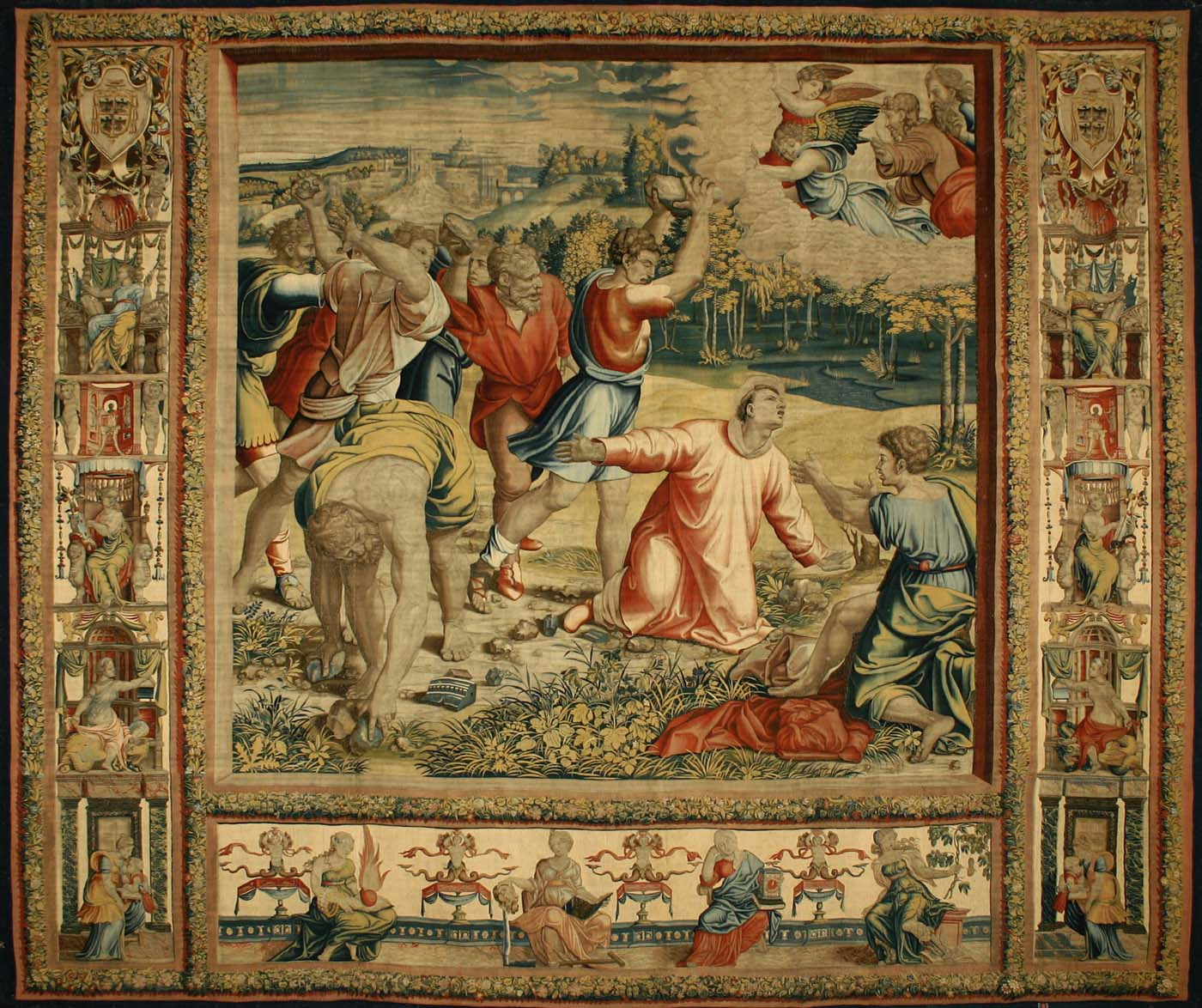
Lapidación de San Esteban (el "protomártir"), tapiz sobre uno de los cartones de Rafael.
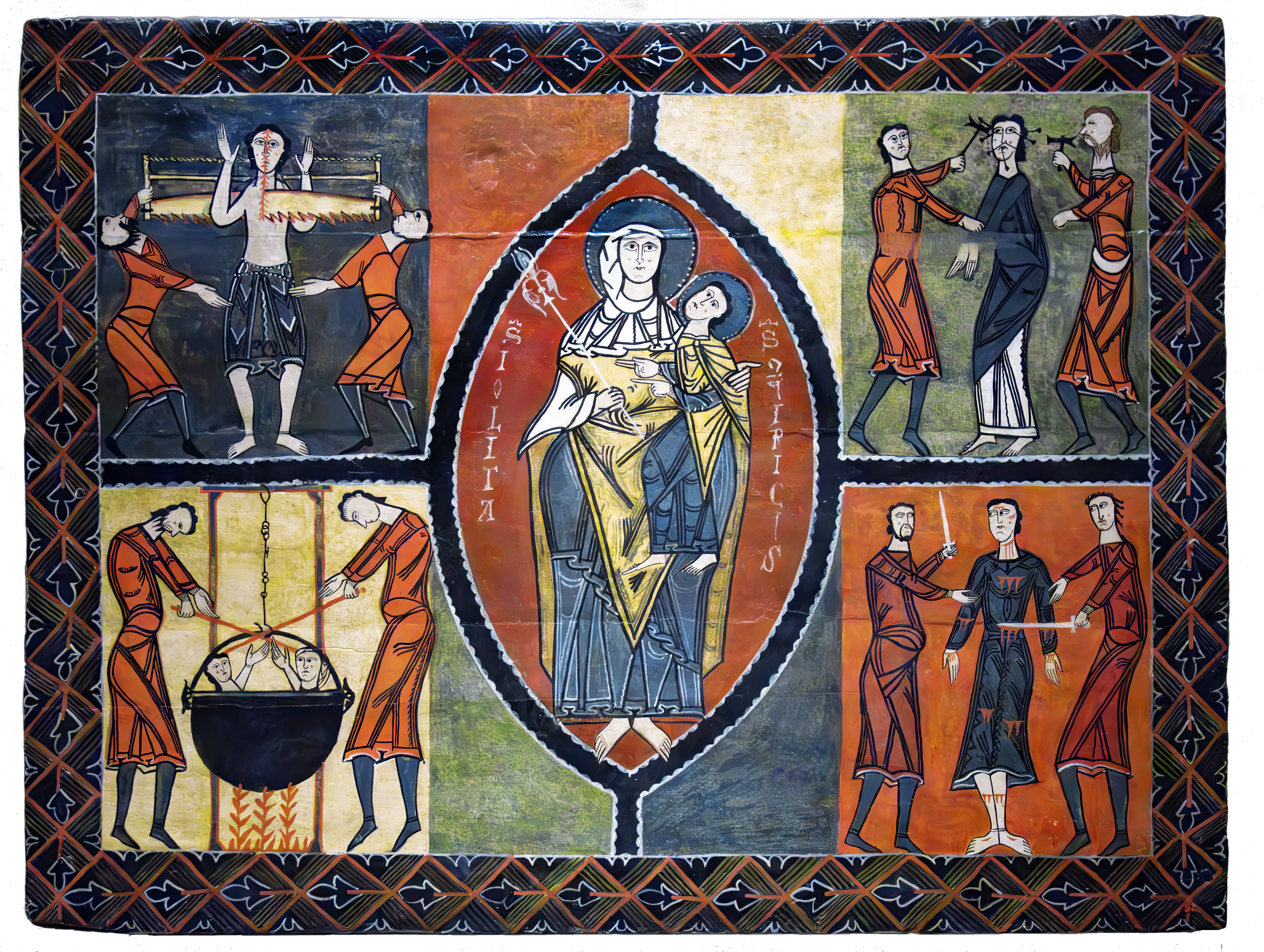
Frontal de San Quirce de Durro, que representa el martirio de Santa Julita y San Quirce.
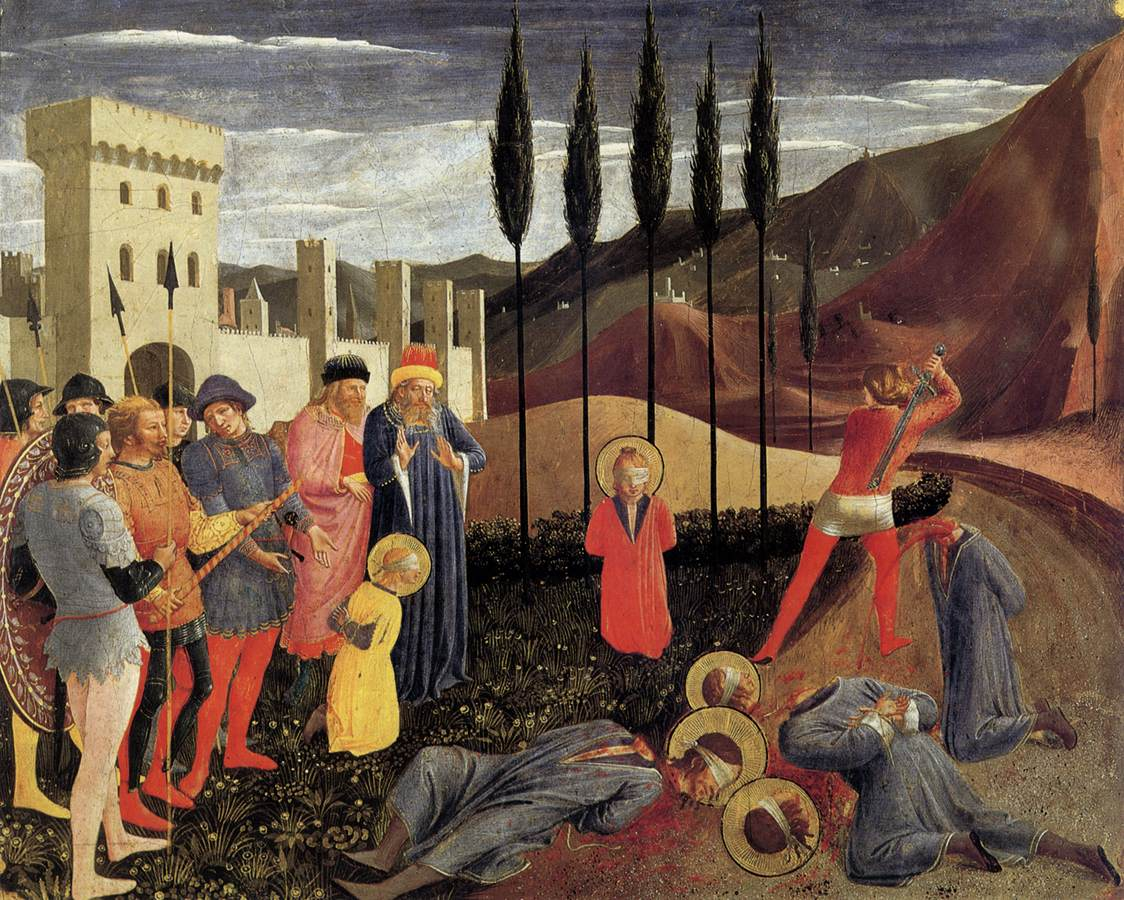
Decapitación de San Cosme y San Damián, de Fra Angelico.
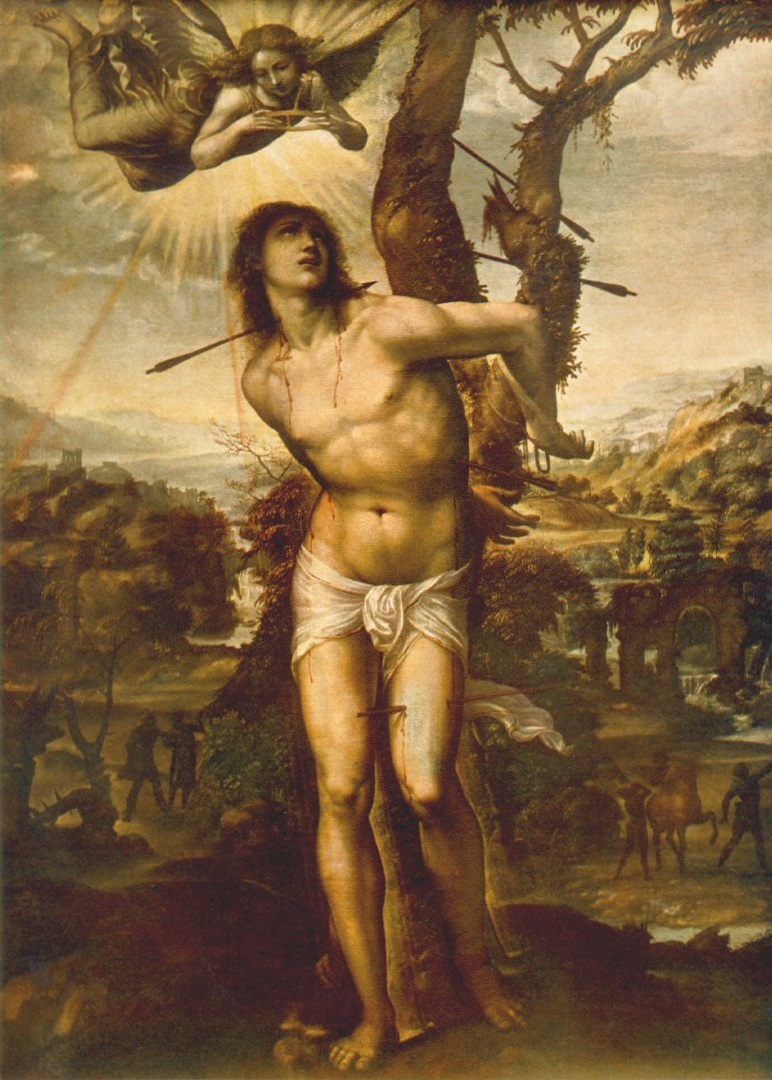
Martirio de San Sebastián, de Il Sodoma.
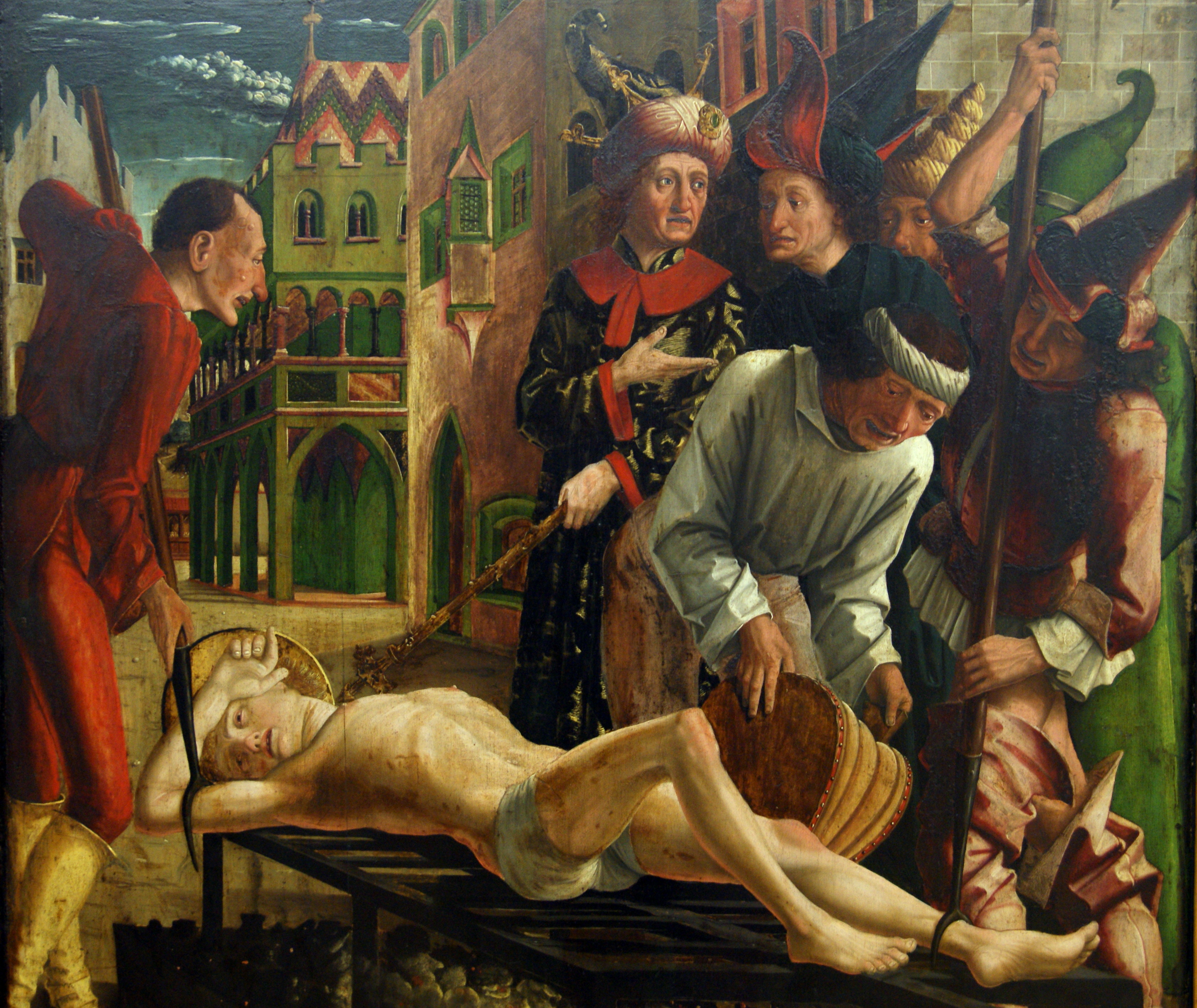
Martirio de San Lorenzo, de Michael Pacher.
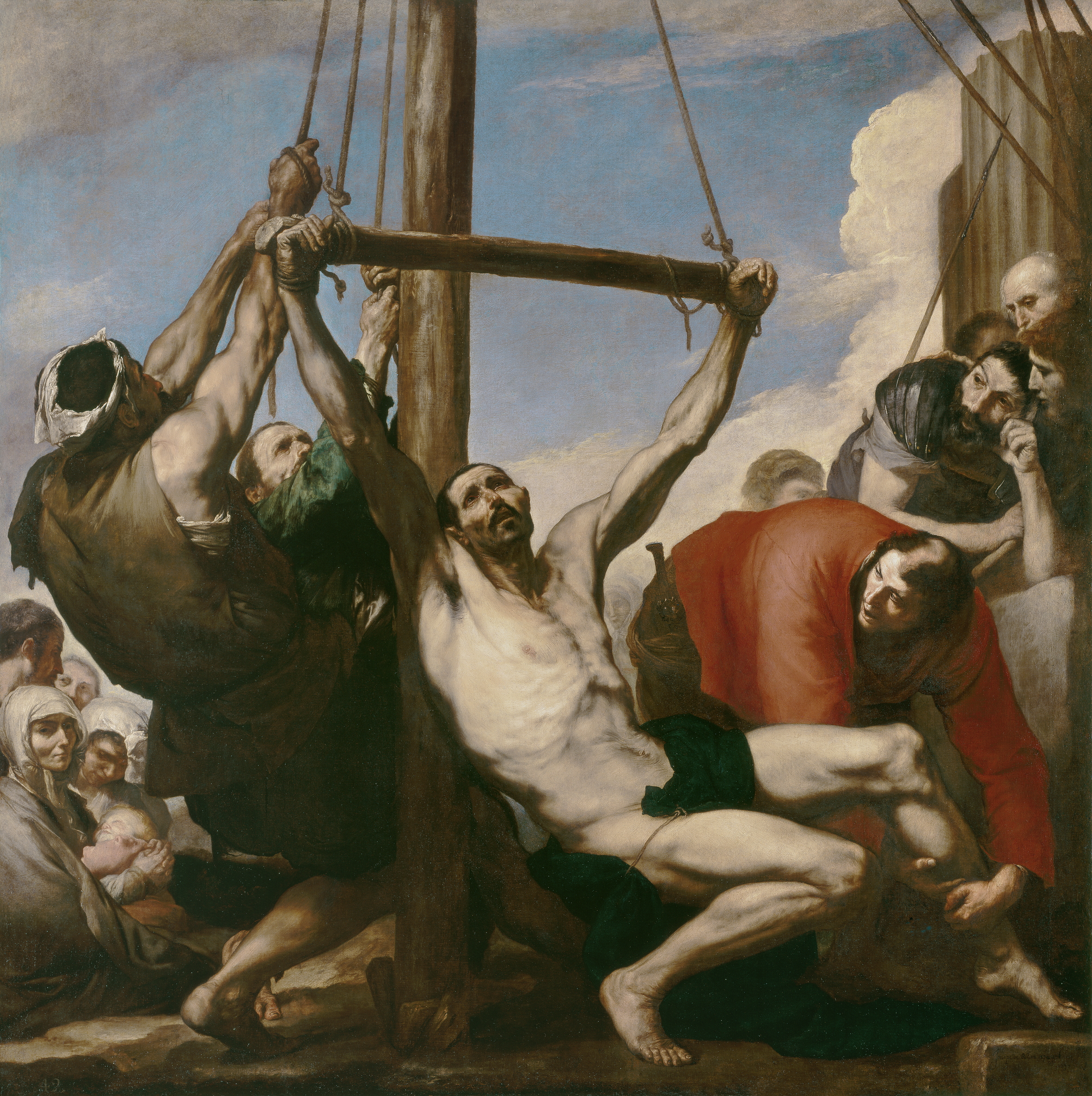
El martirio de San Felipe, de José de Ribera.
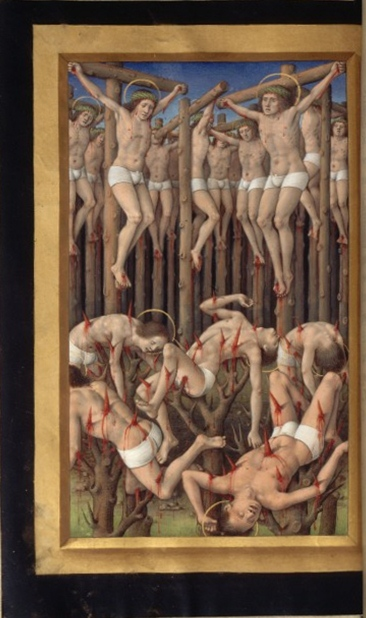
Martirio de la legión tebana, ilustración del Libro de Horas de Ana de Bretaña, de Jean Bourdichon.
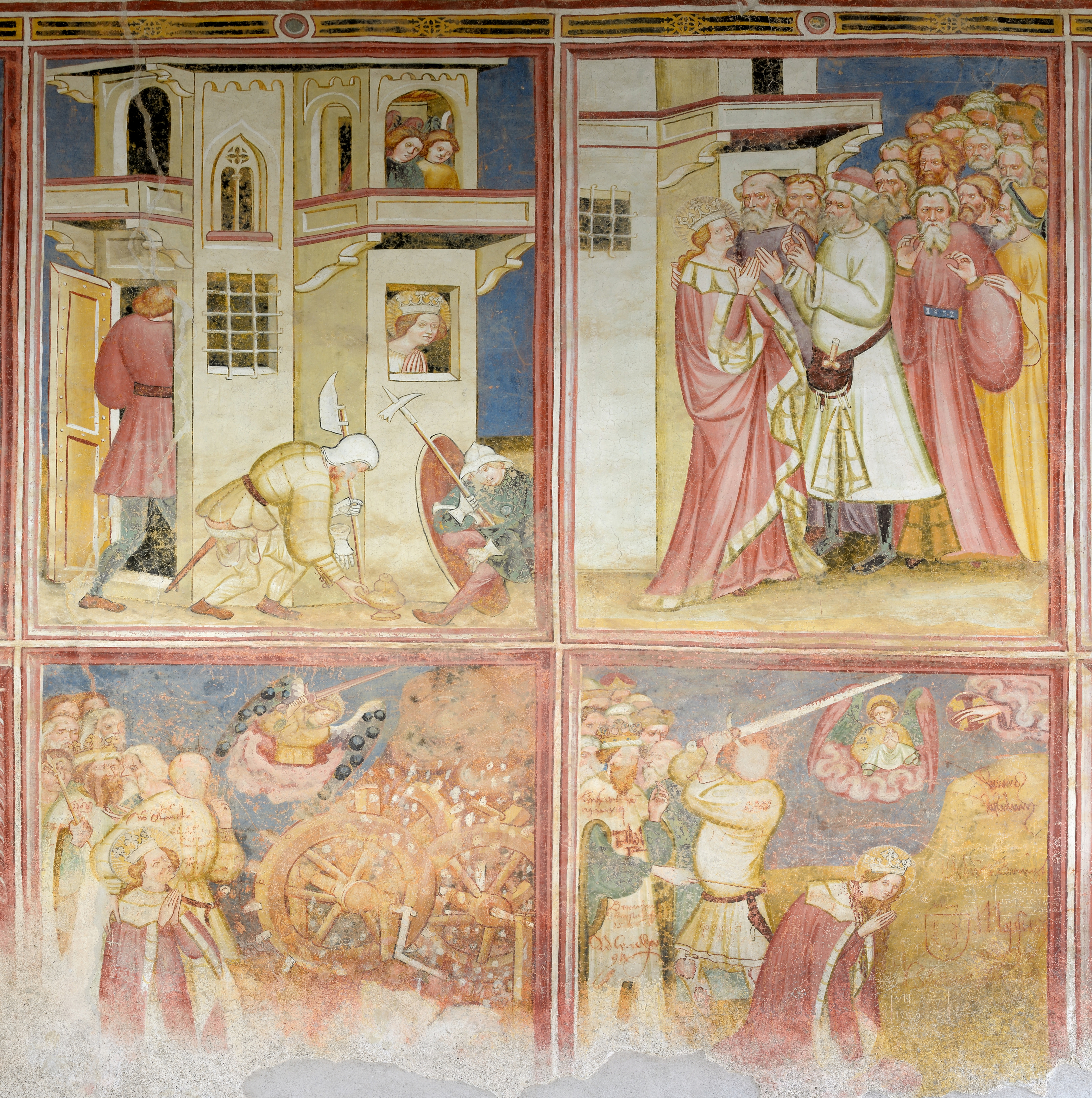
Vida de Santa Catalina de Alejandría, fresco del siglo XVI. La rueda que debía despedazarla se rompió, de modo que hubo que decapitarla.
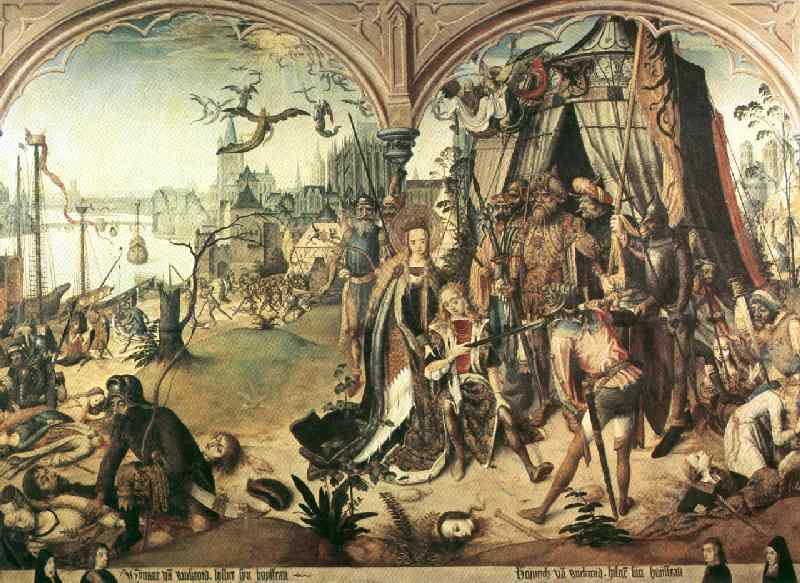
Martirio de Santa Úrsula y las oncemil vírgenes, del Maestro de la Leyenda de Santa Úrsula, ca. 1492-1496.
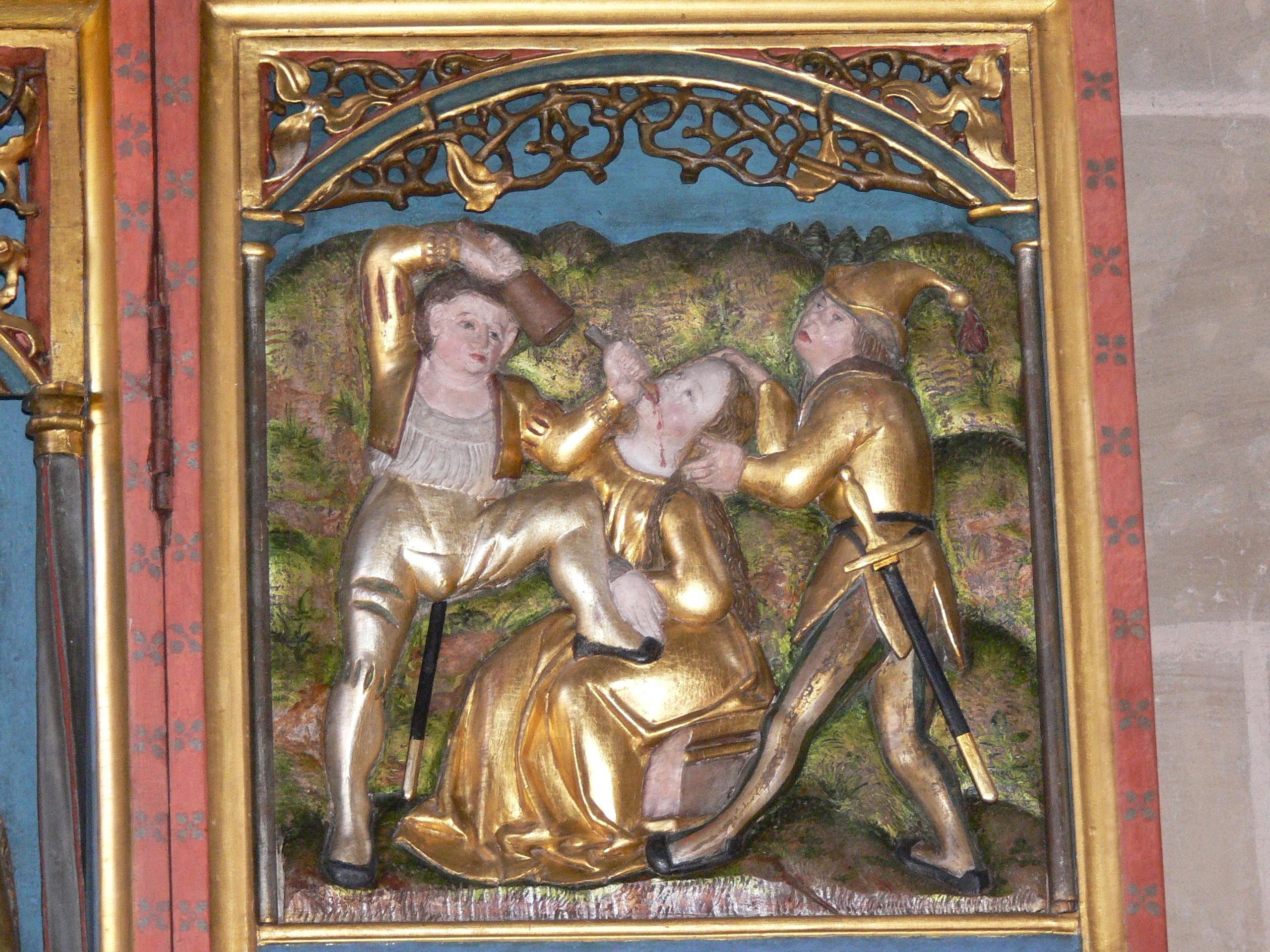
Martirio de Santa Apolonia en el retablo de las oncemil vírgenes, 1513.
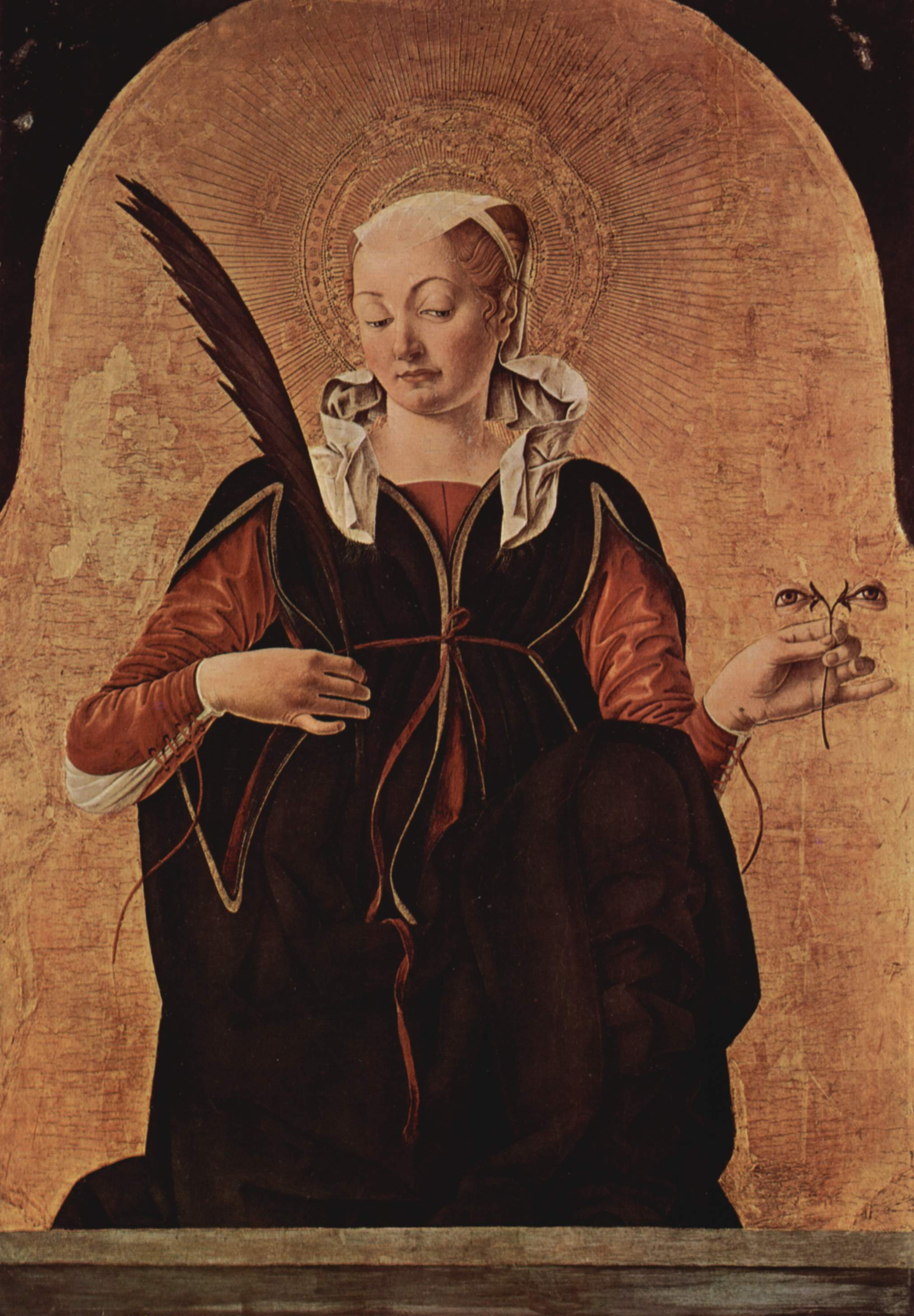
Santa Lucía, patrona de la vista por haber sido martirizada sacándole los ojos, los muestra elegantemente como parte de una flor. Francesco del Cossa.
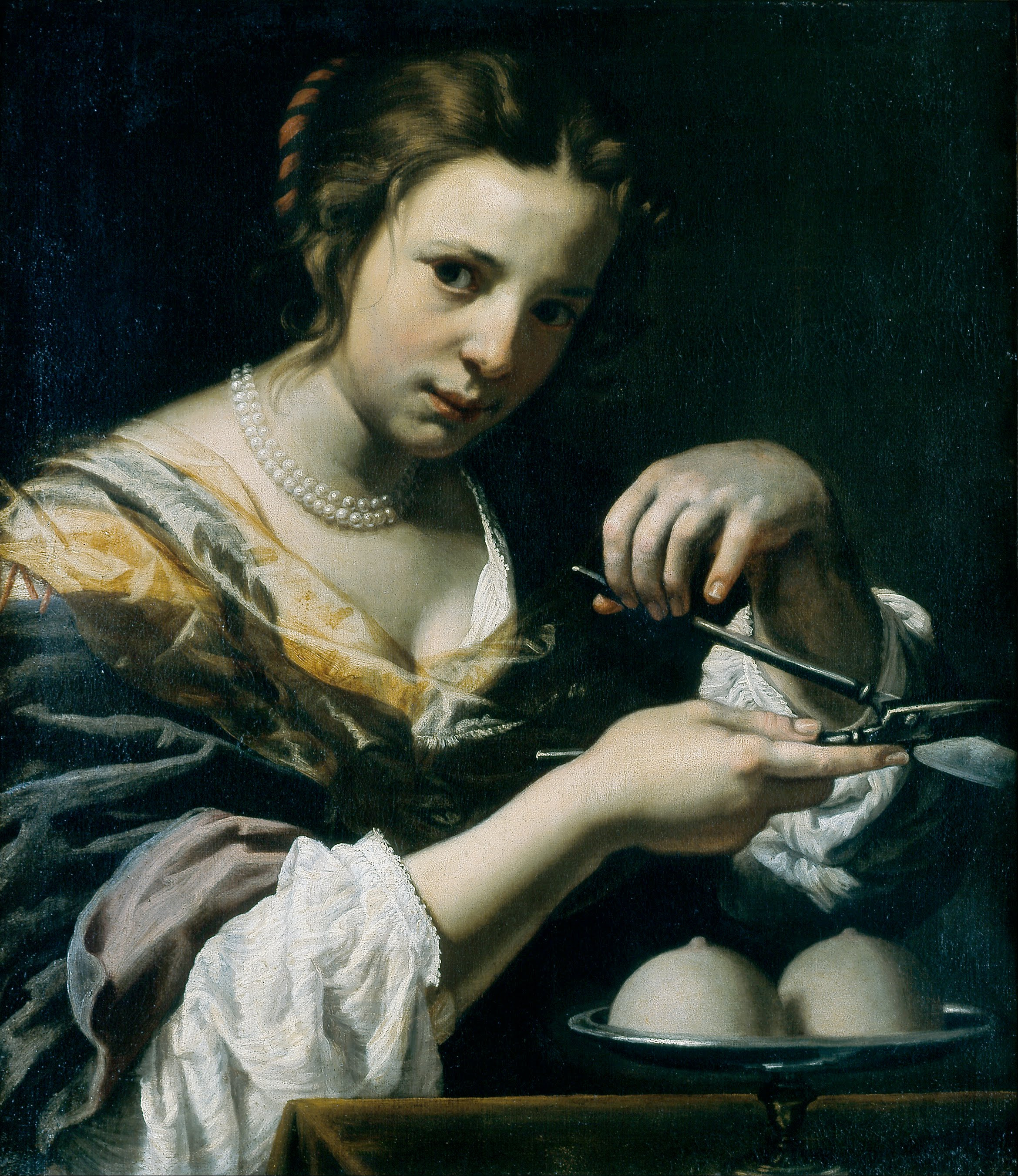
Santa Águeda nos presenta el instrumento de su martirio y su efecto (sus senos en una bandeja). Lorenzo Lippi.
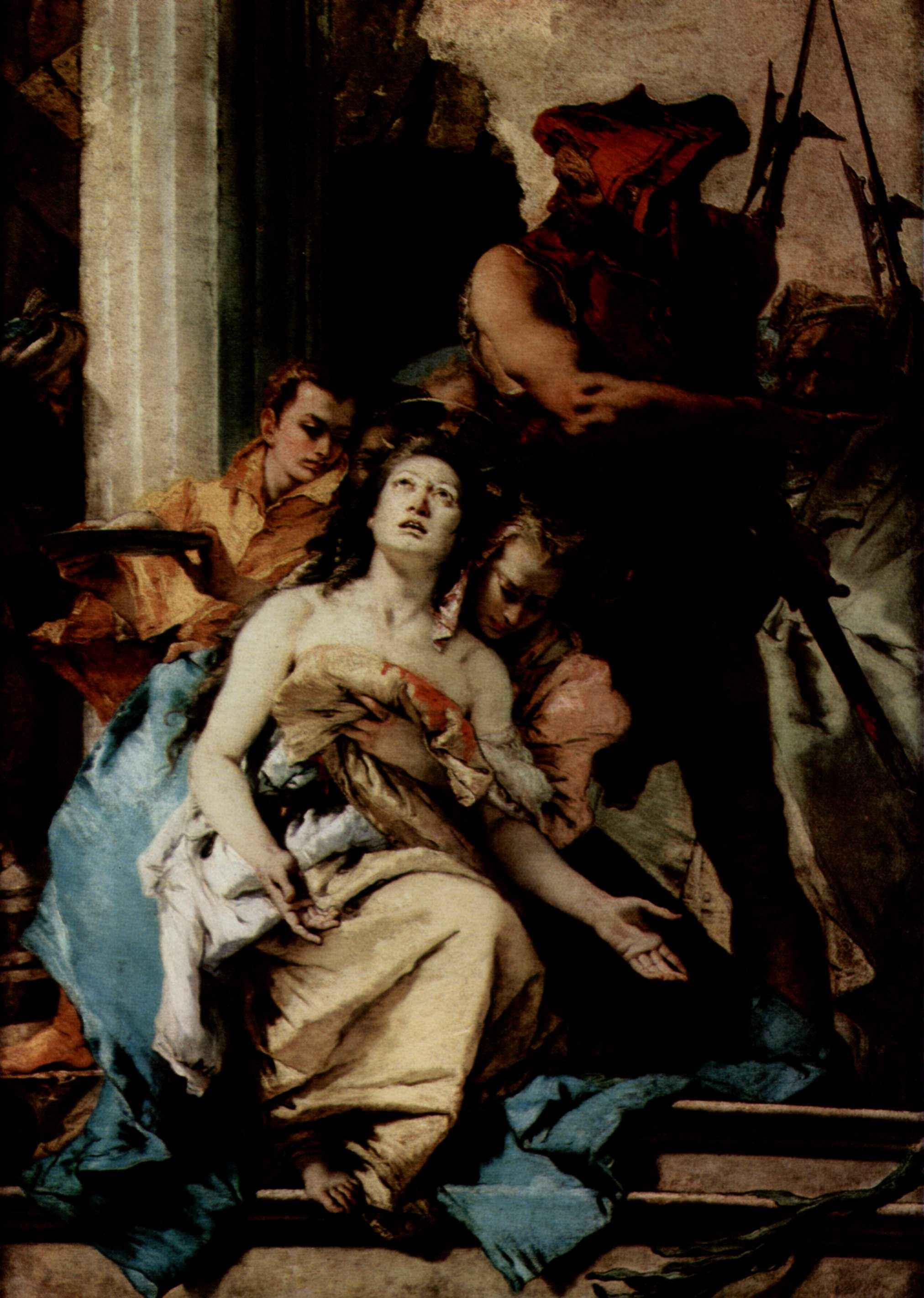
La misma santa, en una representación realista, pero pudorosa, de la escena de su martirio. Tiépolo.
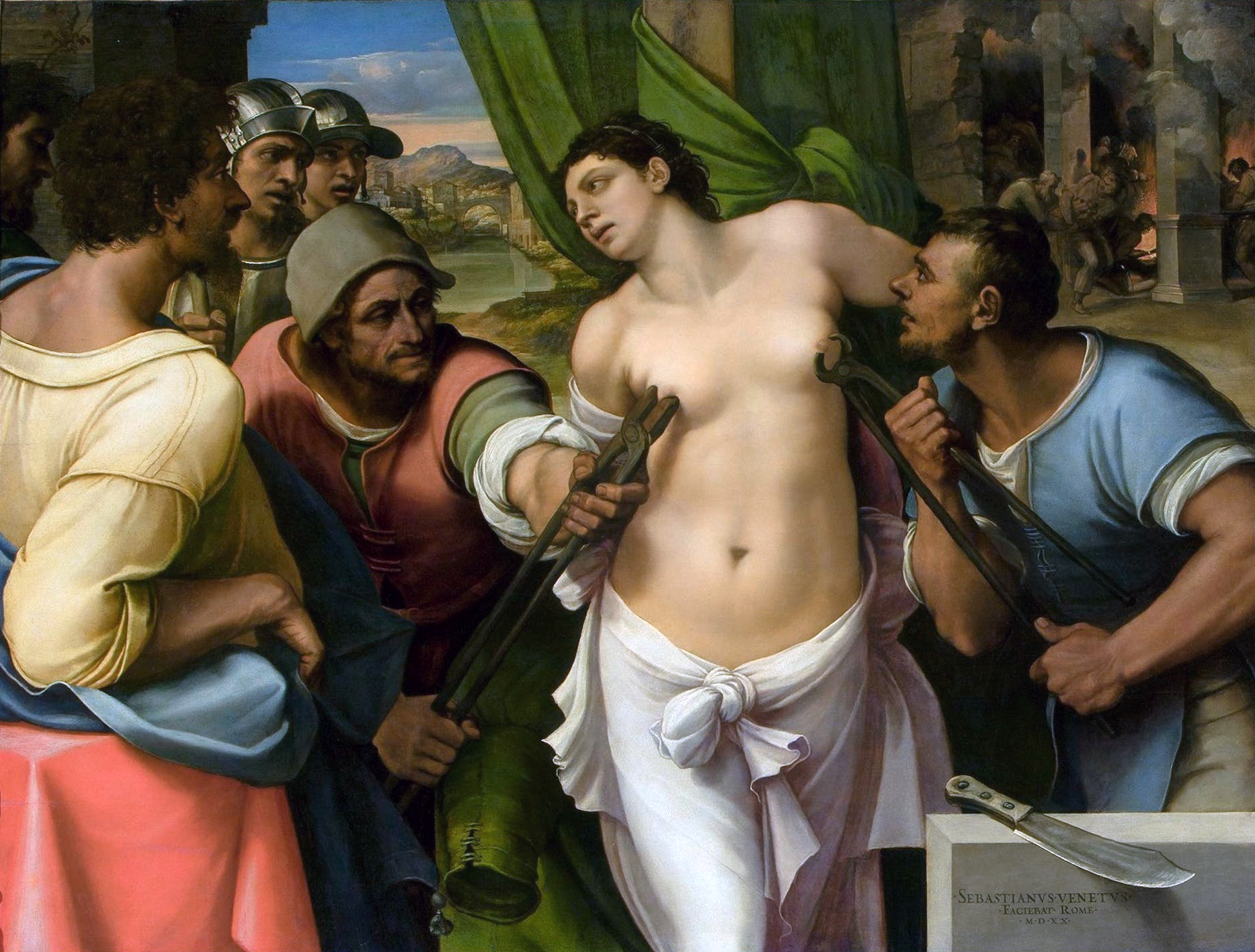
Ídem, en una representación realista, mucho más explícita, del momento inicial del martirio. Sebastiano del Piombo.
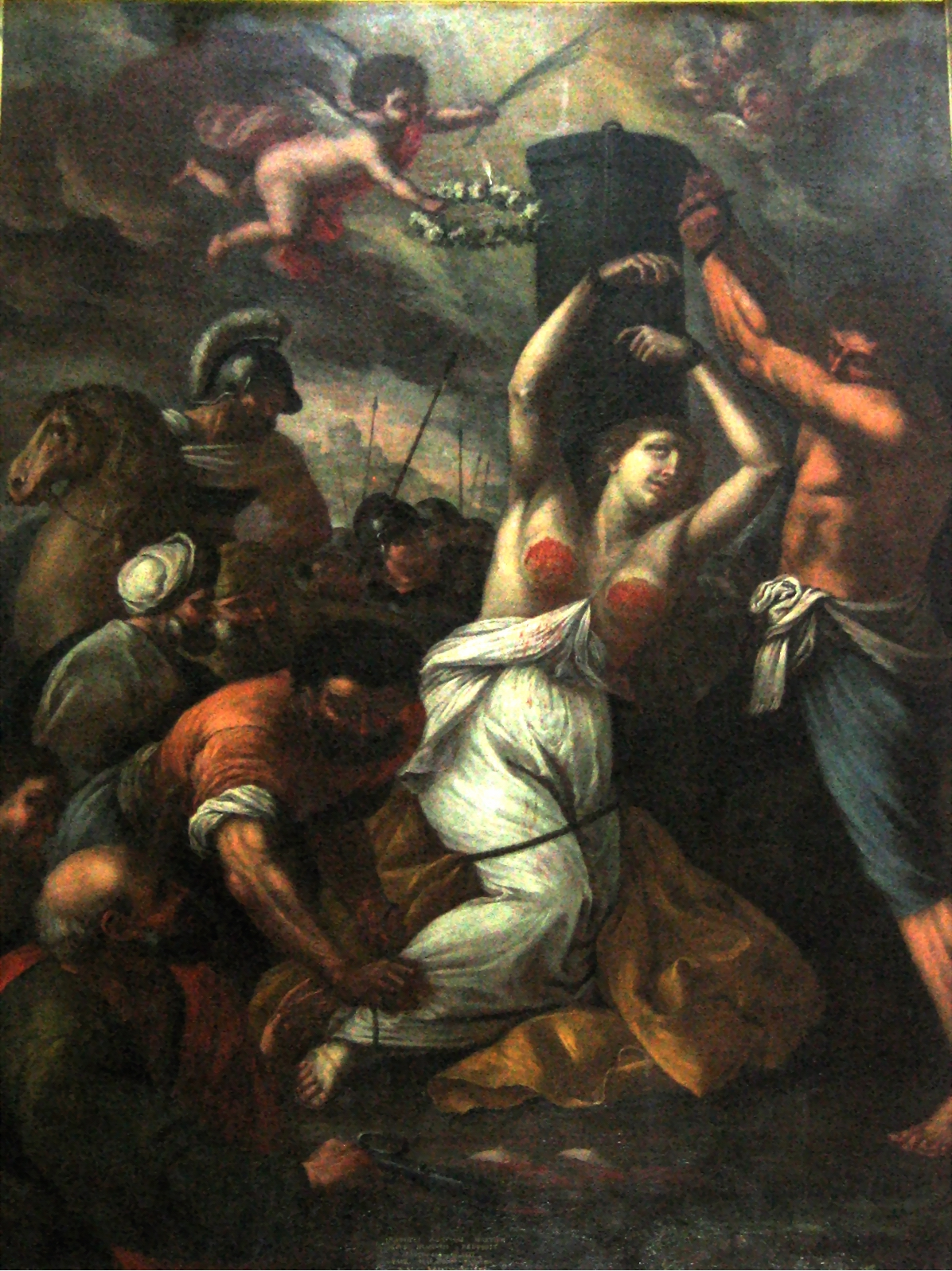
Ídem, en una representación no sólo realista y explícita, sino sangrienta.
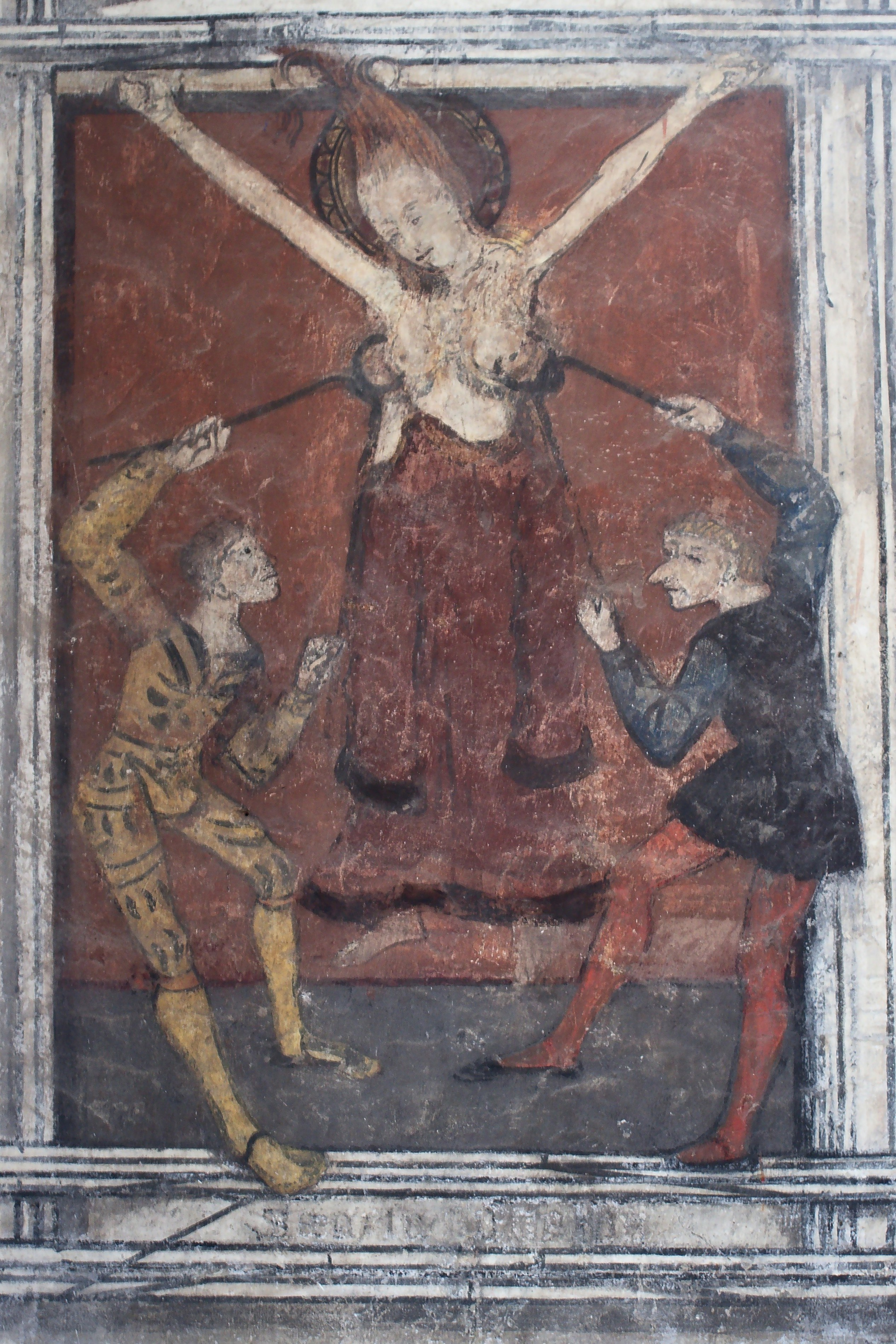
Ídem, en un fresco de finales del siglo XV.
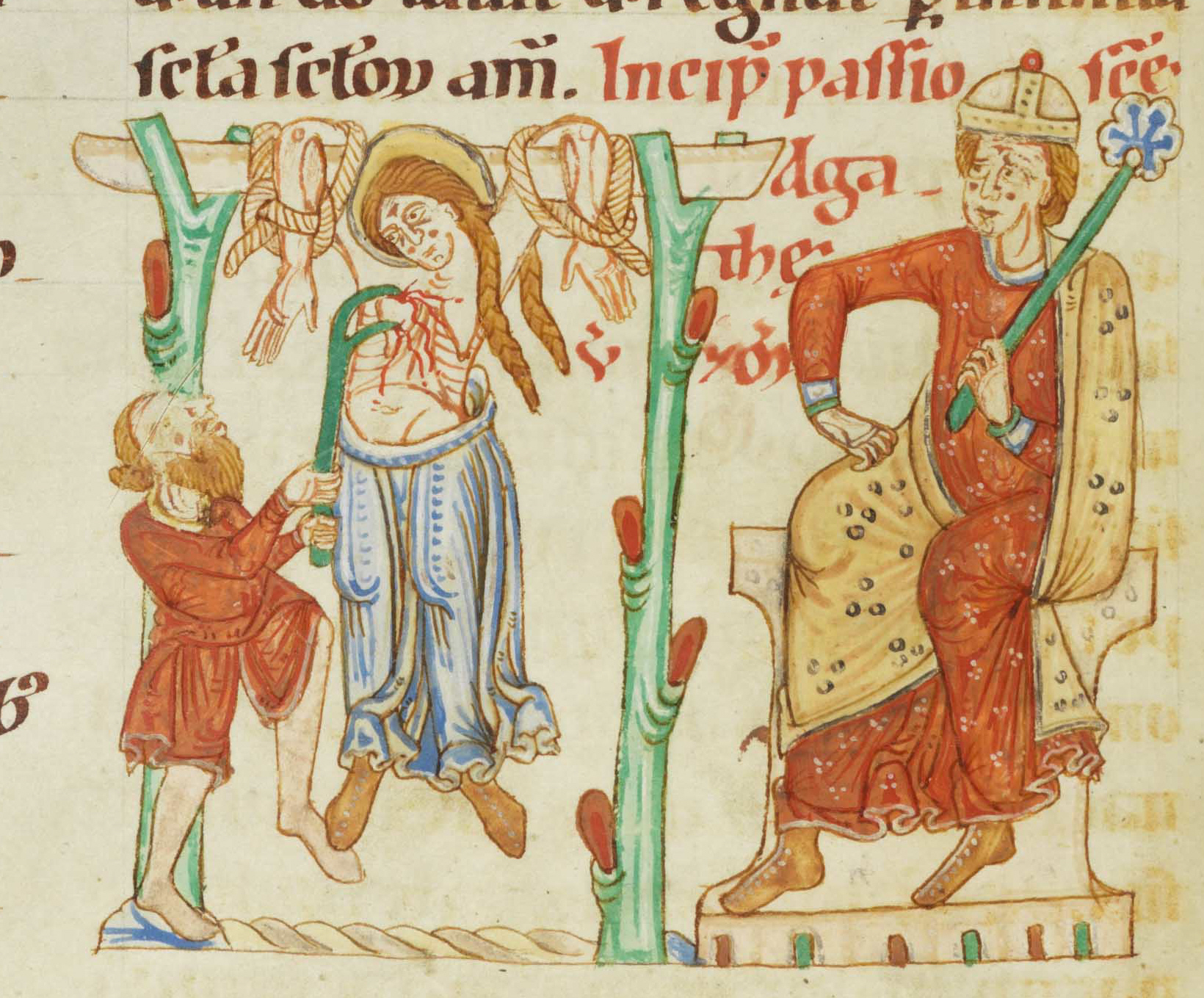
Ídem, en un manuscrito de finales del siglo XII.
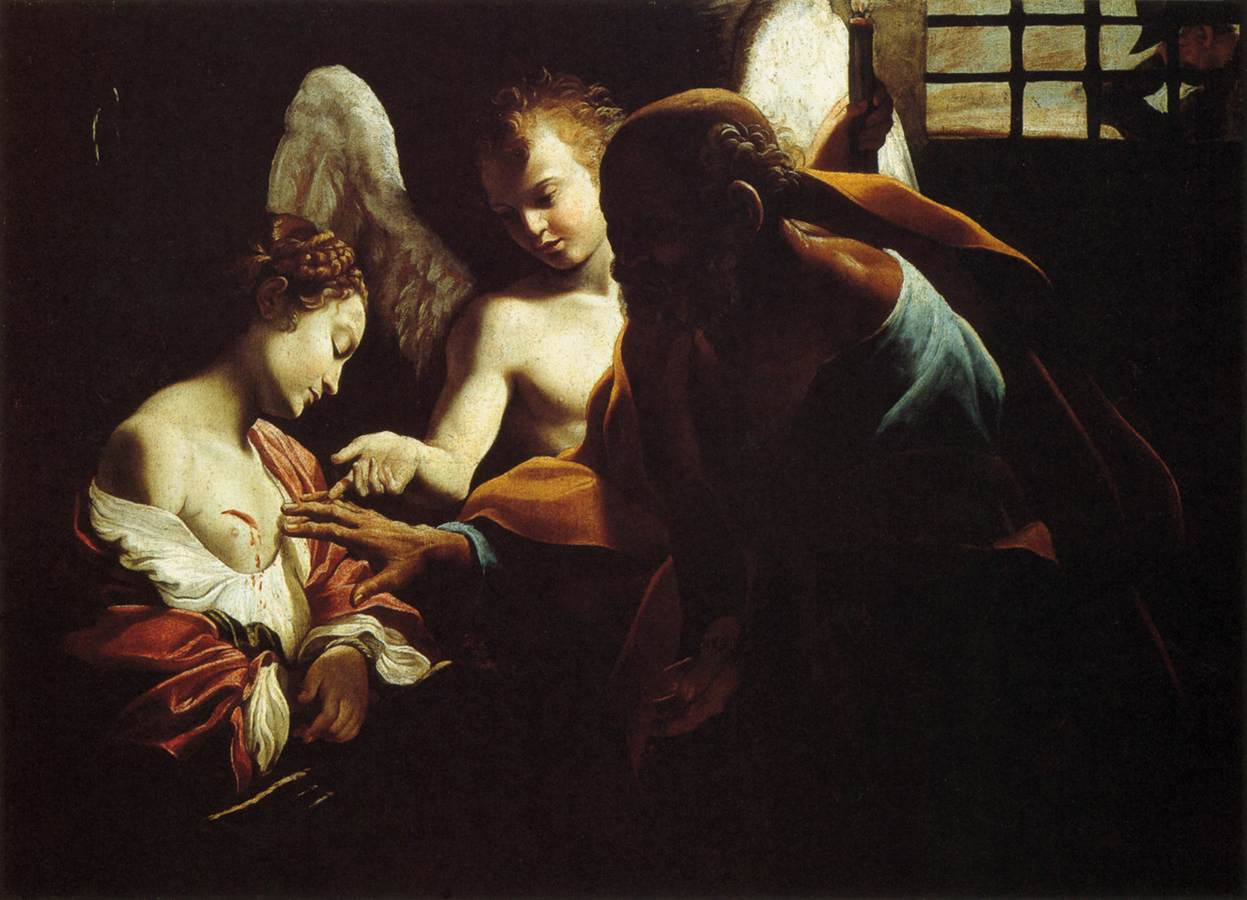
Una escena posterior: la santa es curada por San Pedro. La estilización de las consecuencias de la violencia no es menos efectista. Giovanni Lanfranco.

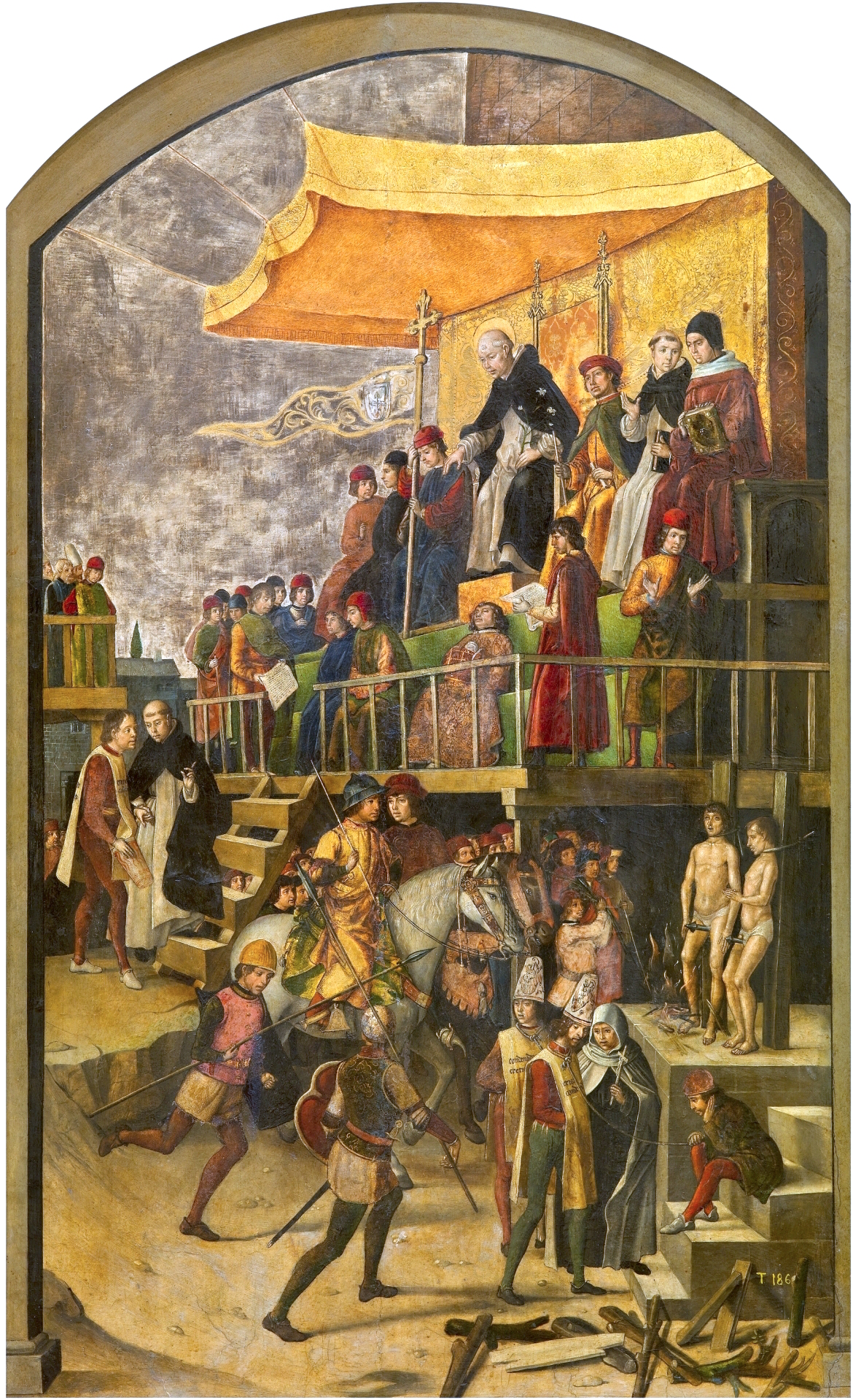
Santo Domingo presidiendo un auto de fe, de Pedro Berruguete, ca. 1495.

##### Violencia infligida: santa violencia
Se vuelven los recuerdos al de Jesús echando del templo a los mercaderes a latigazos, y se habla de la Santa Violencia.
Salvador de Madariaga

Como algunos, entregados a las cosas sensibles, sólo se cuidan de lo que se ve, menospreciando las penas infligidas por Dios... tales hombres han de ser apartados de la sociedad mediante la muerte... Los herejes una vez convencidos de la herejía pueden no sólo ser excomulgados sino también justamente castigados corporalmente.
Santo Tomás de Aquino

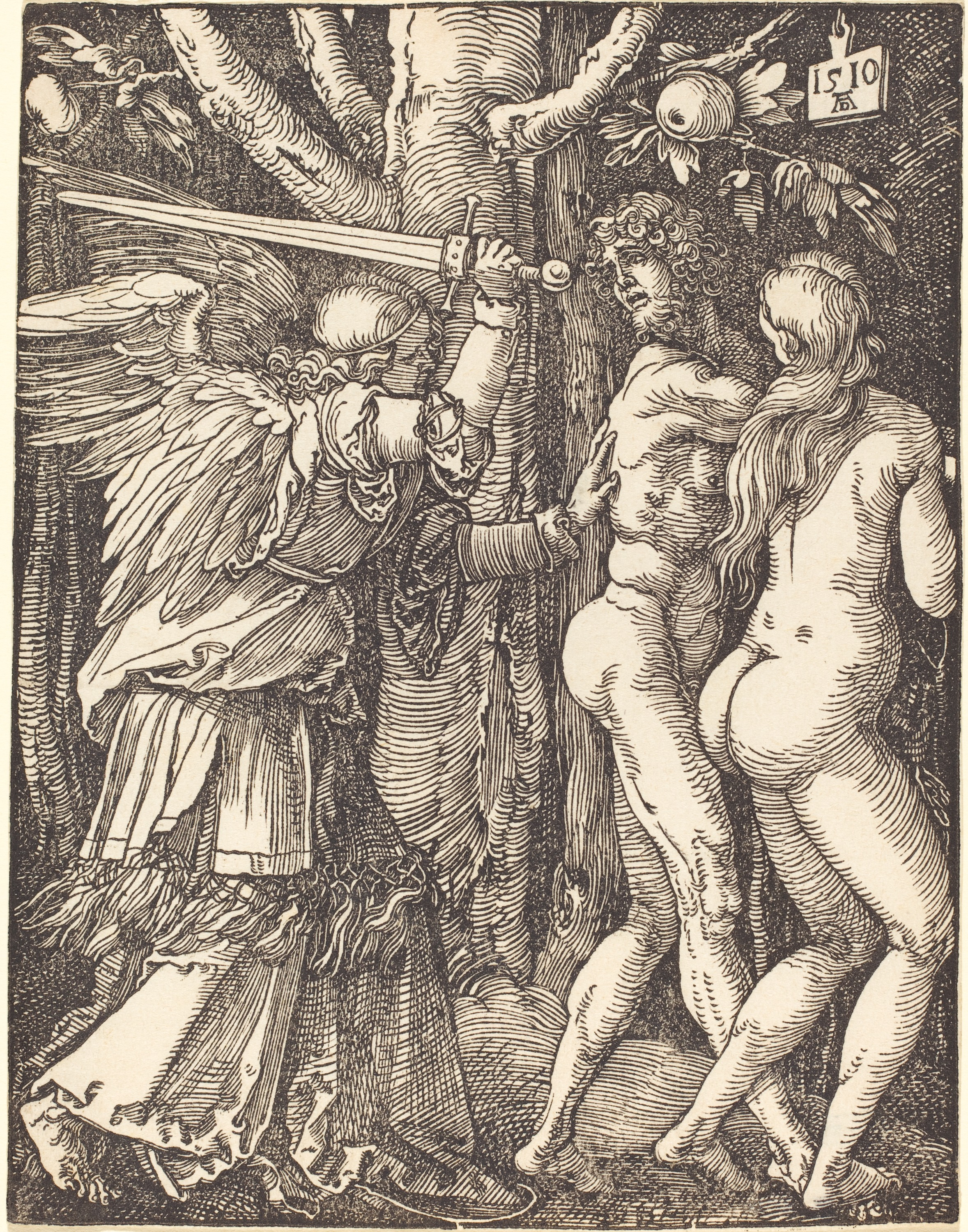
Expulsión del Paraíso, de Alberto Durero, 1510.
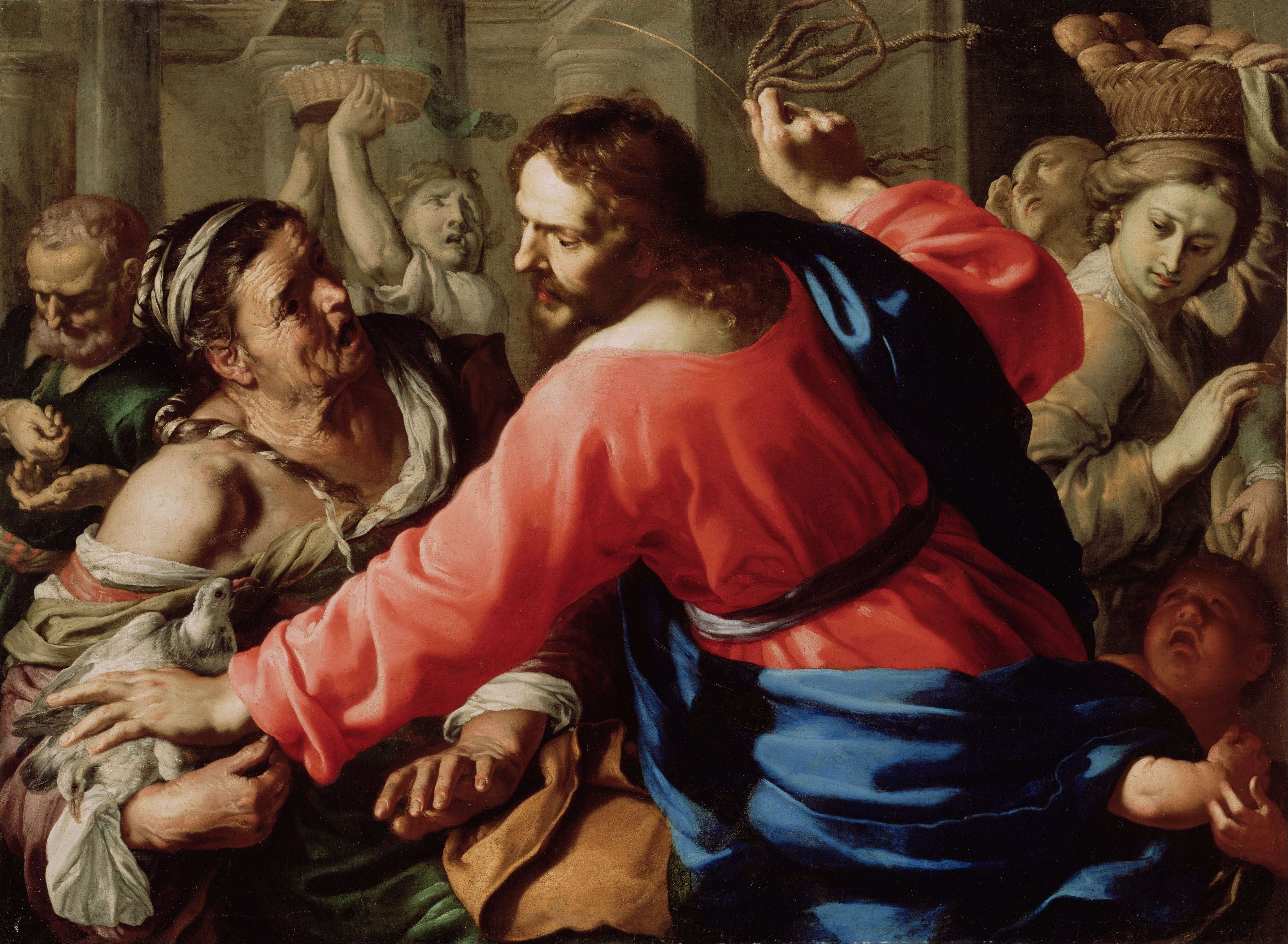
Expulsión de los mercaderes del Templo, de Bernardino Mei,[31] ca. 1655.
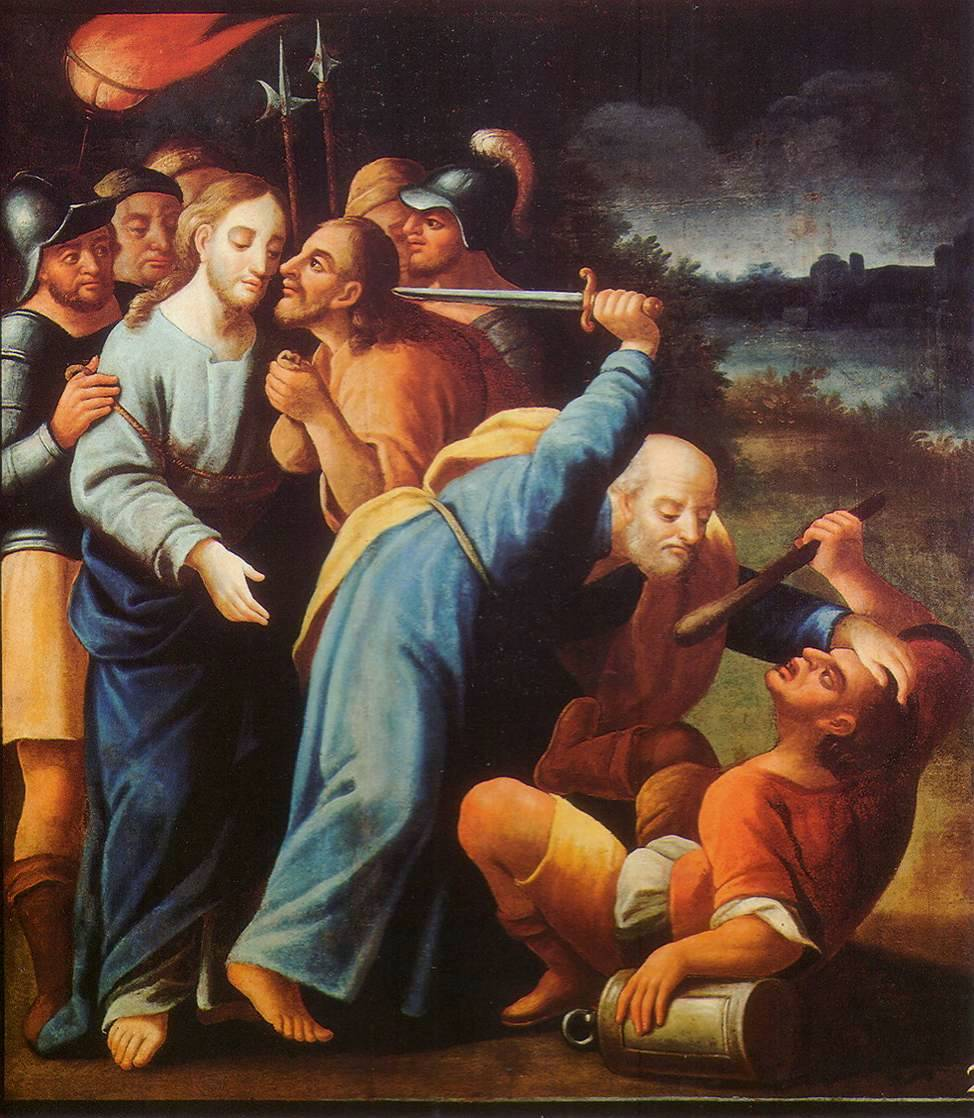
San Pedro cortando la oreja de Malco (uno de los esbirros que prenden a Cristo, durante la escena del beso de Judas), de José Joaquím da Rocha,[32] 1786.
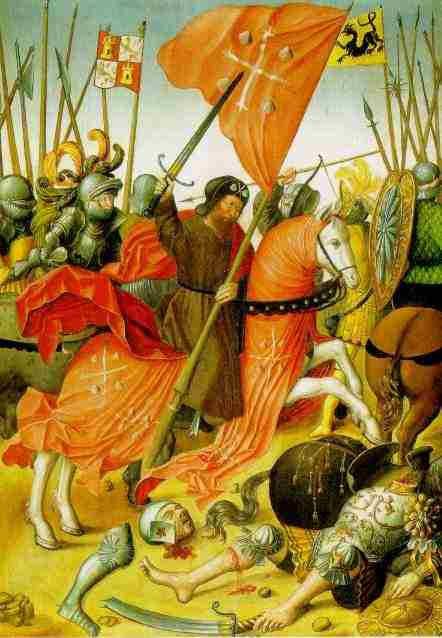
Santiago Matamoros en una ilustración medieval.
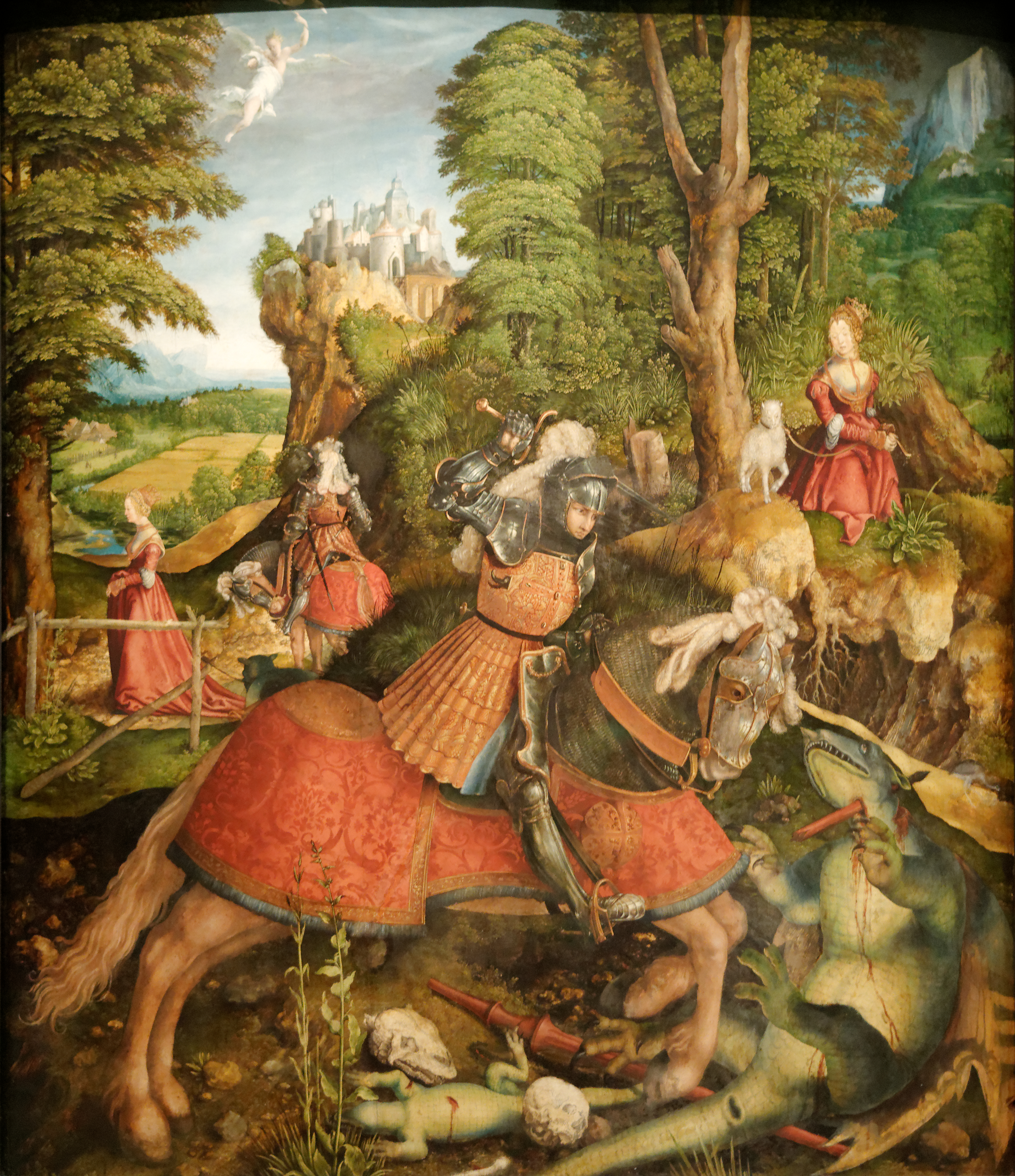
San Jorge matando al dragón, de Leonhard Beck, ca. 1515.
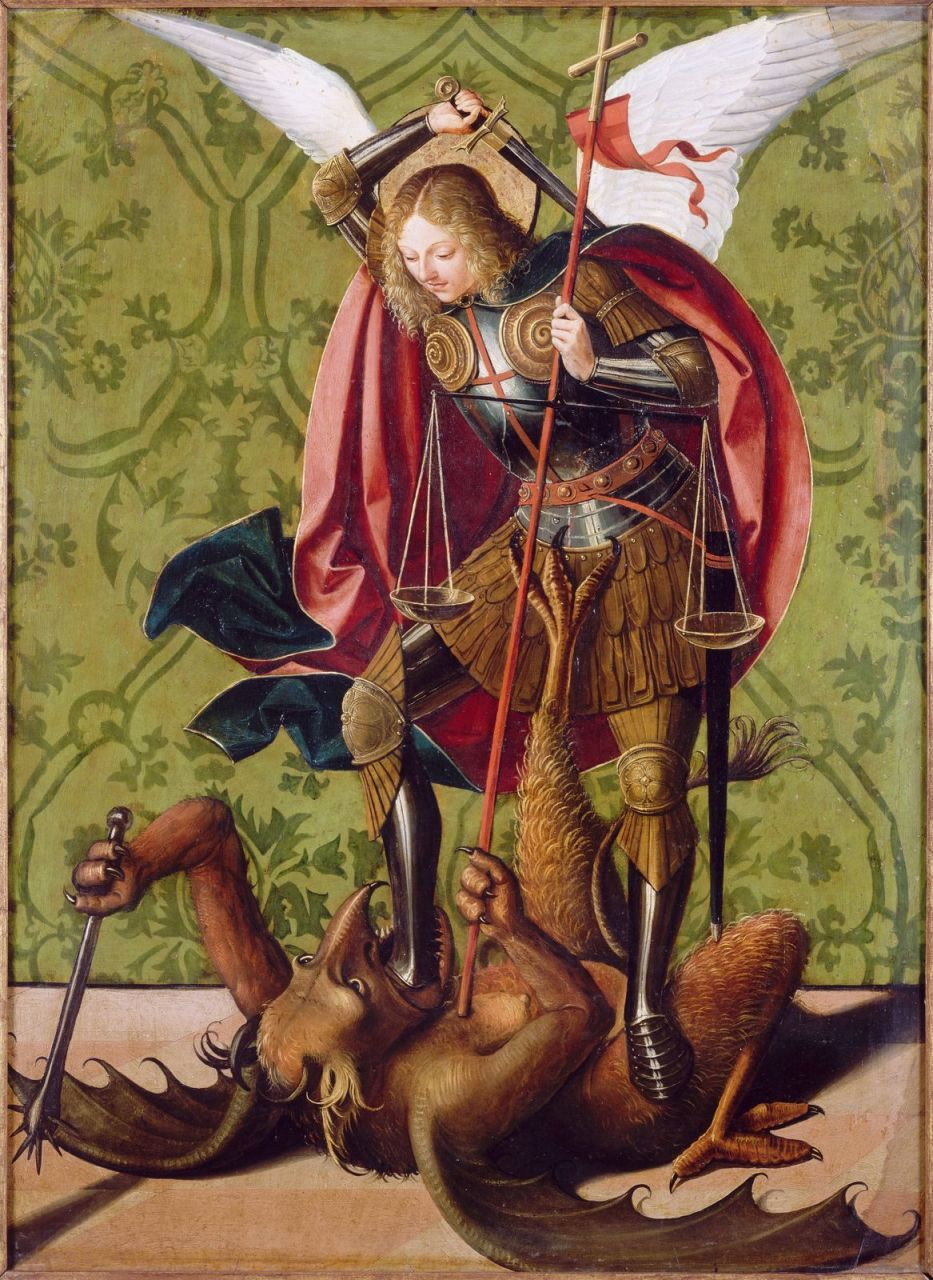
El arcángel Miguel luchando contra el demonio, de Josse Lieferinxe, ca. 1493-1505.

##### Triunfo sobre la muerte y muerte triunfante
Aunque la interpretación teológica de la muerte de Cristo es precisamente la opuesta (su triunfo sobre la muerte, que salva a todos -con aspecto triunfal se representan los cristos crucificados hasta el arte gótico-); las imágenes del triunfo de la muerte, de tradición iconográfica remontable a los Beatos mozárabes y la plástica románica, son muy representativas de la estética bajomedieval posterior a la Peste Negra, como los flagelantes. La literatura mística y la ascética (Tomás de Kempis, escuela ascética española) utilizan oscuras imágenes en las que las penitencias, los suplicios y la muerte tienen, además de su significado espiritual, una función estética en gran parte.

Ven muerte, tan escondida / que no te sienta venir / porque el placer del morir / no me torne a dar la vida.

Las oníricas imágenes de Hieronymus Bosch, repletas de seres deformes (demonios, animales fantásticos o seres semihumanos teriomorfizados), evocan la confusión para representar la maldad del hombre. Pieter Brueghel el Viejo pintaba "las pesadillas que reflejan, de forma extrema, el imaginario popular del apocalipsis y el infierno".
|  |  |  |

Grünewald plasma en su obra una "intensa emoción, especialmente la emoción dolorosa". Su Crucifixión "tiene todas las marcas del sufrimiento terrible y la agonía, inducida por la crueldad y tortura de los ejecutores... un sentimiento de horror y dolor". en el retablo de Isenheim también pinta una violenta imagen de Cristo en la cruz, "con su cuerpo cubierto de llagas", poniendo el centro de atención en "el sufrimiento de Jesús y en su muerte".

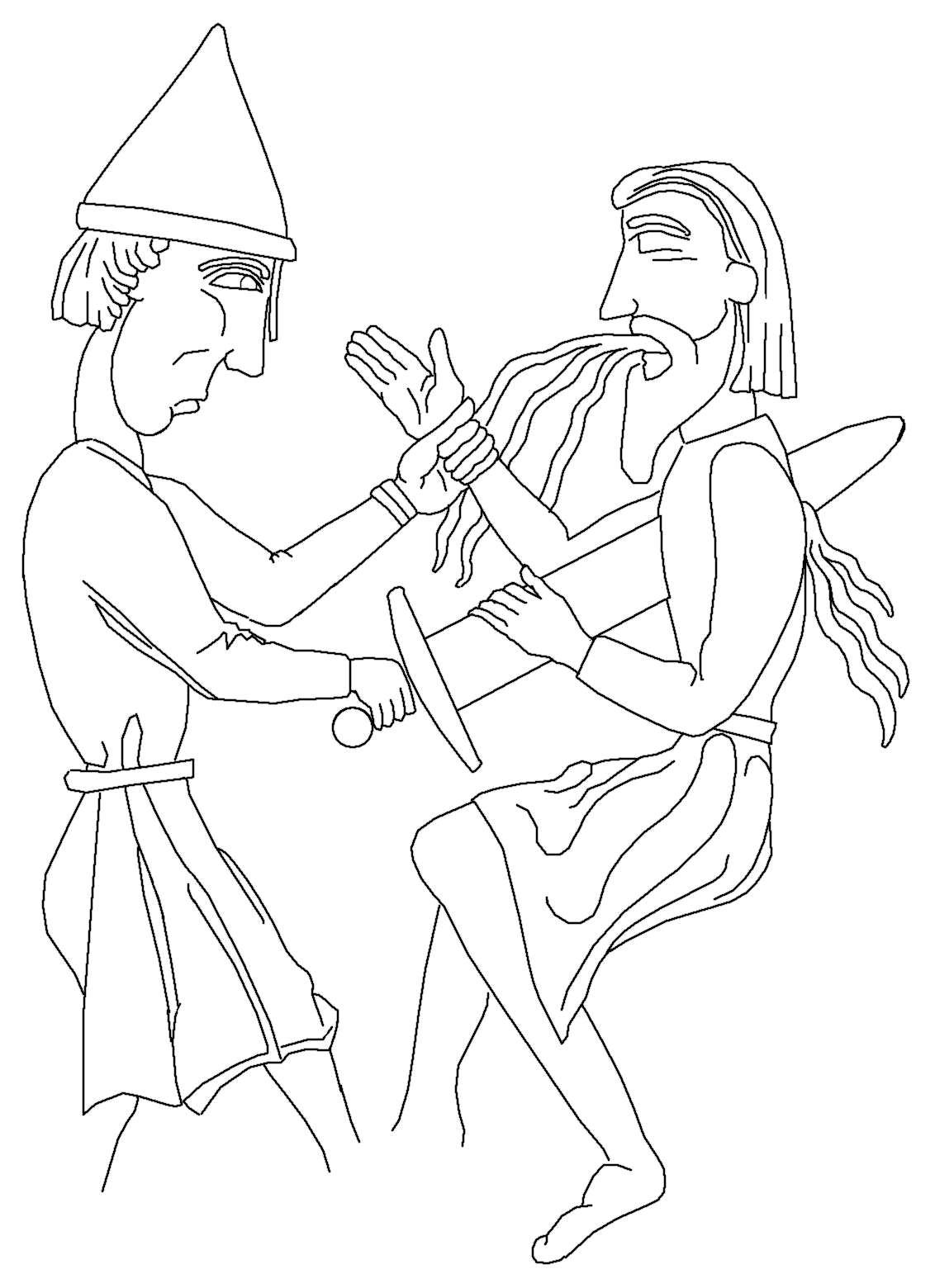
Sigurd (Sigfrido) matando a Regin, diseño de una puerta de madera labrada. Noruega,.

#### Épica medieval y renacentista
«Aquí en estos fieros bosques, doña Elvira y doña Sol,

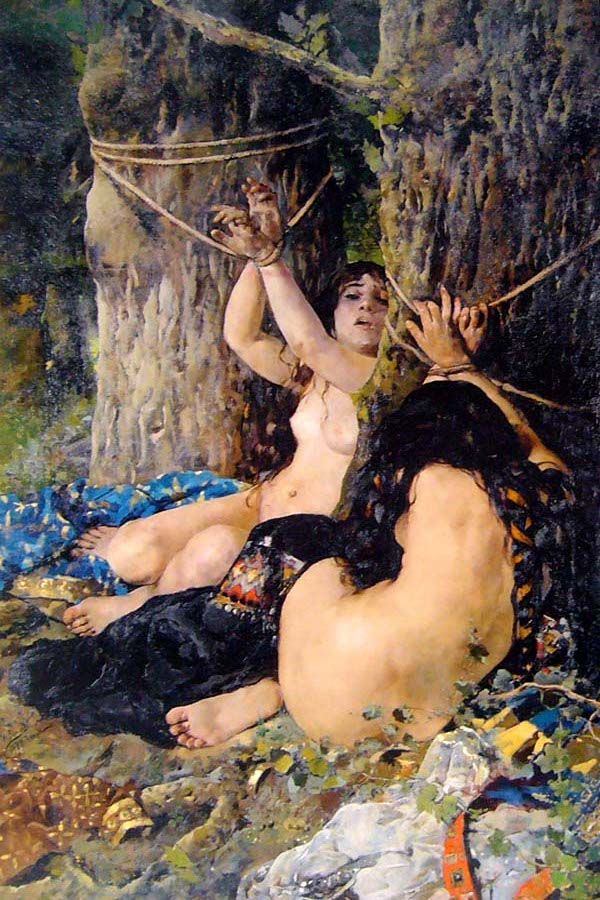
Las hijas del Cid, de Ignacio Pinazo, 1879.

«vais a ser escarnecidas, no debéis dudarlo, no.
«Nosotros nos partiremos, aquí quedaréis las dos; ...
Los mantos y las pieles les quitan los de Carrión,
con sólo las camisas desnudas quedan las dos, 
los malos traidores llevan zapatos con espolón,
las cinchas de sus caballos ásperas y fuertes son. 
Cuando esto vieron las damas así hablaba doña Sol:
«Don Diego y don Fernando, os rogamos por Dios,
«dos espadas tenéis, fuertes y afiladas son,
«el nombre de una es Colada, a la otra dicen Tizón,
«cortadnos las cabezas, mártires seremos nos.
« Moros y cristianos hablarán de vuestra acción,
« dirán que no merecimos el trato que nos dais vos.
«Esta acción tan perversa no la hagáis con nos
«si así nos deshonráis, os deshonraréis los dos; 
«ante el tribunal del rey os demandarán a vos». 
Lo que ruegan las dueñas de nada les sirvió.
Comienzan a golpearlas los infantes de Carrión;
con las cinchas de cuero las golpean sin compasión;
así el dolor es mayor, los infantes de Carrión:
de las crueles heridas limpia la sangre brotó.
Si el cuerpo mucho les duele, más les duele el corazón.
Episodio de la afrenta de Corpes en El cantar de Mio Cid, Cantar Tercero.

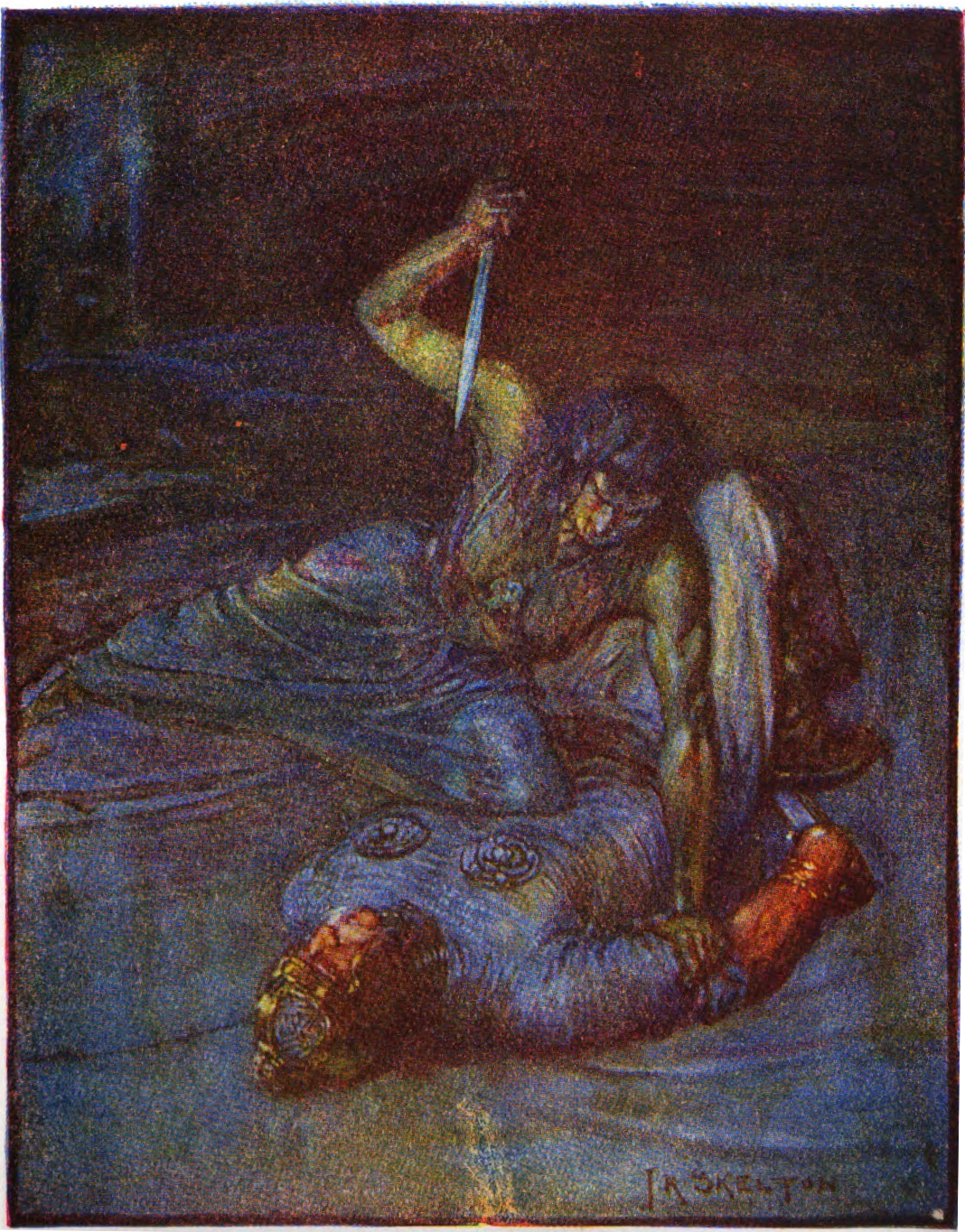
La bruja acuática intenta apuñalar a Beowulf en una ilustración de J. R. Skelton, 1908.
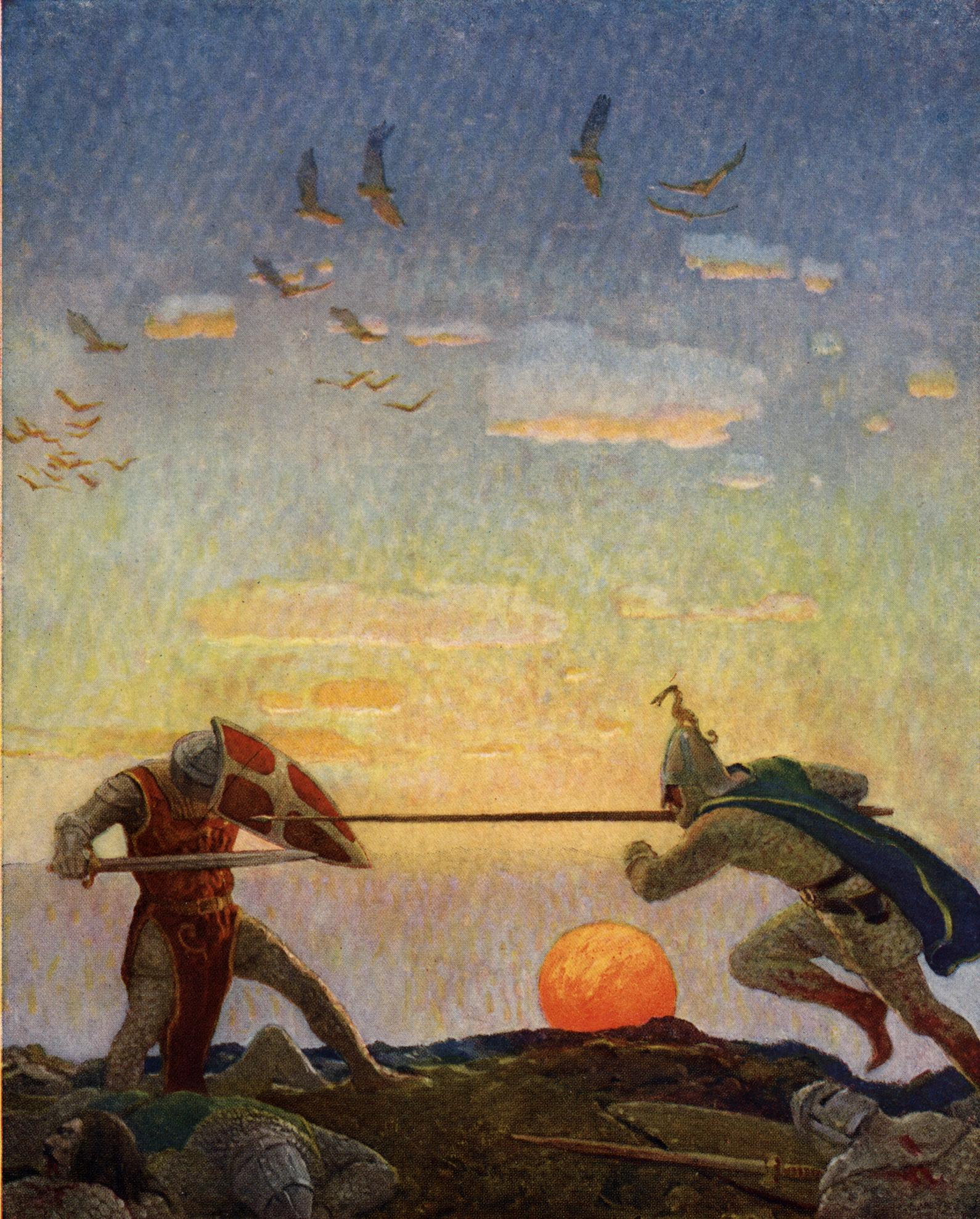
La última batalla de Arturo en una ilustración para una edición infantil, 1922.
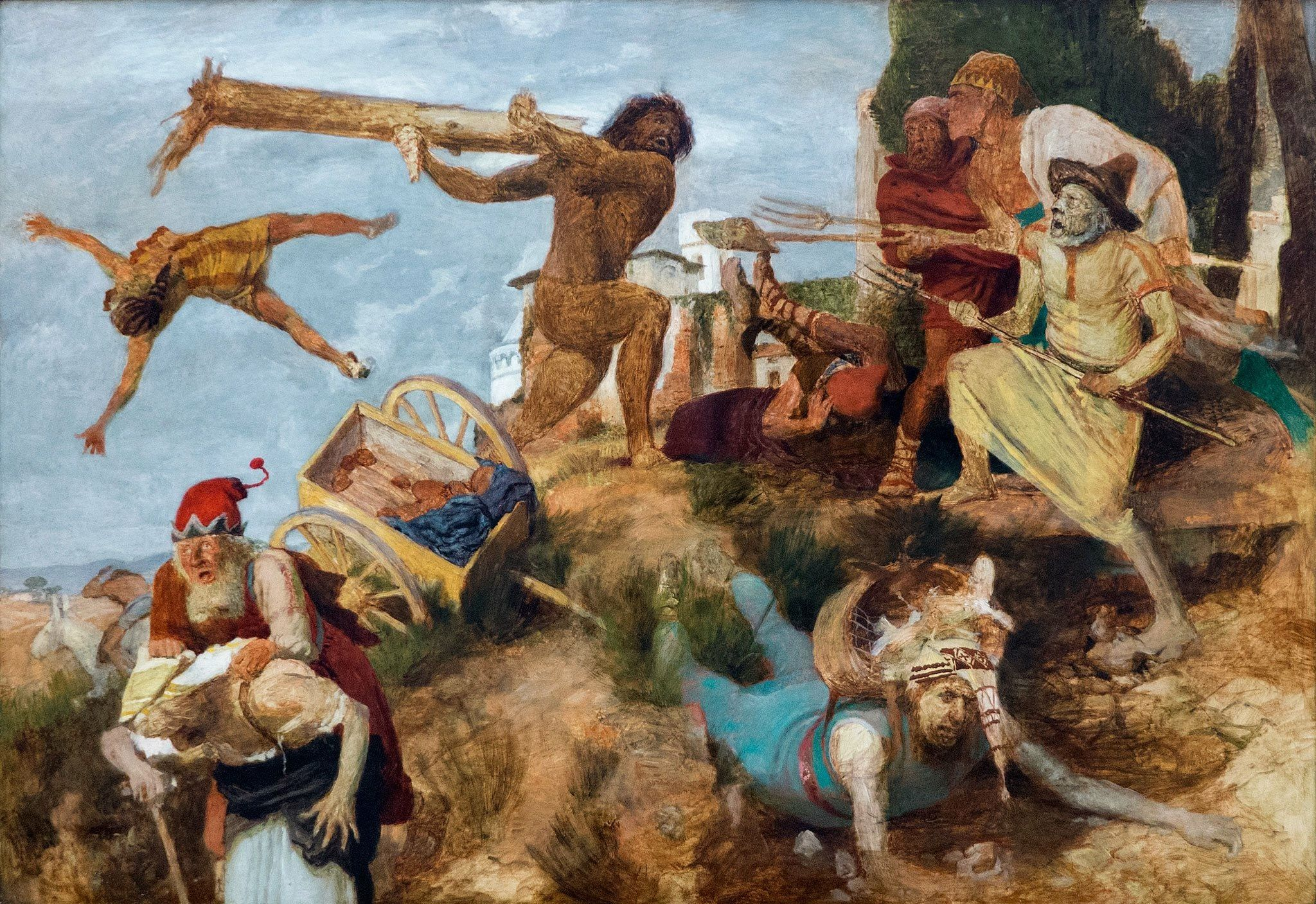
Ilustración de Arnold Böcklin (1901) para el Orlando furioso.
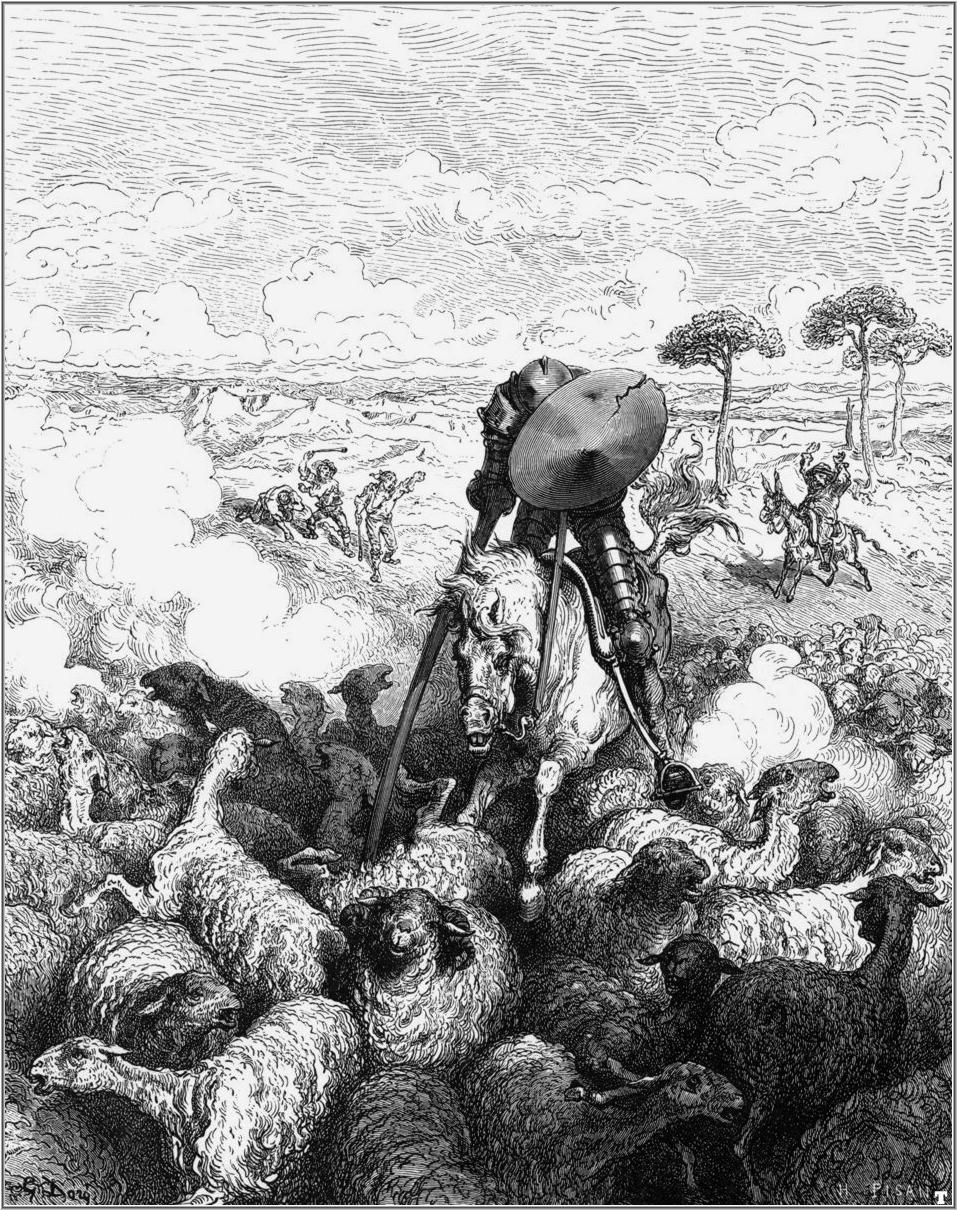
Don Quijote acometiendo a las ovejas en una ilustración de Gustavo Doré, 1863.

#### Teatro clásico español, inglés y francés
El teatro clásico español, el del Siglo de Oro (con alguna obra de Cervantes -El cerco de Numancia, 1585-, pero sobre todo las de Lope de Vega -Fuenteovejuna, 1613-, Tirso de Molina -El burlador de Sevilla y convidado de piedra, 1617-1630- y Calderón de la Barca -El alcalde de Zalamea, 1636, El médico de su honra, 1637, El pintor de su deshonra, A secreto agravio, secreta venganza-), tiene en la violencia uno de sus principales recursos, y se plantea como la solución a todo tipo de conflictos, tanto colectivos como individuales, particularmente al problema del honor, uno de sus tópicos.

... la cólera / de un español sentado no se templa / si no le representan en dos horas / hasta el Final Juïcio desde el Génesis
Lope de Vega, Arte nuevo de hacer comedias en este tiempo, 1609.

En el teatro clásico inglés, William Shakespeare recurre a la violencia como recurso escénico de la mayor parte de sus obras; destacando algunas, como Titus Andronicus, 1593-1594, Hamlet, 1599-1601, u Otelo, 1603.
El teatro clásico francés del siglo XVII se construyó sobre la influencia española y la tratadística clásica, resultando en productos como El Cid, de Corneille, 1636.

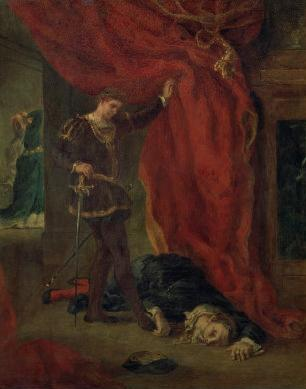
Hamlet ante el cuerpo de Polonius, de Delacroix.
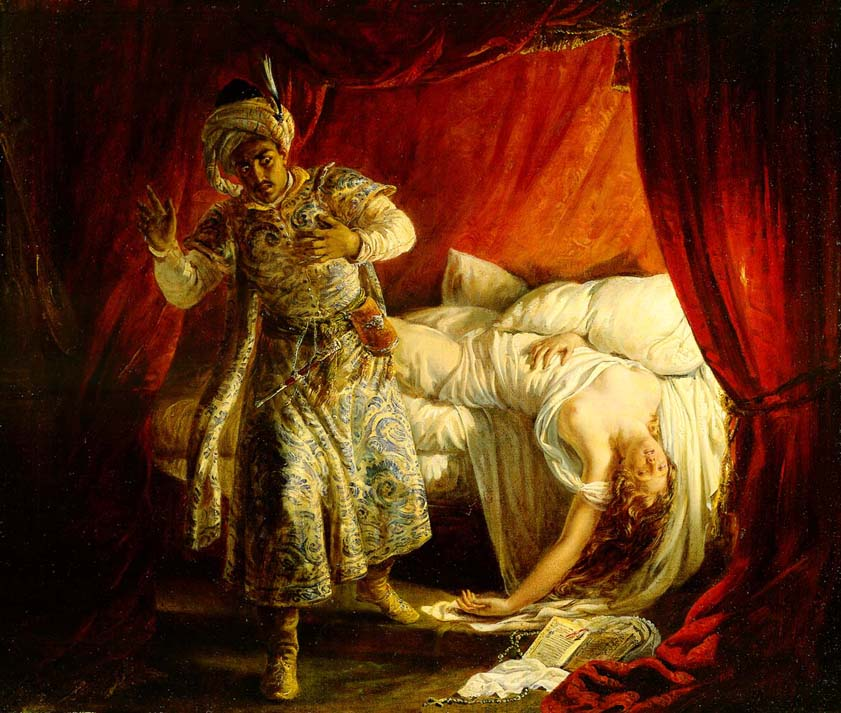
Otelo y Desdémona, de Alexandre Colin.
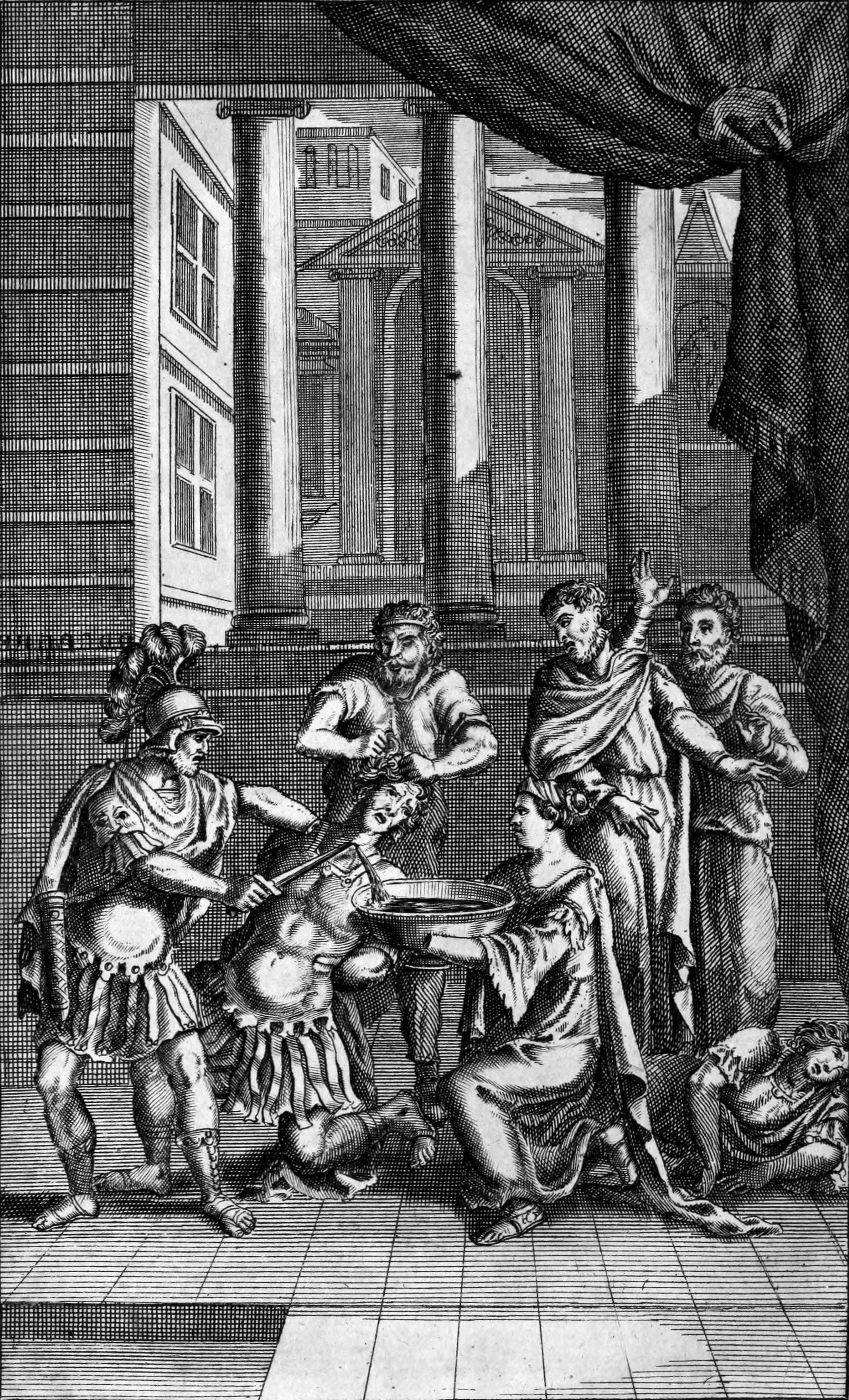
Ilustración para una edición de Titus Andronicus.

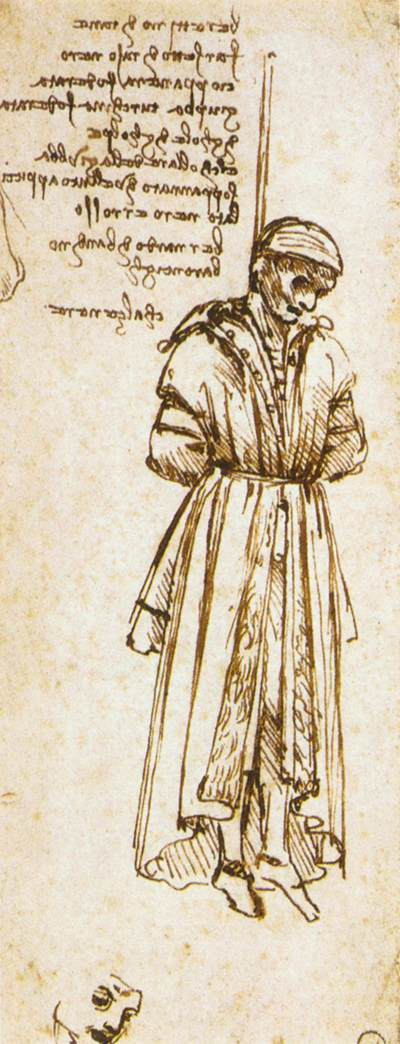
Ahorcamiento de Bernardo di Bandino Baroncelli, de Da Vinci, 1479.

#### Pintura histórica y mitológica

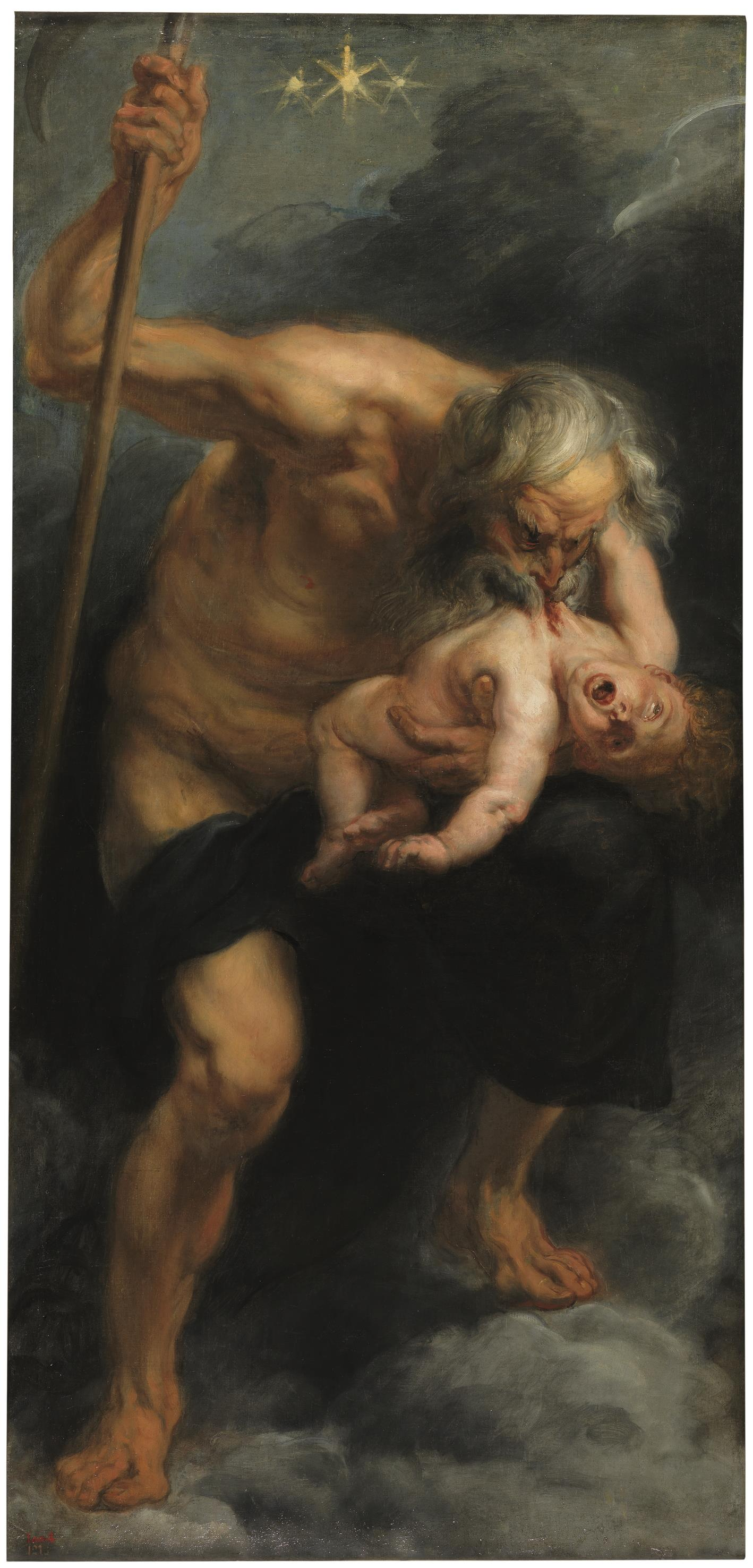
Saturno devorando a un hijo, de Rubens, 1836. Compárese con la versión de Goya.

... fijarse en los condenados a muerte, en el momento previo a su ejecución, a fin de poder estudiar el arqueo de las cejas y los movimientos de los ojos.
Leonardo Da Vinci

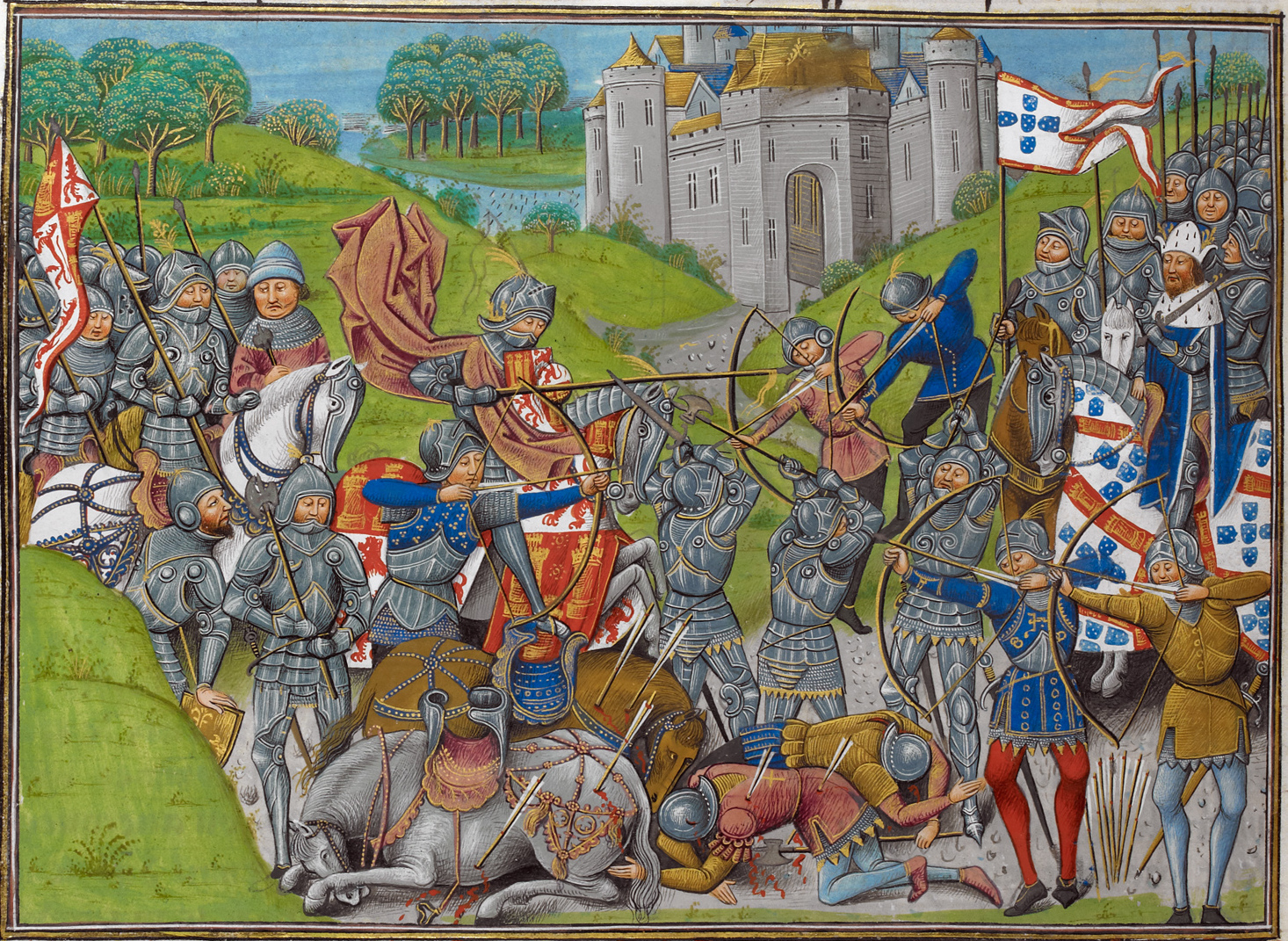
La batalla de Aljubarrota en la ilustración de un manuscrito medieval.
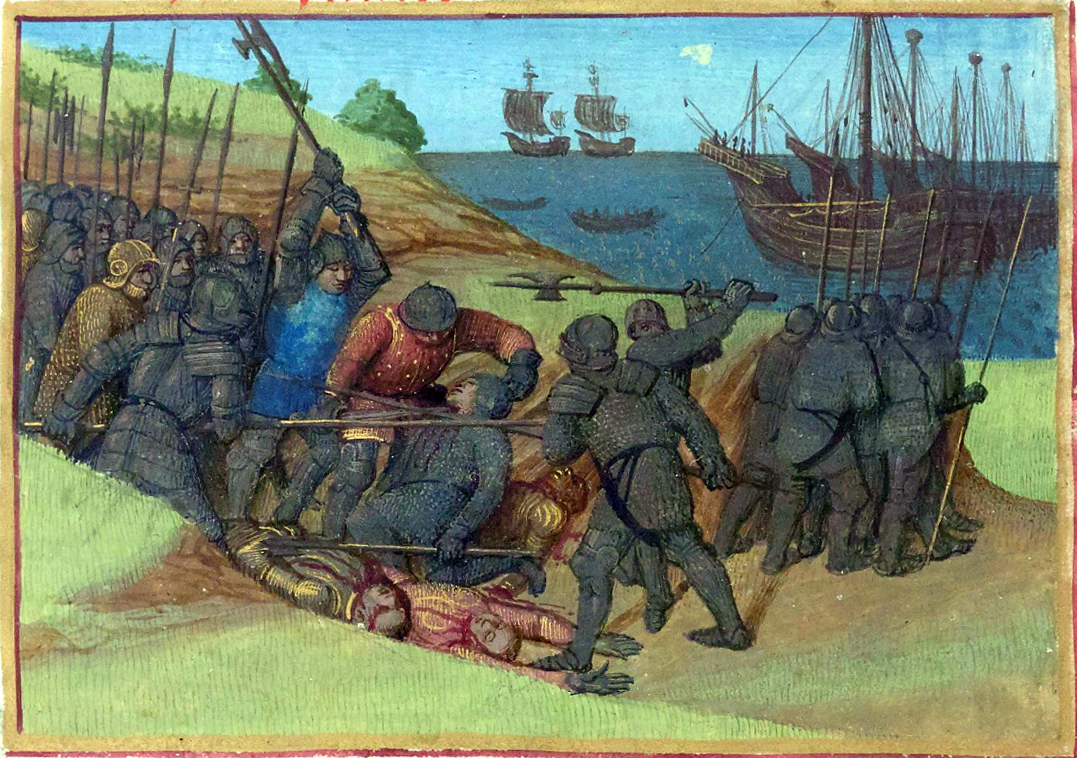
Batalla entre francos y daneses en la ilustración de Jean Fouquet para las Grandes Chroniques de France, ca. 1455-1460.
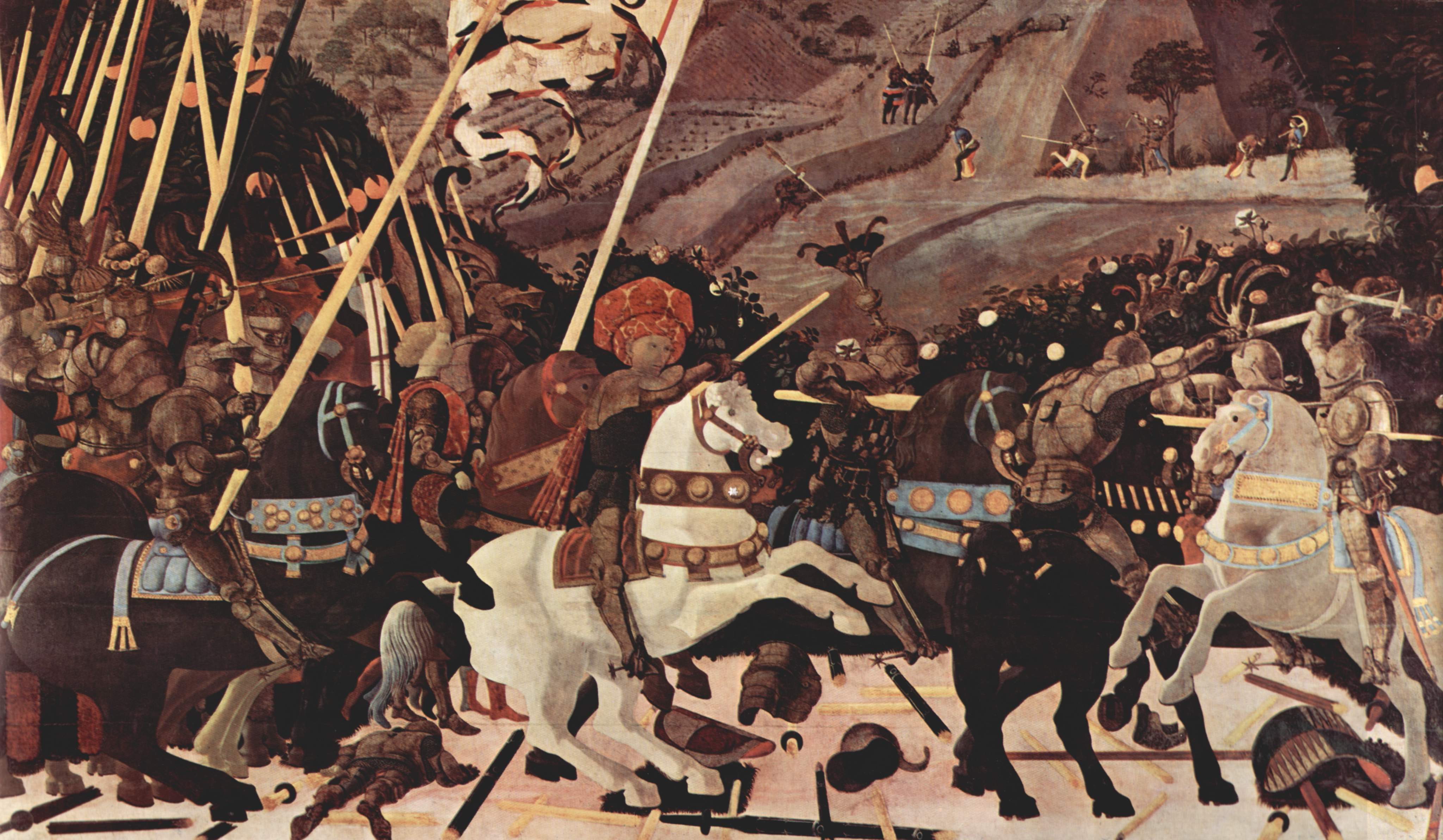
Batalla de San Romano, de Paolo Ucello, ca. 1456-1460.
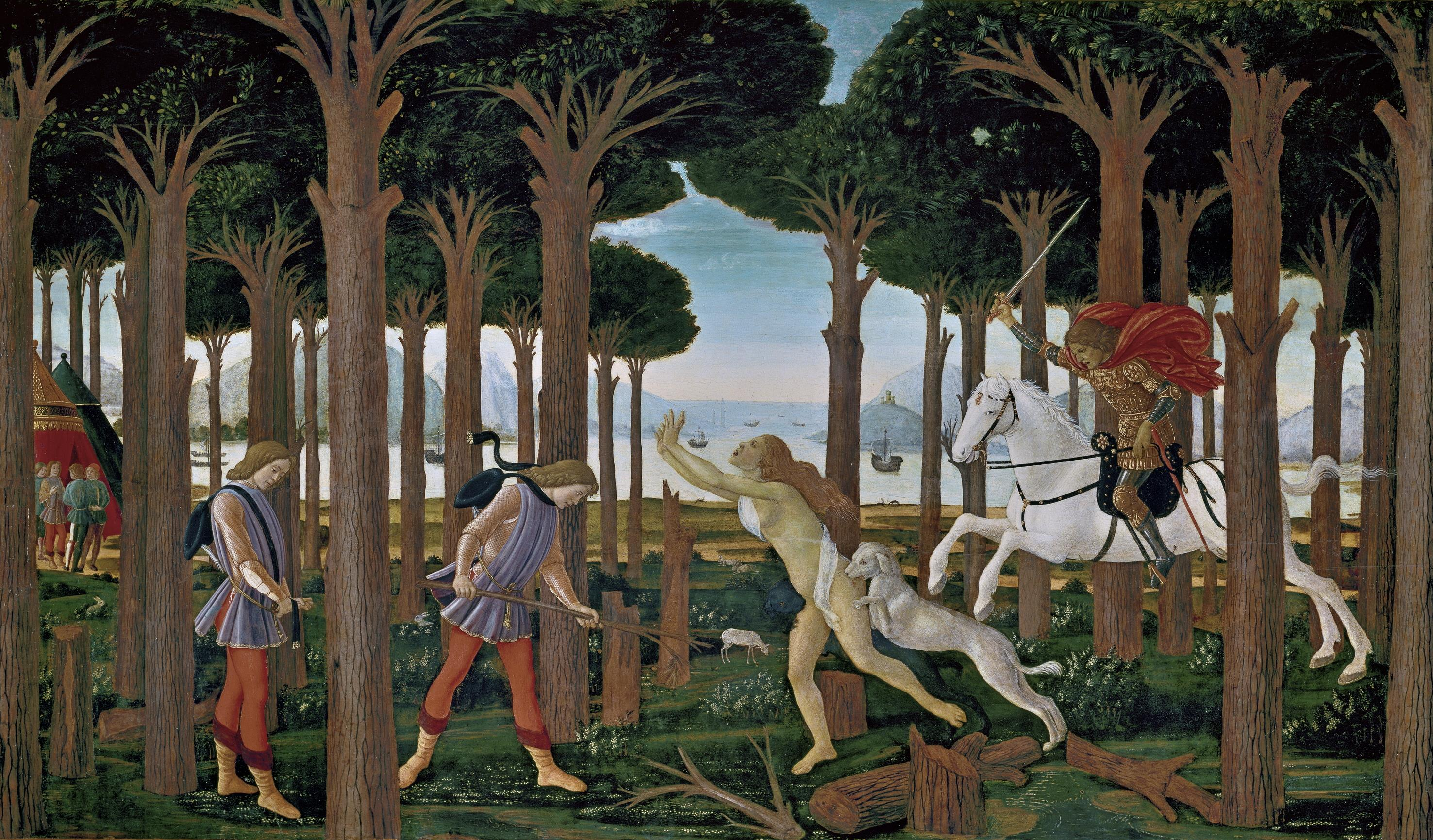
Primer episodio de La Historia de Nastagio degli Onesti, de Sandro Botticelli, 1483.
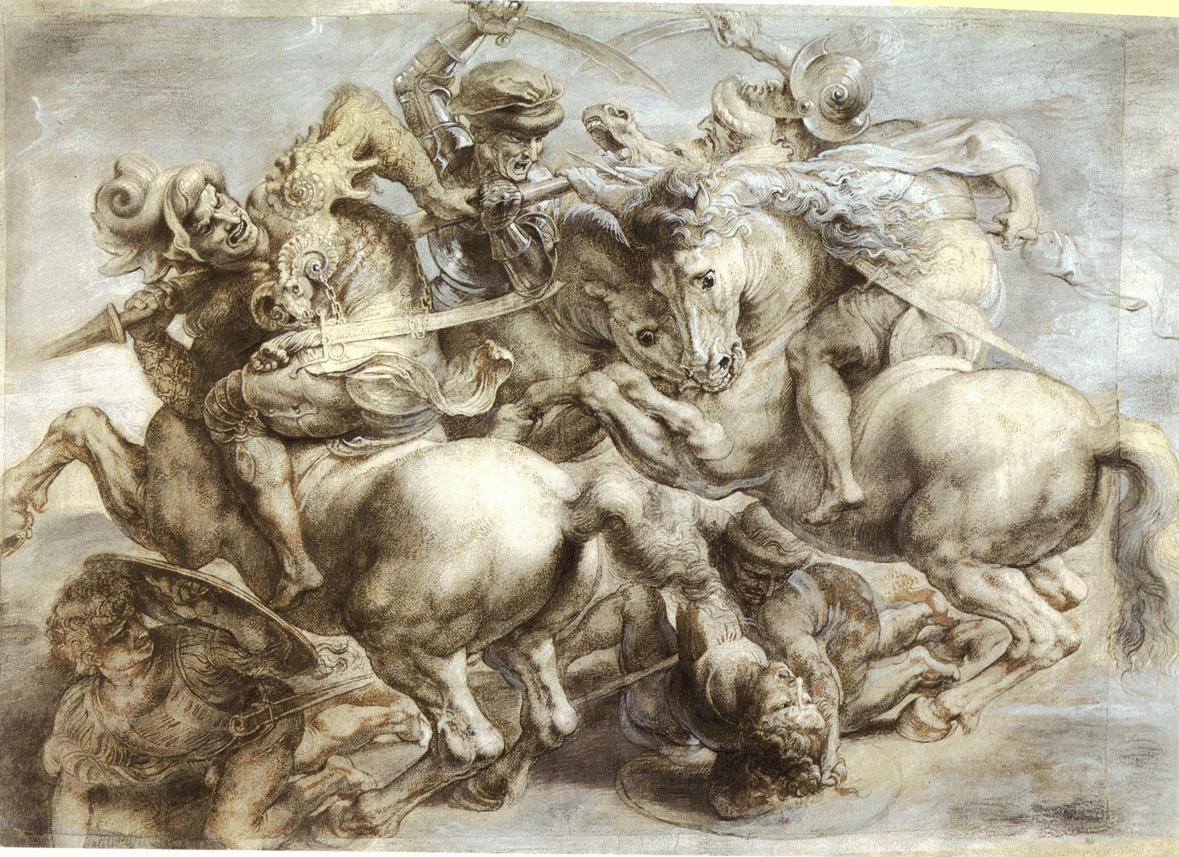
La batalla de Anghiari, de Leonardo da Vinci, 1503-1506 (copia de Rubens, muy posterior).
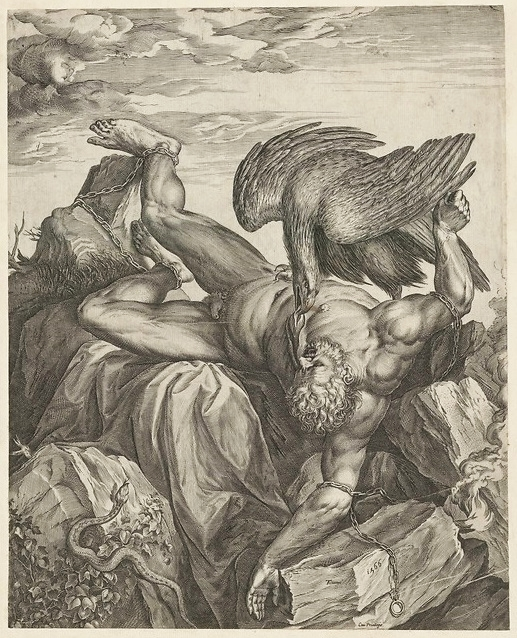
Suplicio de Prometeo, grabado de Cornelis Cort[43] sobre un original de Tiziano.
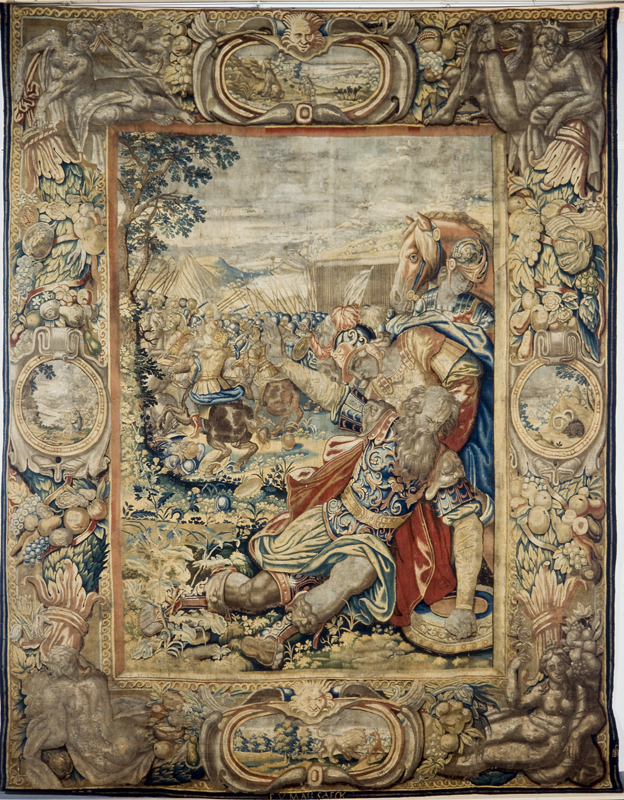
Escipión en la Batalla del Ticino, tapiz de Frans van Maelsaeck, 1629.
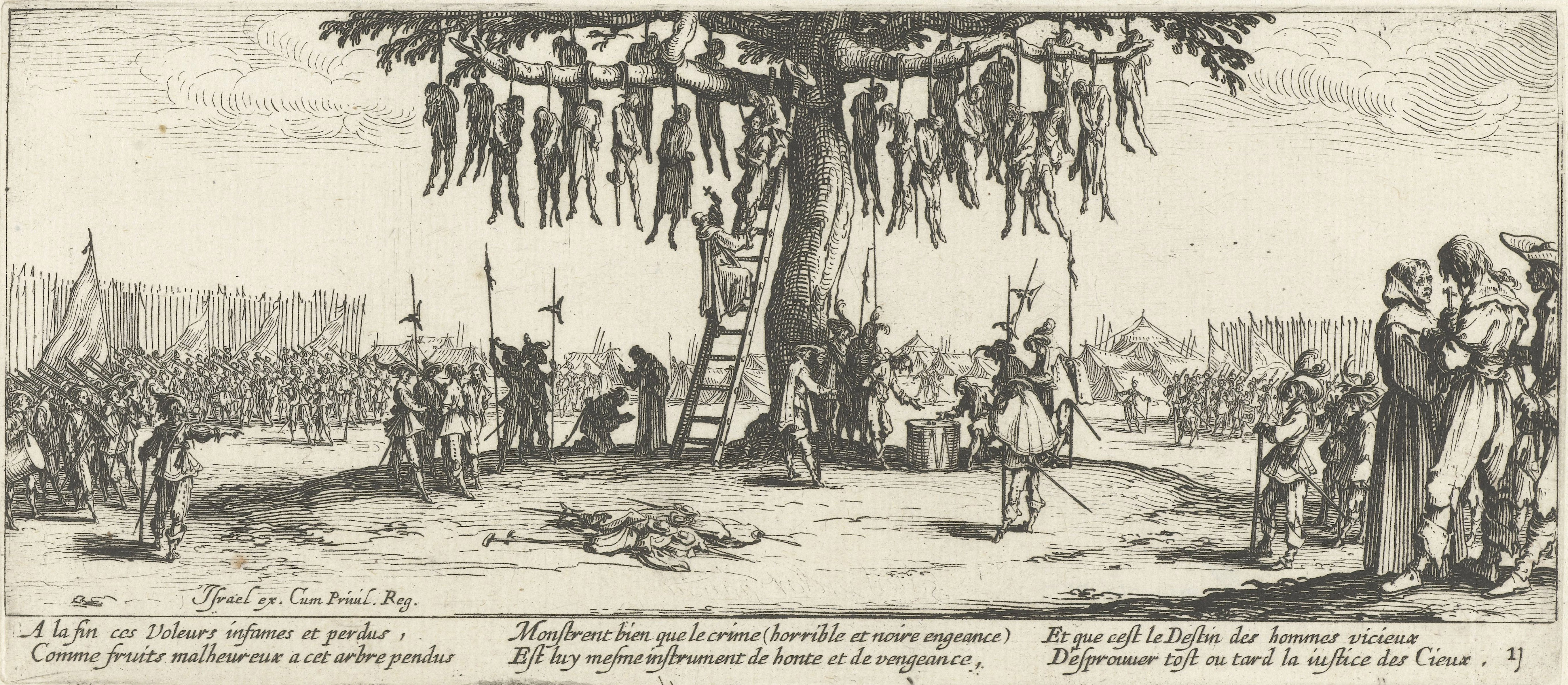
Les Grandes Misères de la guerre - Les pendus ("las grandes miserias de la guerra - los ahorcados"), de Jacques Callot, 1632.
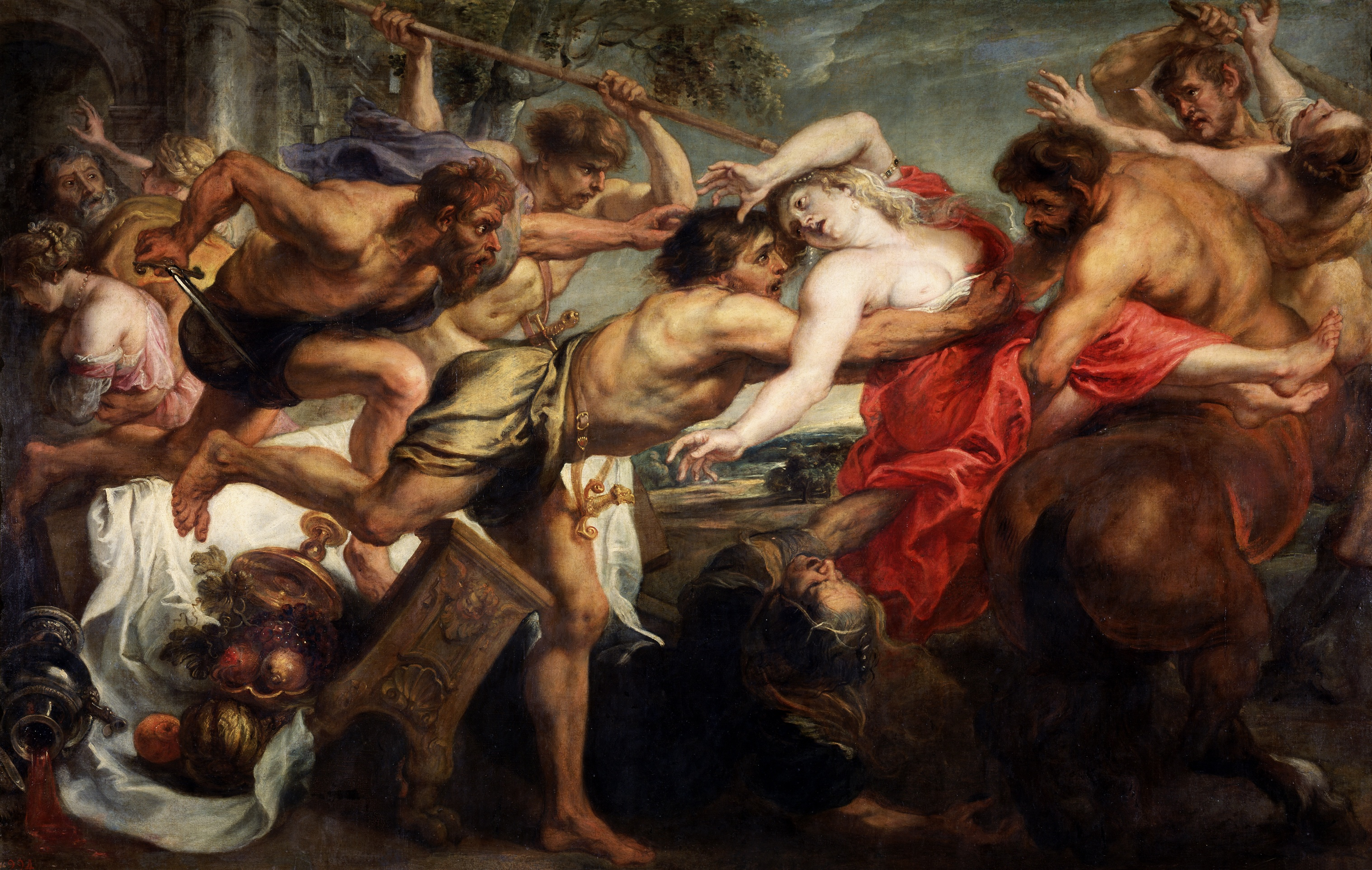
El rapto de Hipodamia, de Rubens, 1636-1637.
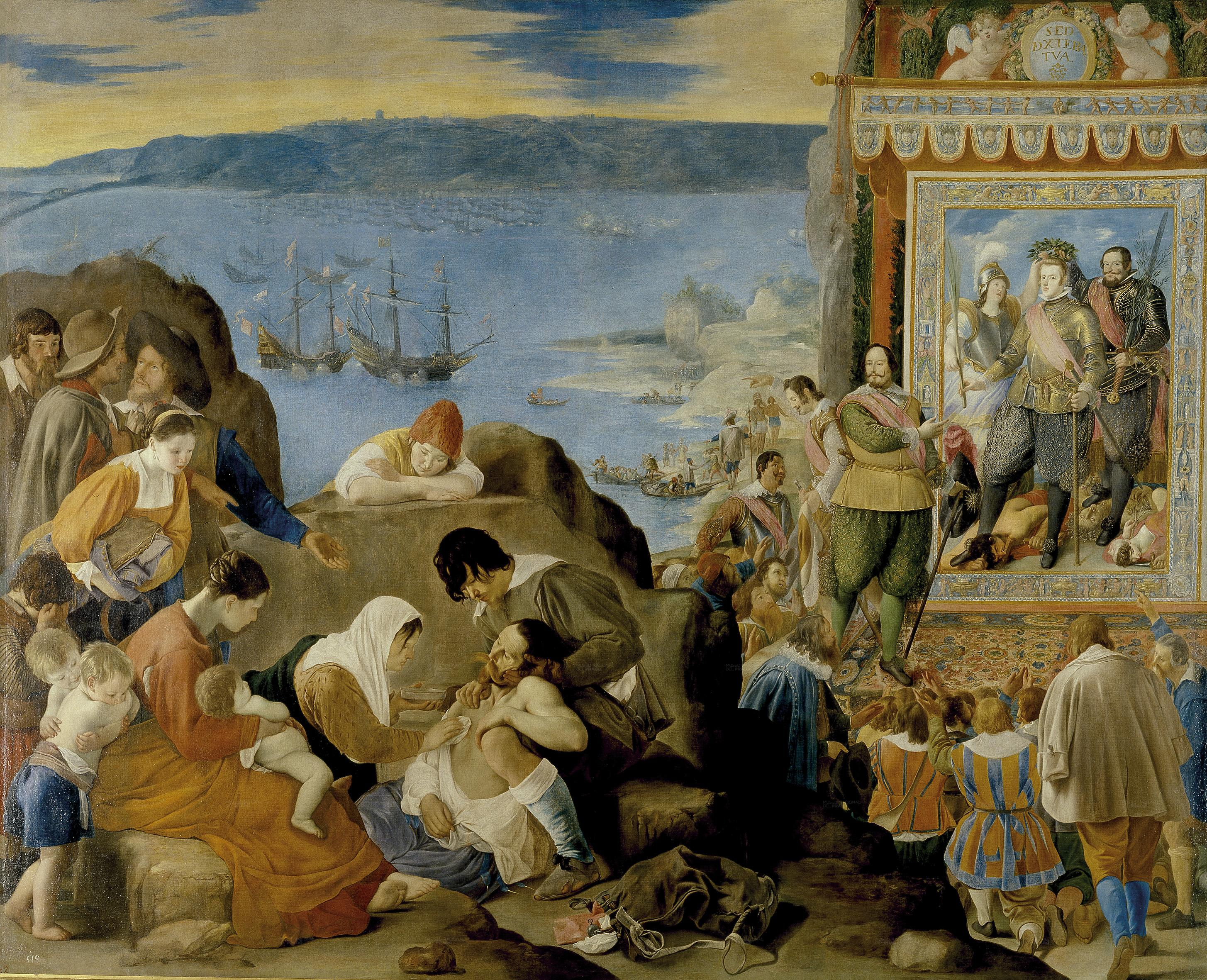
Socorro de Bahía, de Juan Bautista Maíno, 1634-1635.
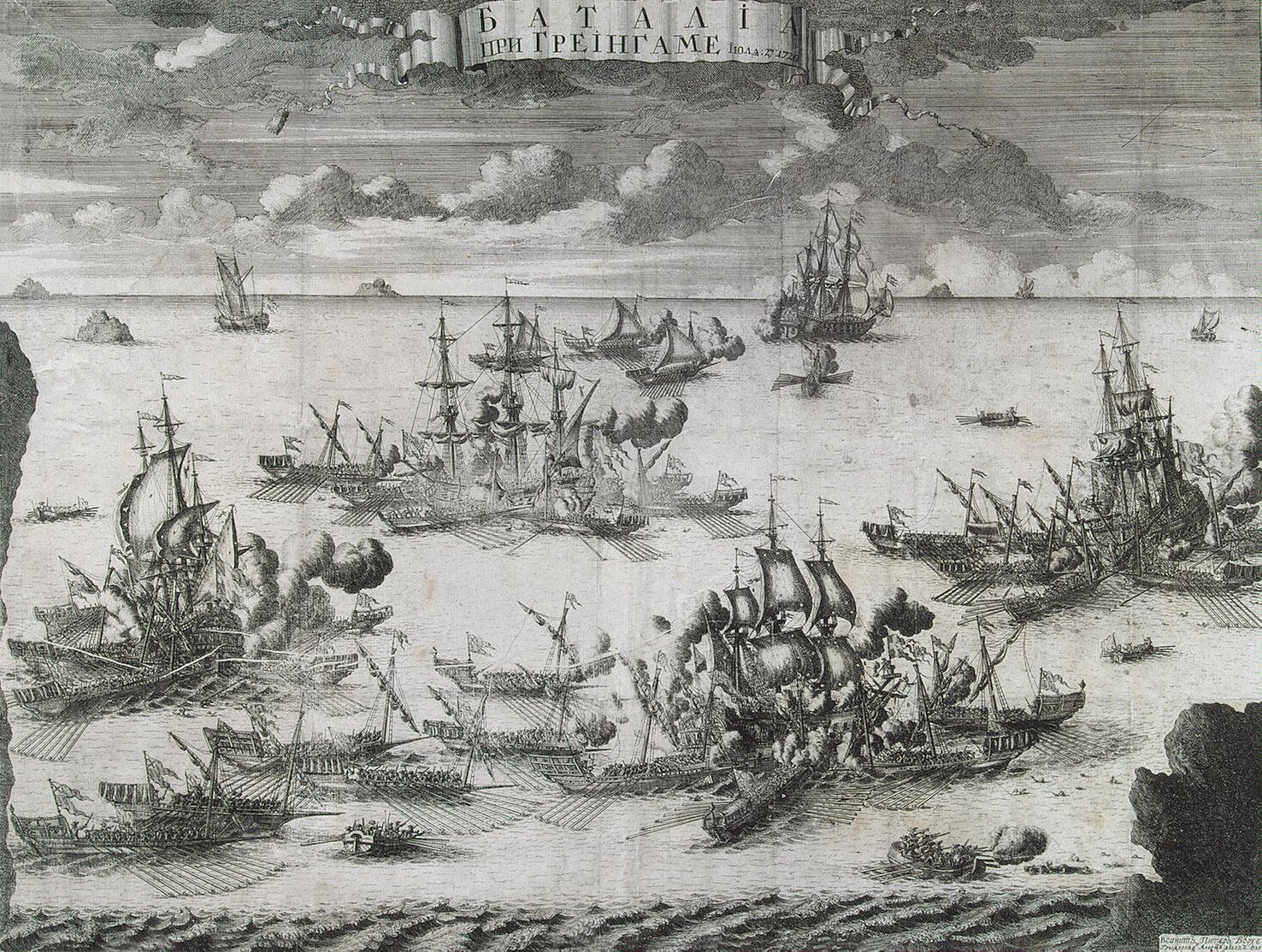
Batalla de Grengam, grabado de Alexey Zubov,[46] 1721.
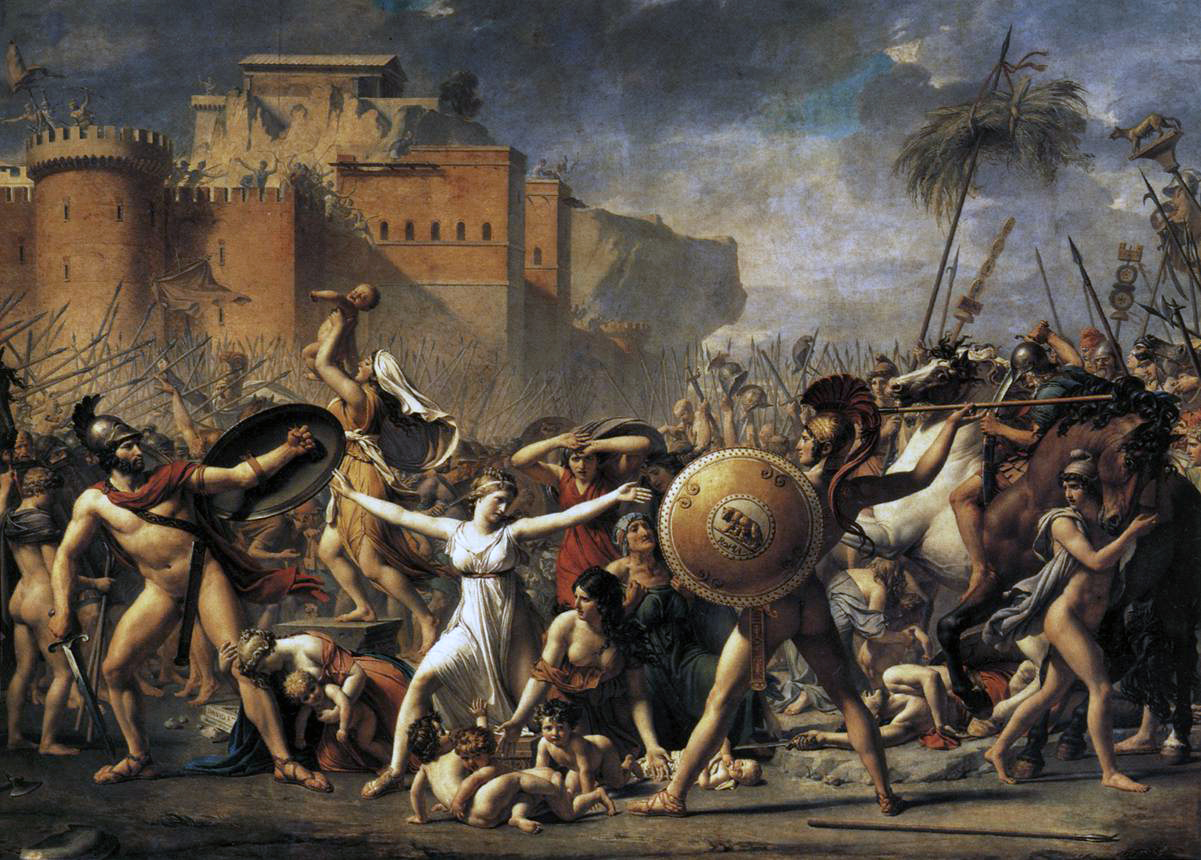
Las sabinas, de Jacques-Louis David.

#### Mujeres violentas

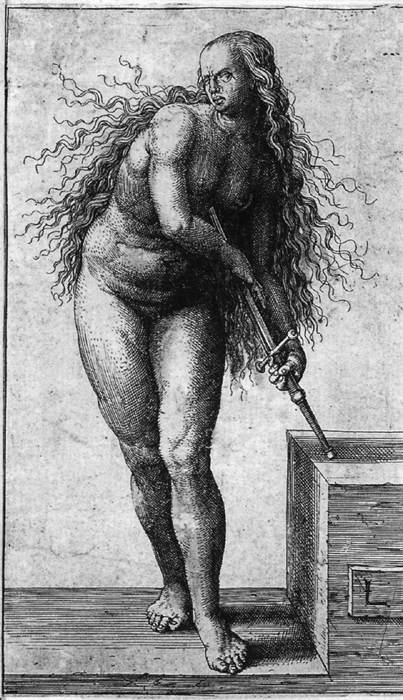
Suicidio de Lucrecia, de Lucas van Leyden, ca. 1515.

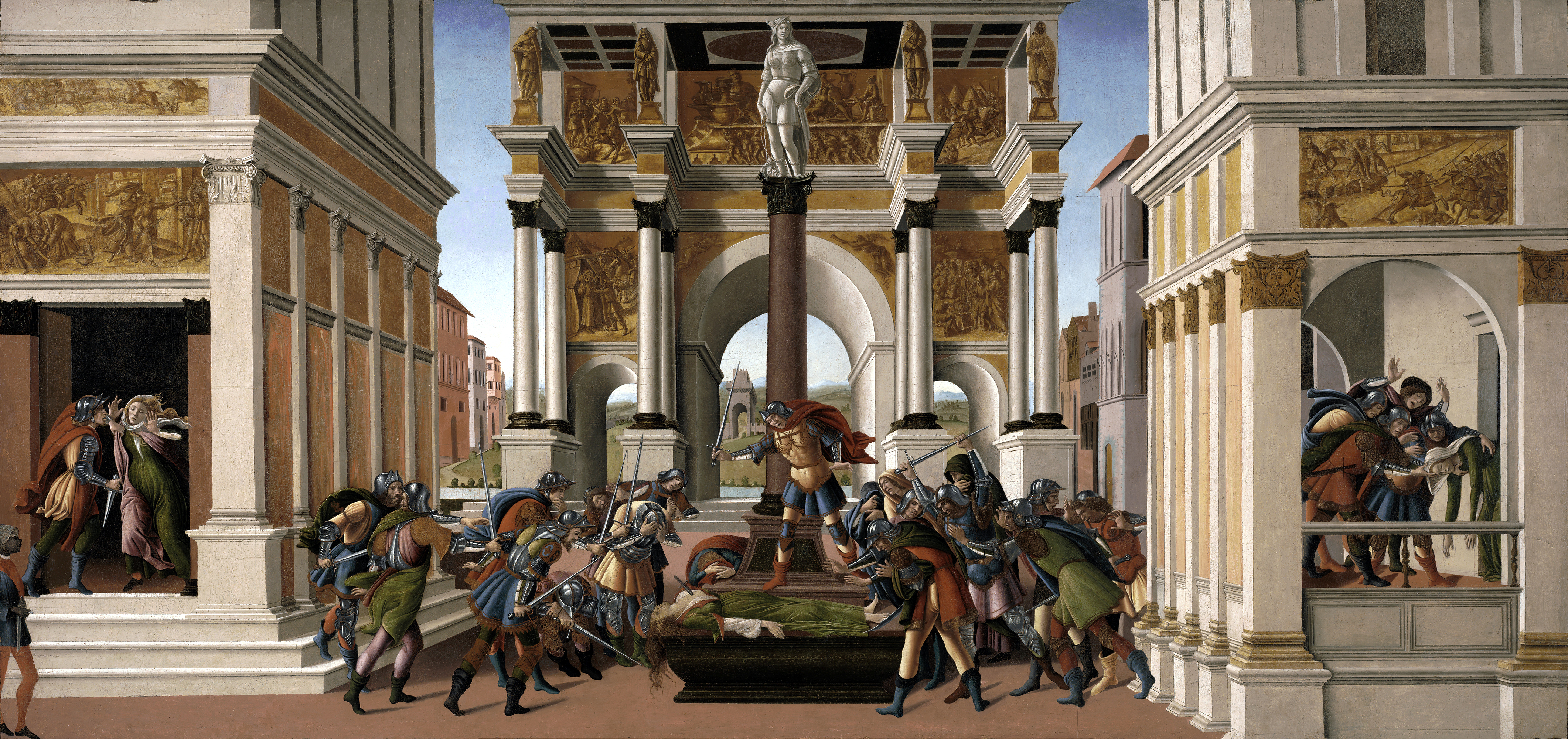
Historias de Lucrecia, de Botticelli, ca. 1500-1504.

La pintura del Renacimiento nórdico se caracterizó por la popularidad de ciertos temas, atractivos precisamente por su ambigua condición, que representaban "mujeres fuertes", violentas, unas de carácter moral positivo y otras de carácter moral negativo, tanto de la historia bíblica como de la clásica grecorromana. El Barroco se pasó de la violencia insinuada a la violencia explícita.

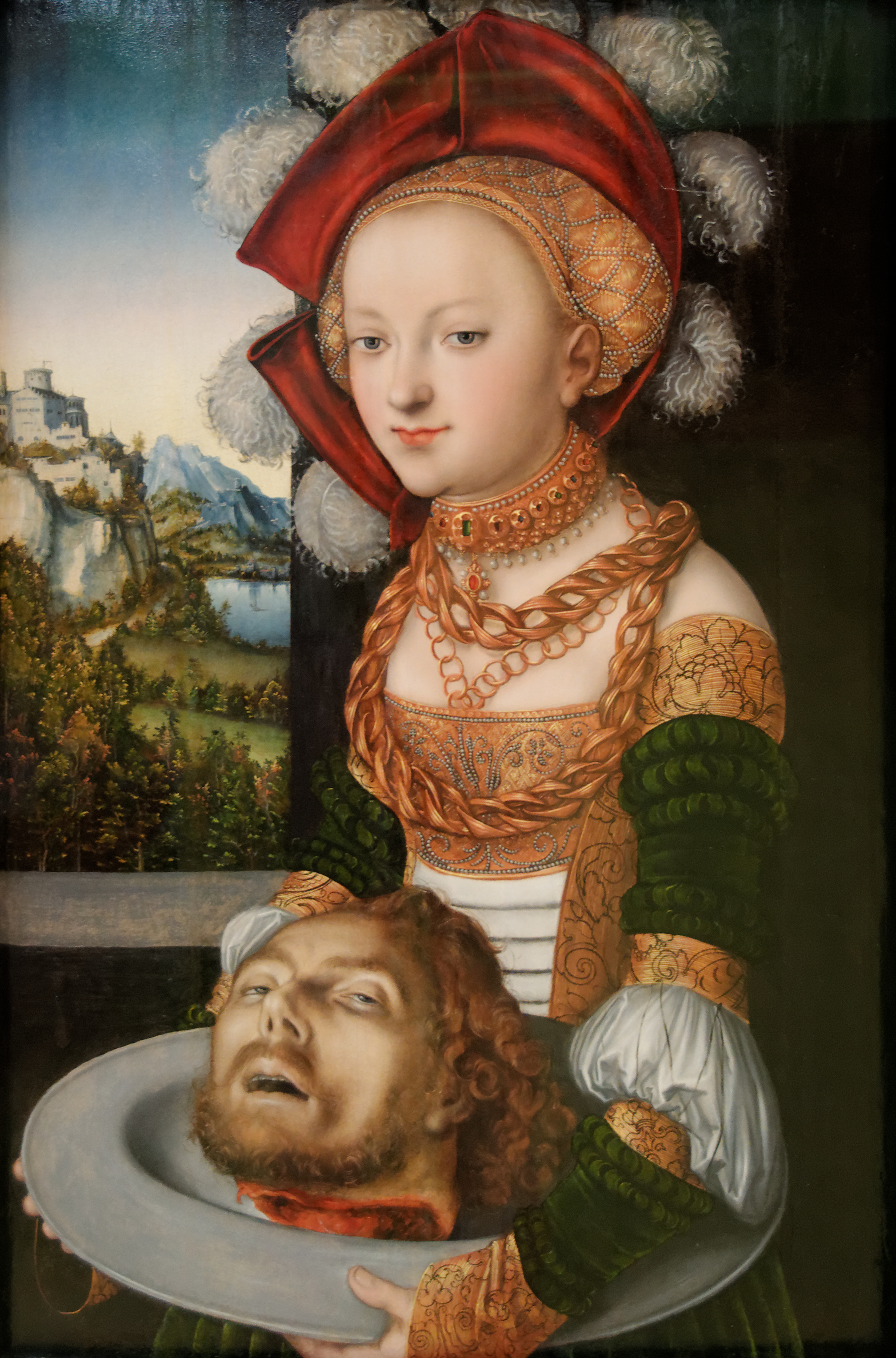
Salomé, de Lucas Cranach el Viejo.
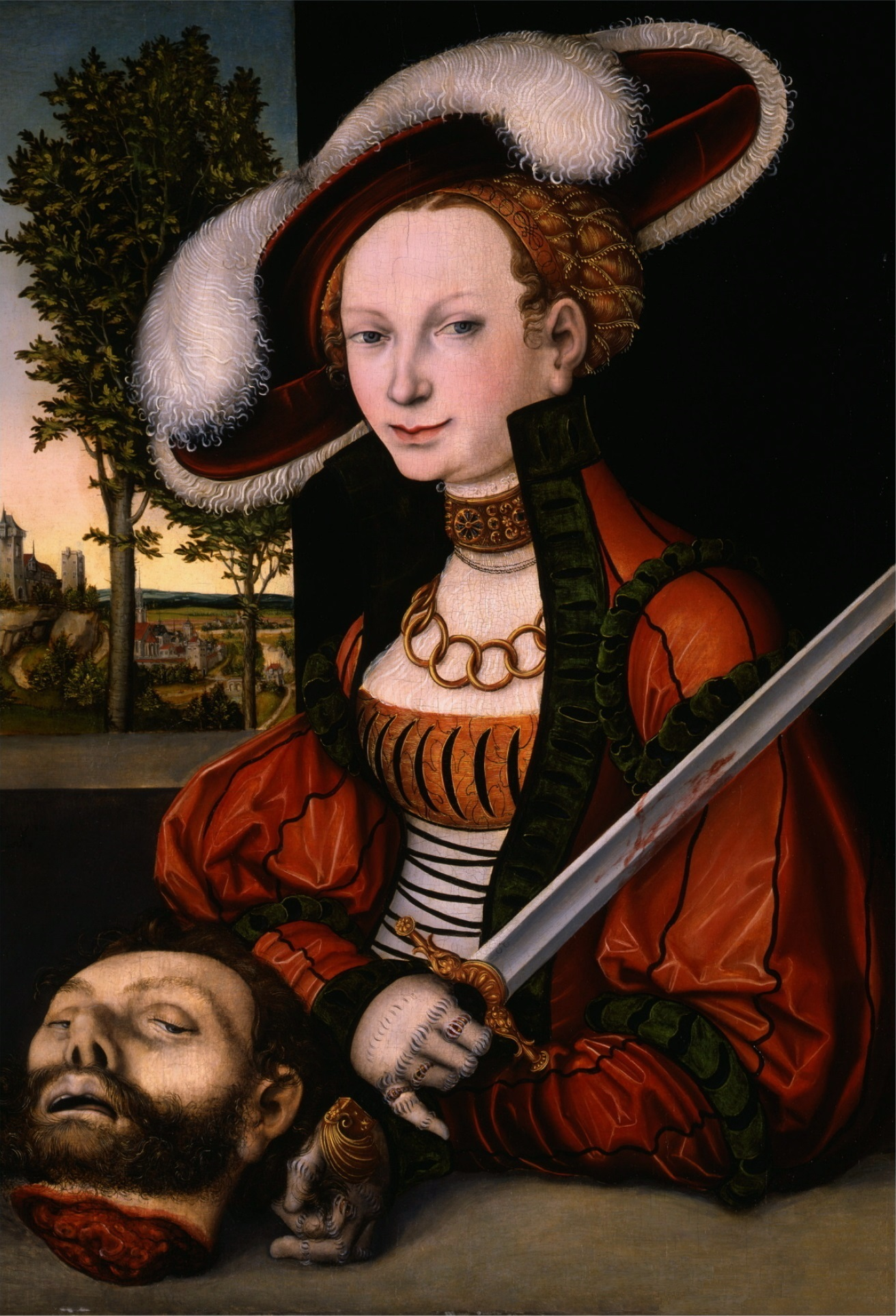
Judith, del mismo.
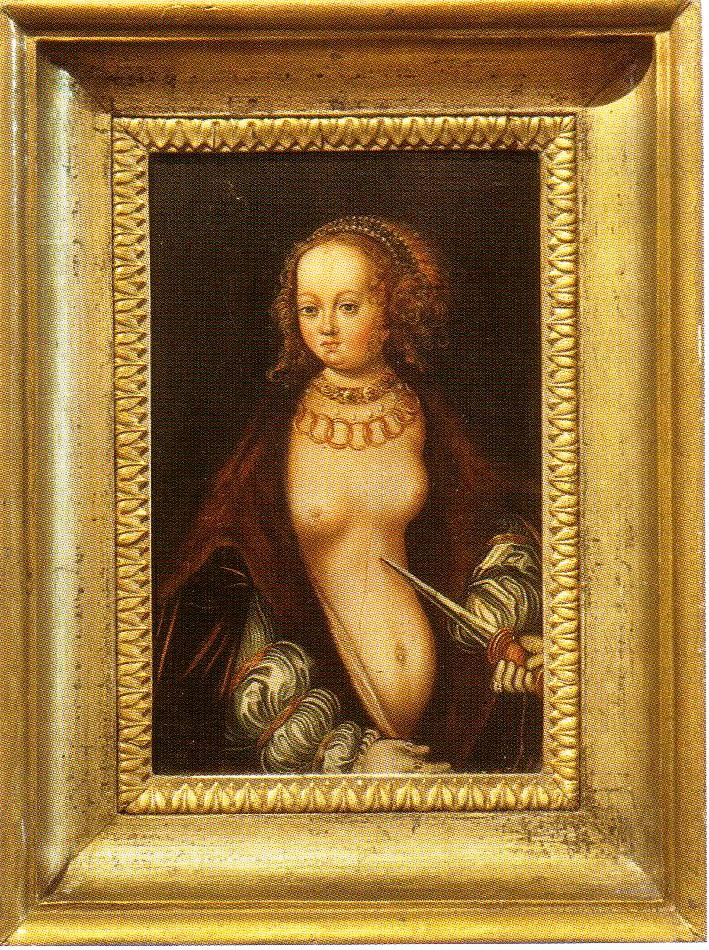
Lucrecia, del mismo.
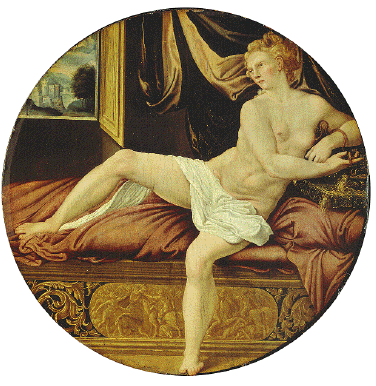
Cleopatra, escuela de Fontainebleau.
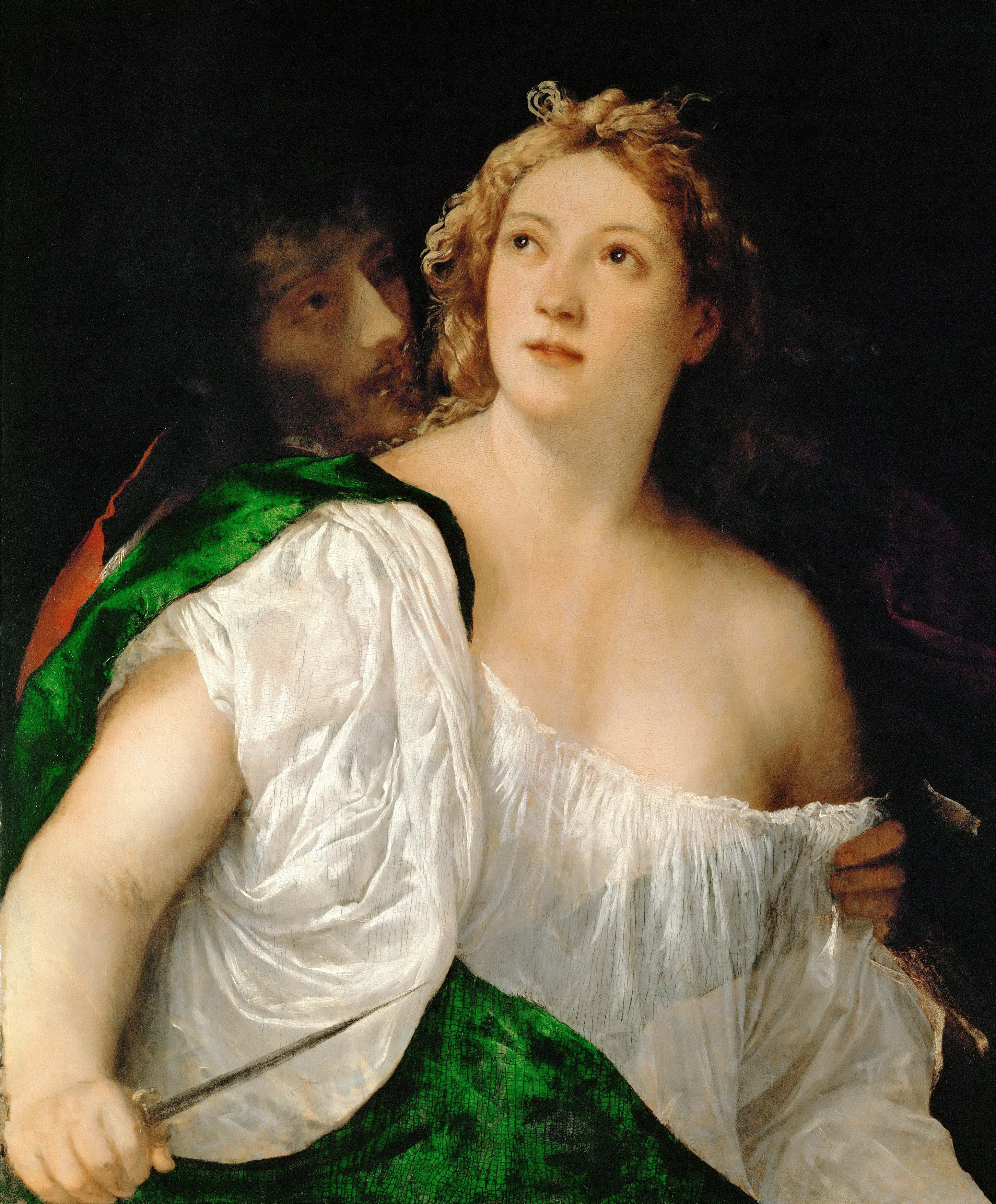
Tarquinio y Lucrecia,[48] de Tiziano
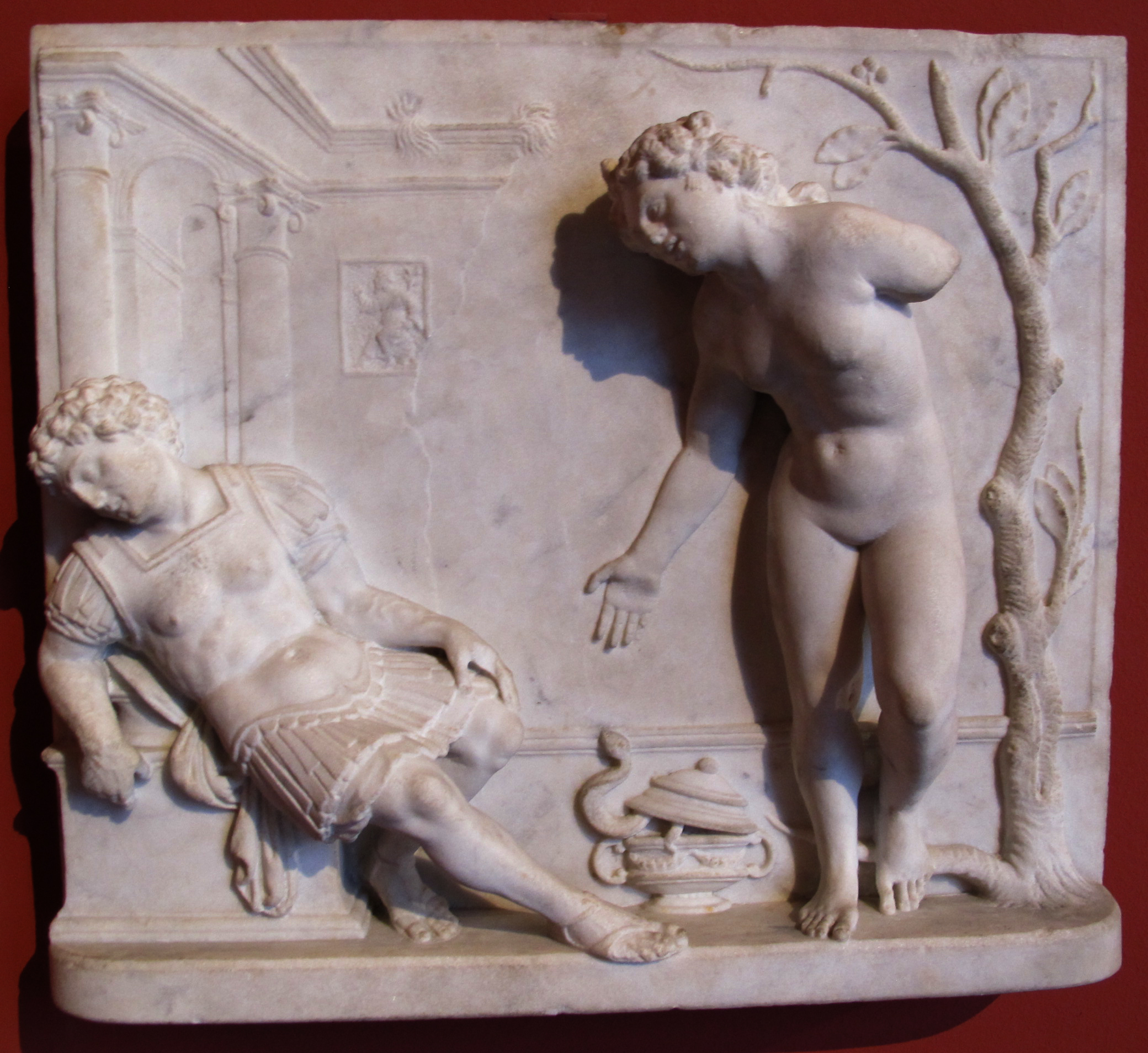
Antonio y Cleopatra,[49] de Giovanni Maria Mosca.
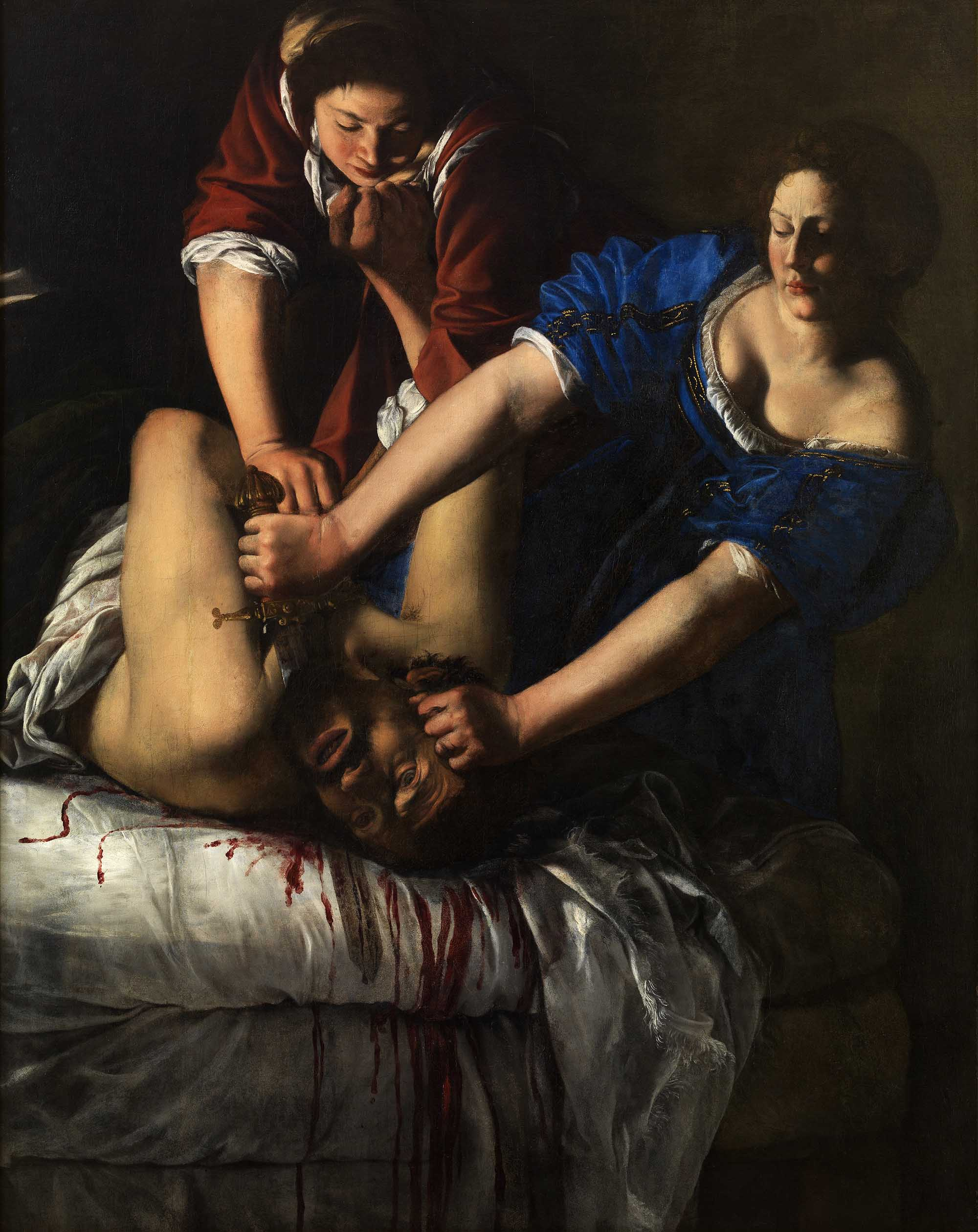
Judith decapitando a Holofernes, de Artemisia Gentileschi.
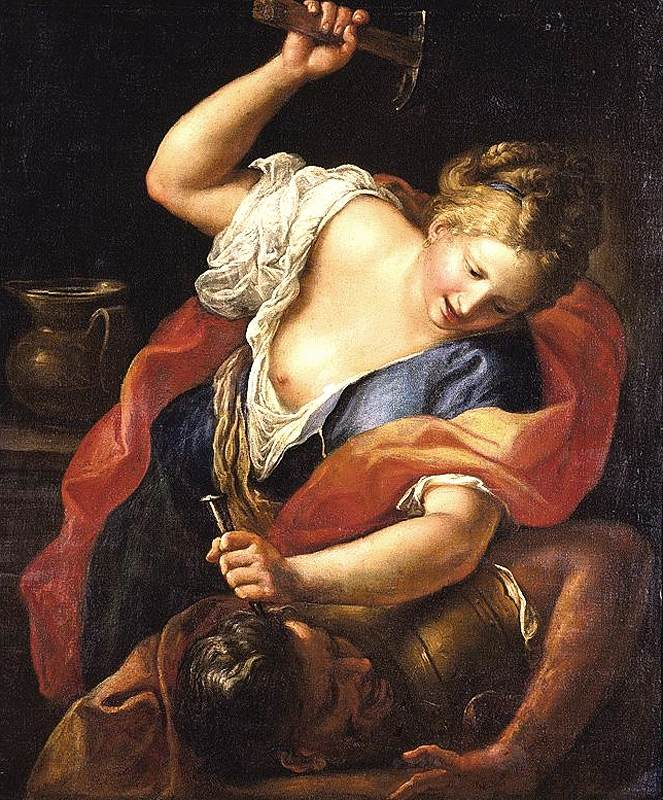
Yael y Sísara, de Gregorio Lazzarini.

#### Raptos y violaciones
Justificados en las narraciones históricas y mitológicas (sobre todo Las metamorfosis, de Ovidio) que incluyen violaciones, convencionalmente aludidas con el eufemismo "raptos", los artistas las representaron de forma más o menos explícita en sus obras; así como la mayor o menor oposición de las "raptadas".

Rapto de Helena, de Francesco Primaticcio.
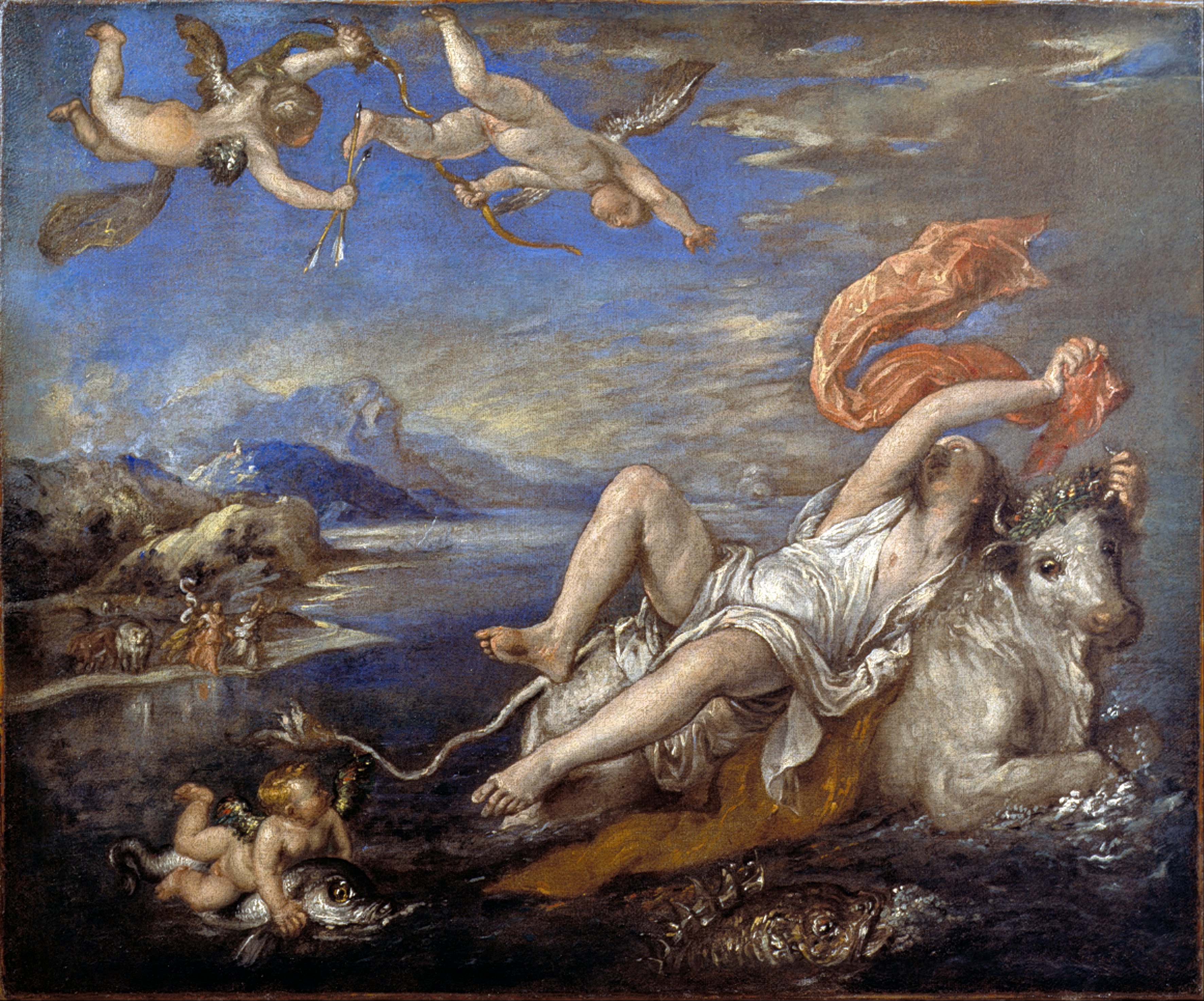
El rapto de Europa, de Tiziano, ca. 1560.
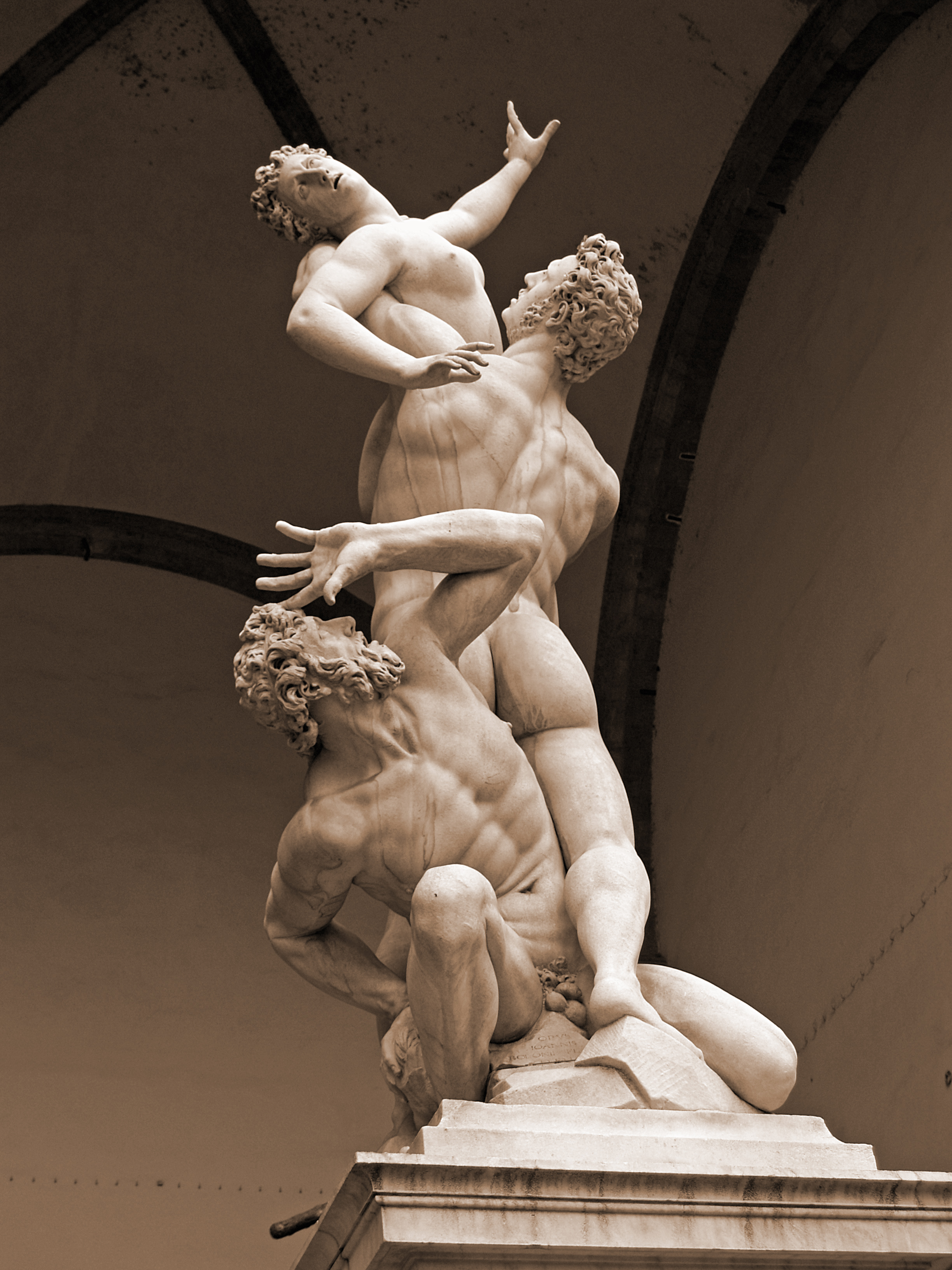
El rapto de las sabinas, de Giambologna, ca. 1580.
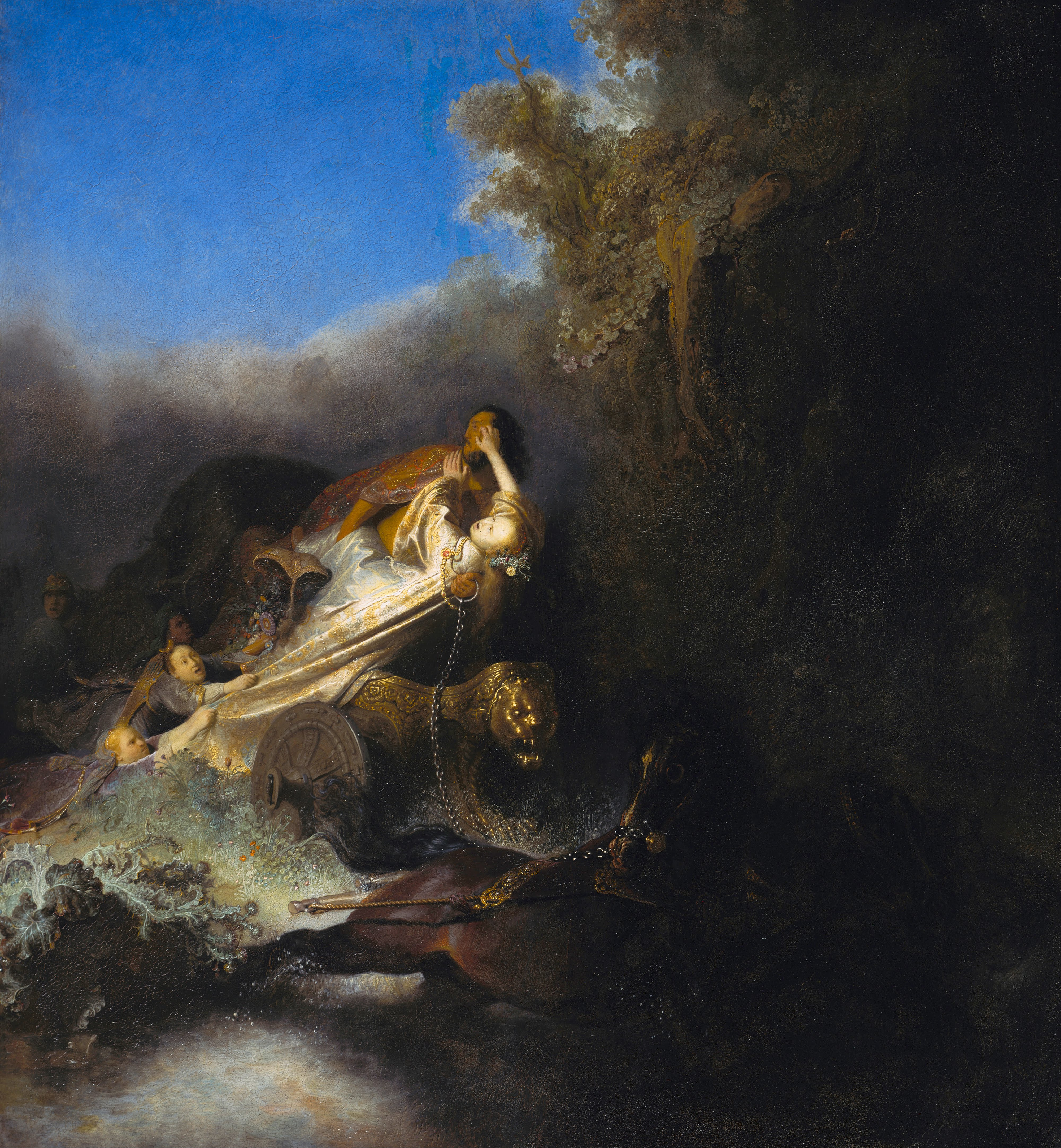
Rapto de Proserpina, de Rembrandt.
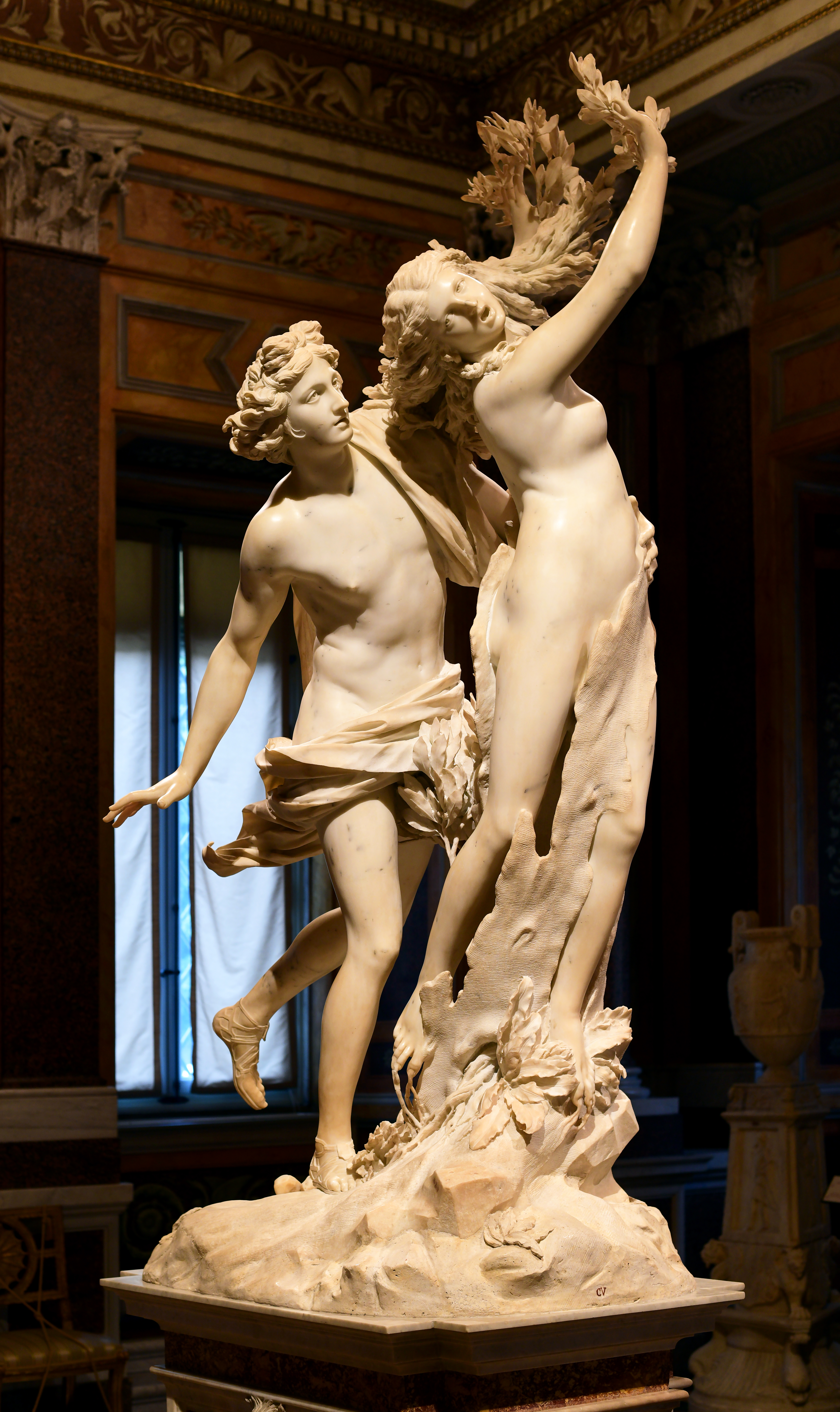
Apolo y Dafne (escultura de Bernini).
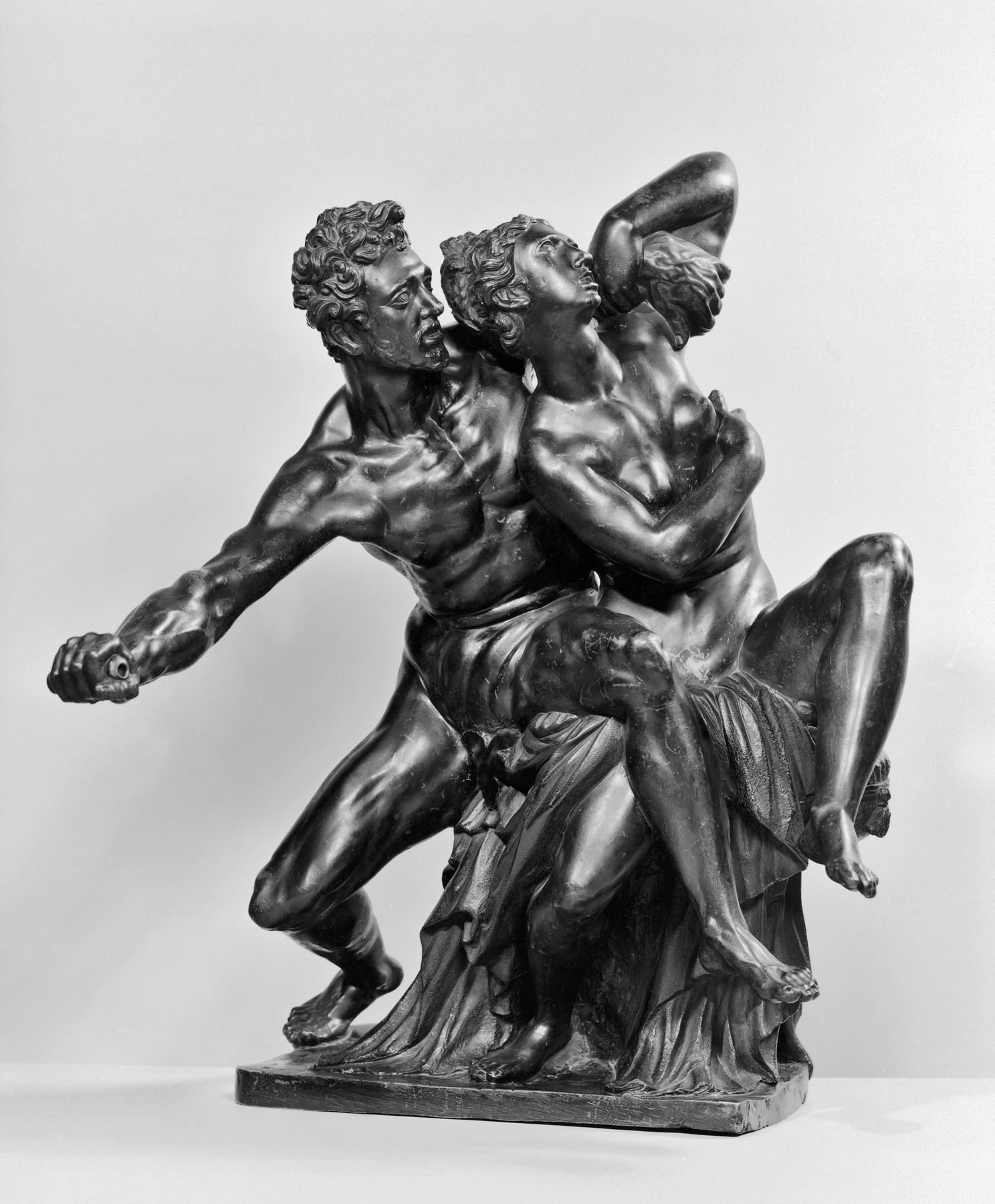
Violación de Lucrecia, de Hubert Gerhard.

#### La sublimación de la violencia en Japón
La modernización de Japón a partir de la Era Meiji significó la convivencia de los valores tradicionales con los que se seleccionaron de la civilización occidental. La estetización de la violencia continuó en el siglo XX, incorporando a su vez conceptos provenientes de movimientos como el fascismo. El desastroso final de la Segunda Guerra Mundial llevó a un peculiar replanteamiento de la cultura japonesa.

Mishima habla también de la belleza (objetiva) de la acción (subjetivo-individual), de la acción dentro de un grupo, de la acción de masas (siempre dirigida por un líder; y presenta los ejemplos de Castro, el Ché, Mao Zedong, etc., nunca habla de Hitler o Mussolini a pesar de su mayor afinidad); escribe sobre la "legalidad de la acción", un concepto contradictorio para él (recordemos su concepción restringida de "acción"), en un sentido bastante similar al de Bataille, aunque para éste tal contradicción es constitutiva: la vida, la fuerza, la juventud, busca la transgresión, la violencia, la muerte...

### Edad Contemporánea
A mediados del siglo XVIII, Giovanni Battista Piranesi, grabador, arqueólogo y arquitecto italiano, realizó una serie de grabados de gran fuerza expresiva e imaginación, que representaba lúgubres mazmorras en que los cuerpos eran sometidos una "estetización de la violencia y el sufrimiento".
El Romanticismo dio origen a una nueva forma de representar la violencia y sus consecuencias tanto en las artes visuales como en literatura (E. T. A. Hoffmann, Mary Shelley -Frankenstein o el moderno Prometeo, 1818-, Edgar Allan Poe -El pozo y el péndulo, 1842-, novela gótica). Goya, que documentó la Guerra de Independencia en su serie de grabados Los desastres de la guerra (1810-1815), representa al mismo tiempo la crueldad y la heroicidad del levantamiento popular en La carga de los mamelucos y, en vez de representar el momento del triunfo, representa la grandeza del momento del sacrificio de los vencidos en Los fusilamientos en la montaña del Príncipe Pío (ambos de 1814). La estética de los cuerpos putrefactos sometidos al canibalismo impactó al público del Salón de París en La balsa de la Medusa de Gericault (1818-1819). Delacroix aplica los conceptos experimentados por Goya en La matanza de Quíos (1824) y La libertad guiando al pueblo (1830).
|  |  |

En 1849, tras ver cómo las calles se ensangrentaban por la revolución y la represión, Richard Wagner escribió: "tengo un enorme deseo de practicar un poco de terrorismo artístico".

Hay un rato de silencio, los truenos resuenan más fuertes que nunca, crecen los relámpagos y se oye cantar a lo lejos el Miserere a la comunidad, que se acerca lentamente.
Voz DENTRO. — Aquí, aquí; ¡qué horror! (Don Álvaro vuelve en sí y luego huye hacia la montaña. Sale el Padre Guardián con la comunidad, que queda asombrada).
PADRE GUARDIÁN. — ¡Dios mío ¡Sangre derramada! ¡Cadáveres!... ¡La mujer penitente!
TODOS LOS FRAILES. — ¡Una mujer!... ¡Cielos! 
PADRE GUARDIÁN. — ¡Padre Rafael!
DON ÁLVARO. - (Desde un risco, con sonrisa diabólica, todo convulso, dice:) Busca, imbécil, (al Padre Rafael) ... Yo soy un enviado del infierno, soy el demonio exterminador... Huid, miserables. 
TODOS. — ¡ Jesús! 
DON ÁLVARO. — ¡Infierno, abre tu boca y trágame! ¡Húndase el cielo, perezca la raza humana; exterminio, destrucción!... (Sube a lo más alto del monte y se precipita). 
EL PADRE GUARDIÁN Y LOS FRAILES. - (Aterrados y en actitudes diversas) ¡Misericordia, Señor! ¡Misericordia!
Duque de Rivas, Don Álvaro o la fuerza del sino, Escena última

Frente a la contención propia del teatro neoclásico, el teatro romántico se caracterizó por la representación de la violencia en escena. Hasta tal punto se convirtió ese recurso en una convención tópica, que originó la expresión "muere hasta el apuntador" y parodias como La venganza de Don Mendo (Pedro Muñoz Seca, 1918).

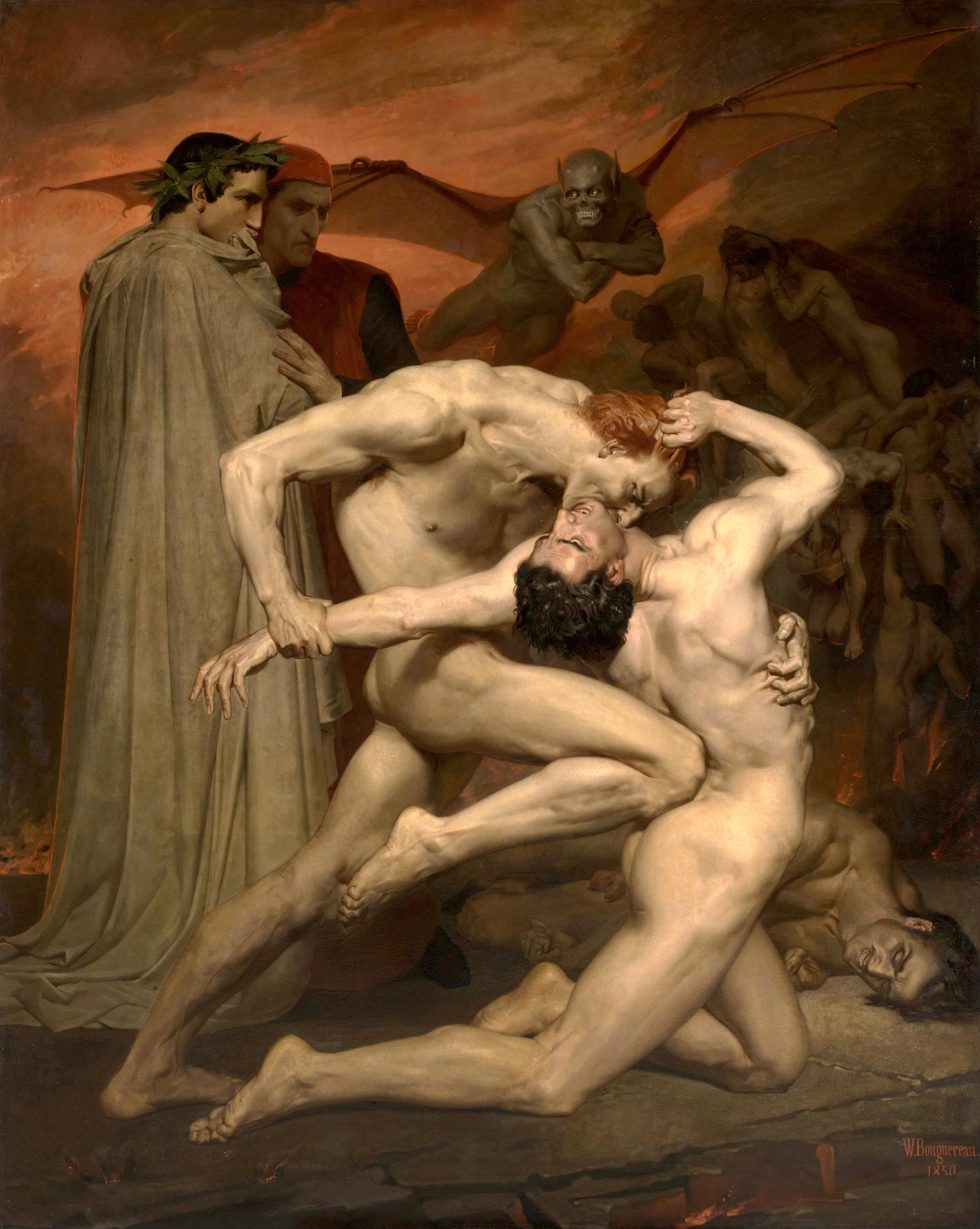
Dante y Virgilio en el infierno, de William-Adolphe Bouguereau, 1850.

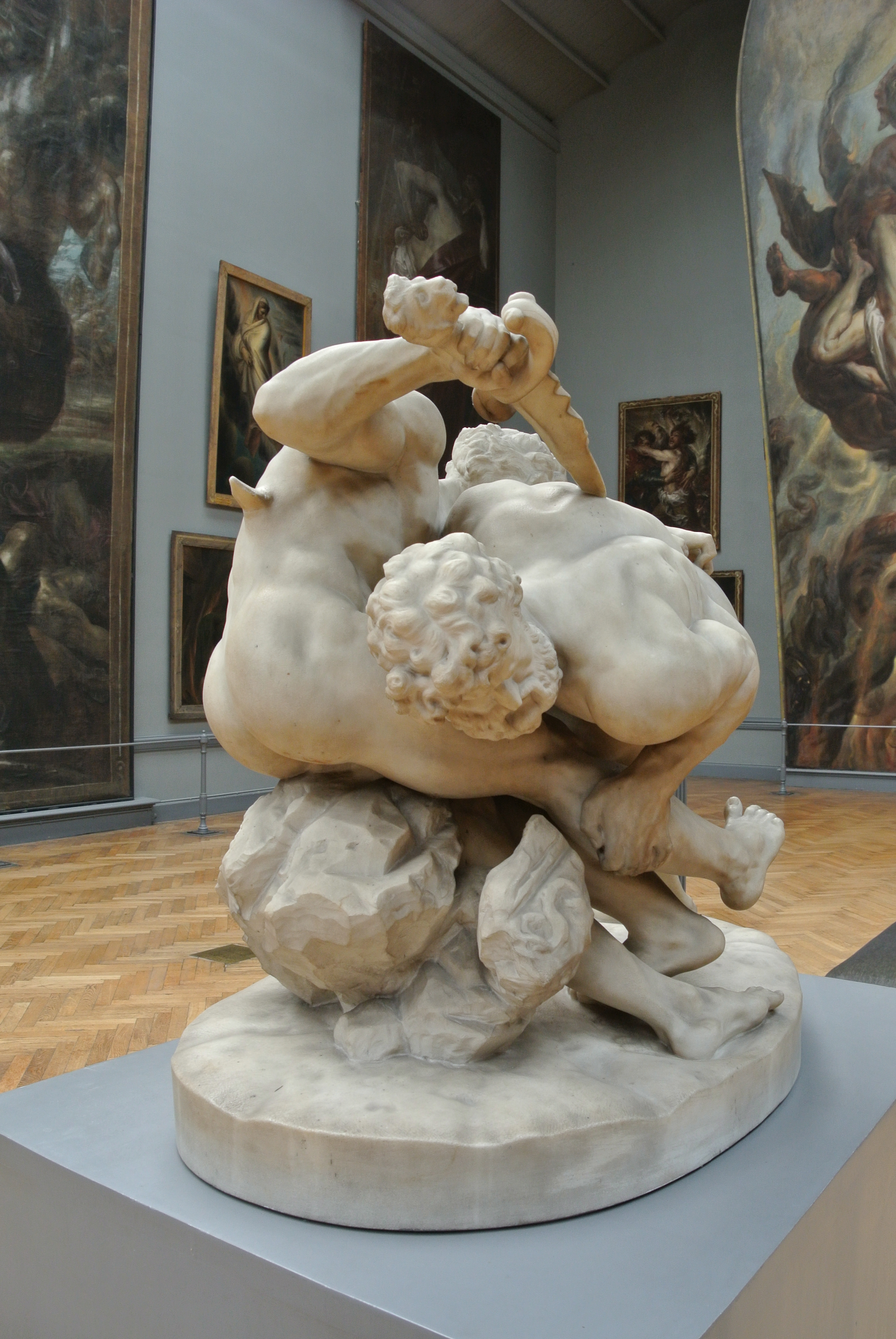
Segunda época. Las luchas, de Antoine Wiertz, 1861.

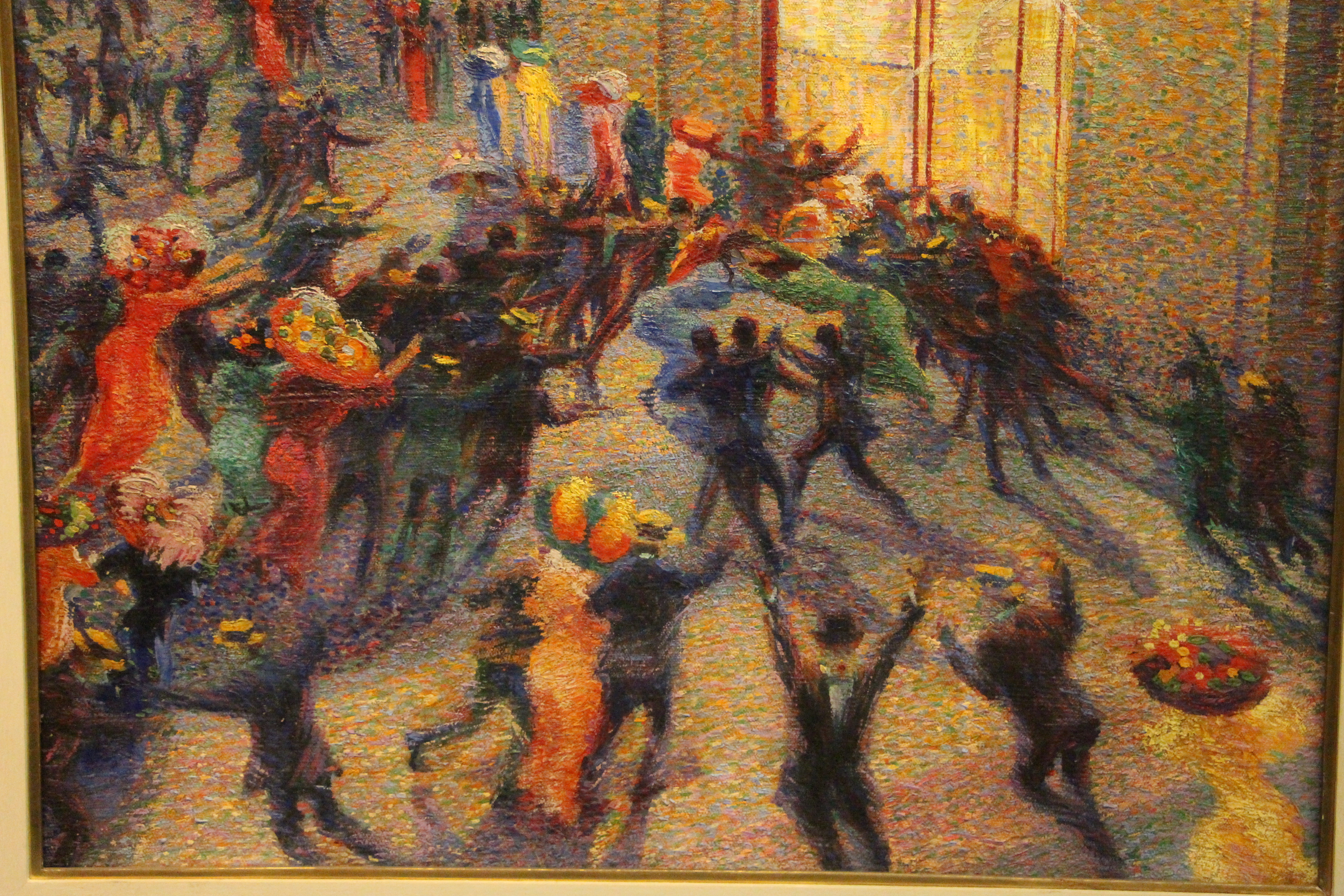
Pelea en la galería (Rissa in galleria), de Umberto Boccioni, 1910.

El esteticismo, el decadentismo y el malditismo presiden la sensibilidad estética de la segunda mitad del siglo XIX y de las vanguardias artísticas desde el cambio de siglos. La estetización de la violencia forma parte de las poses y boutades características de los artistas que buscan la transgresión de las reglas académicas y la provocación que atentara contra el "buen gusto" burgués (épater le bourgeois).
Se atribuye a Laurent Tailhade haber dicho, tras el atentado de Auguste Vaillant contra el parlamento en 1893: Qu'importent les victimes, si le geste est beau? ("qué importan las víctimas, si el gesto es bello"). En 1929, el segundo manifiesto surrealista de André Breton afirmaba que L’acte surréaliste le plus simple consiste, revolvers aux poings, à descendre dans la rue et à tirer au hasard, tant qu’on peut, dans la foule ("el acto surrealista más simple consiste en correr por la calle, pistola en mano, disparando al azar, tanto como se pueda, contra la multitud").
La violencia utilizada estéticamente es una destacada característica del fascismo, legitimado intelectualmente por movimientos artísticos de vanguardia como el futurismo.

Queremos cantar el amor al peligro, al hábito de la energía y a la temeridad.
El coraje, la audacia y la rebeldía serán elementos esenciales de nuestra poesía.
La pintura y el arte ha magnificado hasta hoy la inmovilidad del pensamiento, el éxtasis y el sueño, nosotros queremos exaltar el movimiento agresivo, el insomnio febril, la carrera, el salto mortal, la bofetada y el puñetazo. ...
No hay belleza sino en la lucha. Ninguna obra de arte sin carácter agresivo puede ser considerada una obra maestra. La pintura ha de ser concebida como un asalto violento contra las fuerzas desconocidas, para reducirlas a postrarse delante del hombre. ...
Queremos glorificar la guerra - única higiene del mundo-, el militarismo, el patriotismo, el gesto destructor de los anarquistas, las ideas por las cuales se muere y el desprecio por la mujer.
Queremos destruir los museos, las bibliotecas, las academias variadas y combatir el moralismo, el feminismo y todas las demás cobardías oportunistas y utilitarias.
Marinetti Manifiesto futurista, 1908.

El mismo Marinetti tituló su siguiente manifiesto Uccidiamo il Chiaro di Luna! ("¡Matemos la luz de la luna!", 1909), que fue simbólica y explícitamente representado en pintura por Giacomo Balla en Lampada ad arco ("Lámpara de arco", 1910) y por Umberto Boccioni en Rissa in galleria ("Pelea [o disturbios, o riña] en la galería", 1910).
Desde posiciones ideológicas opuestas, Antonin Artaud proponía la utilización del teatro como una forma extrema de provocar sentimientos primarios en el público: el teatro de la crueldad.
Los horrores de la Segunda Guerra Mundial, particularmente el Holocausto y la bomba atómica, obligó a artistas e intelectuales a reconsiderar de forma radical la dimensión ética de cualquier tipo de creación artística, no solamente la que de un modo u otro se relacione con la violencia.

Escribir poesía después de Auschwitz es un acto de barbarie.
Theodor Adorno.

Las declaraciones del músico alemán Karlheinz Stockhausen en que calificaba los atentados del 11 de septiembre de 2001 como "la mayor obra de arte que ha existido" fueron objeto de polémica, y matizadas de este modo por su responsable: "dije que como plan parece ser la mayor obra de arte de Lucifer. Por supuesto, usé la expresión «obra de arte» para describir el trabajo de destrucción personificado en Lucifer. En el contexto de mis demás comentarios esto era inequívoco".

## Teorías y análisis semiótico

### Baudrillard
El teórico posmoderno Jean Baudrillard afirma que mientras la sociedad moderna "se organizó en torno a la producción y el consumo de productos", la sociedad "posmoderna" se organiza en torno a la simulación y exhibición de imágenes y signos. Así, "en los medios posmodernos y la sociedad de consumo todo se convierte en una imagen, un signo, un espectáculo". La comercialización occidental "del mundo entero... se convierte en la estetización de todo el mundo, su espectacularización cosmopolita, su transformación en imágenes, su organización semiológica". Como resultado, "los dominios previamente separados de la economía, el arte, la política y la sexualidad... se colapsaron unos en otros" y el arte penetra en "todas las esferas de la existencia. ... Nuestra sociedad ha dado origen a una estetización general: se promueve toda forma de cultura, sin excluir las anti-culturales, y todos los modelos de representación y anti-representación se incorporan".

### Análisis semiótico

#### Imágenes estáticas

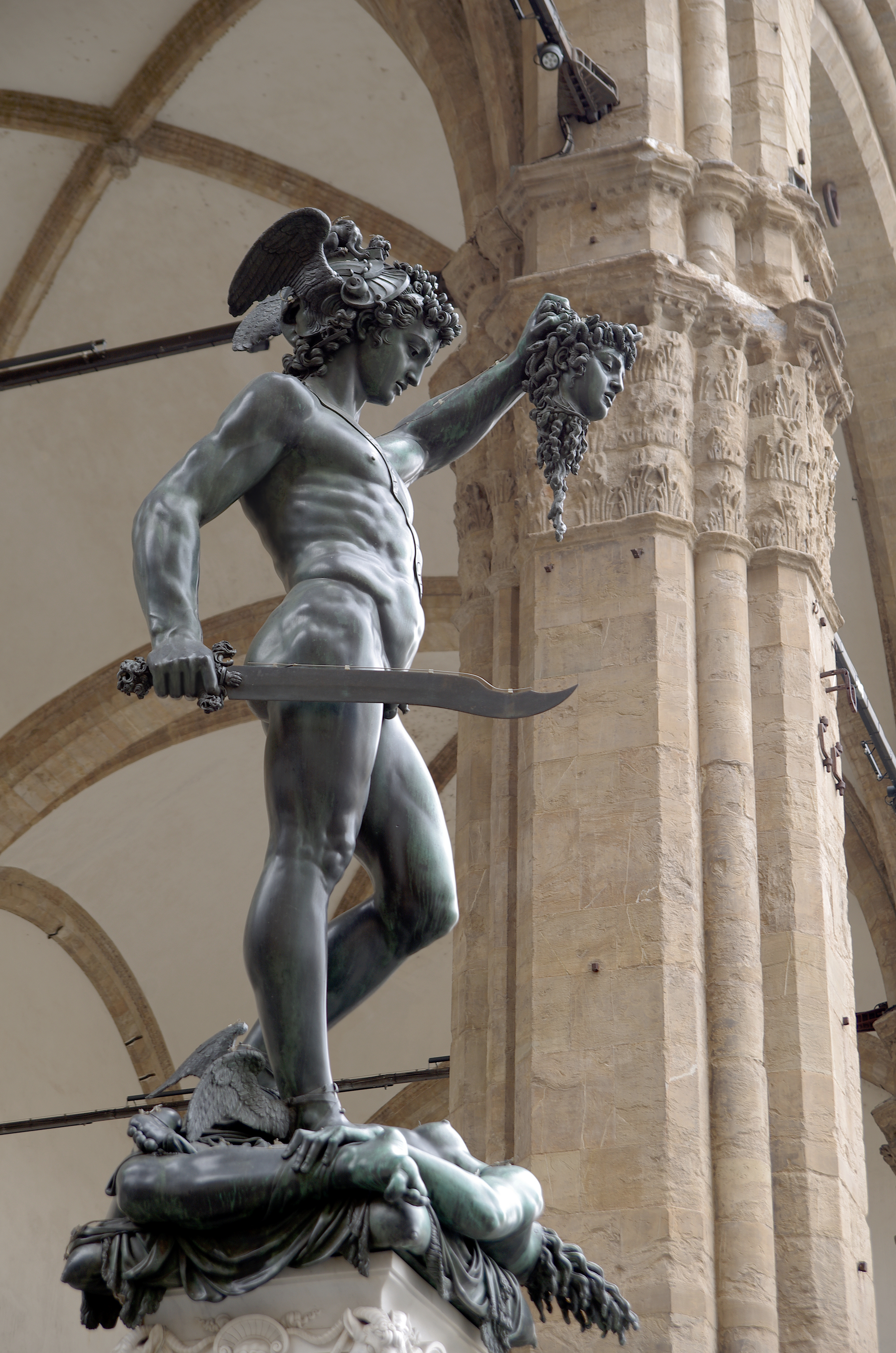
Perseo con la cabeza de Medusa, bronce de Benvenuto Cellini

Una imagen estática es a la que accede el espectador de una pintura, dibujo o fotografía aislada. Si un fotógrafo toma una foto de un policía arrestando a un joven, por ejemplo, la denotación sería que "un hombre vestido de policía pone su mano en el hombro de otro hombre de menor edad, mientras un fotógrafo toma una fotografía". Por otro lado, la connotación puede ser tanto "un heroico defensor de la ley impide la comisión de un crimen" como "abuso policial contra un manifestante pacífico". La atribución del subtexto específico queda para la presentación de la imagen en los medios, con un pie de foto o un comentario que conduzca a la audiencia, con mayores o menores grados de manipulación, a la interpretación buscada.
A través de la exposición repetida (hasta llegar a la sobreexposición), Susan Sontag argumenta que ciertos fotógrafos famosos se han convertido en "puntos de referencia éticos", poniendo como ejemplo la presentacción de las fotografías de las víctimas del campo de concentración de Bergen-Belsen. Desde esa perspectiva, el subtexto, aunque connotativamente abierto a la interpretación, ha sido de alguna manera restringido, por la familiaridad con la que el espectador contemporáneo lo percibe, a las creencias culturales en torno al Holocausto.

#### Imágenes dinámicas: Cine y televisión

##### Informativos
Si el mismo hecho (el arresto de un joven por un policía) ha sido filmado, los camarógrafos y editores tienen incluso más recursos a su disposición para condicionar su presentación al espectador, a través de los encuadres, el montaje y todo tipo de efectos añadidos en la postproducción; que fuerzan una interpretación de las imágenes según diferentes reglas semióticas. Incluso mostradas sin edición ni alteración, la mise en scène y los signos no verbales pueden ser mucho más explícitos y hacer que la audiencia atribuya significado a la escena.
El valor semiótico de tal película o vídeo como significante o signo semiótico estará determinado por sus relaciones con los otros significantes del sistema, como estar incluido en cierto programa de televisión (con un determinado formato televisivo) emitido en cierto canal de televisión (con una determinada reputación y audiencia); en términos semióticos, las palabras que pronuncie el presentador serán sibólicas, y las imágenes tendrán tanto cualidades icónicas como "indéxicas" (indexical). El valor semiótico cambiará si se transpone a un programa distinto de distinto formato o en distinto canal: si inicialmente se emitió en un informativo de carácter "serio" y posteriormente se reemite en un programa de zapping o satírico; tanto si se presenta tal cual como si se altera su montaje o sonido, los indicadores de modalidad semiótica hacen que la audiencia evalúe de forma distinta la plausibilidad, credibilidad o veracidad del contenido. La violencia mostrada en pantalla puede ser estetizada por los valores de los signos simbólicos utilizados por el presentador, las secuencias mostradas o las relaciones con otros significantes emitidos conjuntamente, que los doten de contexto.

##### Ficción
Si un director de cine o televisión filma una escena similar, la audiencia estará predispuesta a considarla menos "real" a causa de que el escenario se filtra a través de las sensibilidades de quien realiza la película, y el resultado reflejará las motivaciones del director. La iluminación, el maquillaje, el vestuario, la dirección de actores, el montaje y el sonido (incluyendo la música) se combinan para informar a la audiencia de tales intenciones.
La industria cultural volcada en la producción en masa de textos e imágenes sobre crímenes, violencia y guerra se ha consolidado en géneros artísticos. Las productoras cinematográficas escogen de entre un rango predecible de convenciones narrativas y usan personajes estereotipados, símbolos y metáforas convertidas en clichés. Con la repetición de modelos que inicialmente suponían alguna innovación, nuevas formas se convierten en géneros. Algunas convenciones tienden a naturalizar los contenidos violentos estetizados haciéndolos parecer más "reales"; mientras que otras deliberadamente buscan efectos forzados (ángulos forzados, slow motion, etc.) para resaltar su "artificiosidad".

##### Cine

###### Inicios
La violencia aparece desde el comienzo de la historia del cine, y su explotación estética formó parte de las más importantes películas de la primera época (el cine mudo), que incluyen escenas de violencia de particular fuerza expresiva:
- El nacimiento de una nación, 1915, e Intolerancia, 1916, ambas de D. W. Griffith incluyen toda clase de escenas violentas (violaciones, torturas, decapitaciones, desmembramientos, masacres).
- Nosferatu, el vampiro, F. W. Murnau, 1922, demuestra que la violencia insinuada es más eficaz que la expícita (la sombra que se cierne sobre la víctima); lo mismo se pudo decir del sexo: "Ernst Lubitsch era capaz de hacer más cosas con una puerta cerrada que la mayoría de directores modernos con una bragueta abierta" (cita atribuida a Billy Wilder).[68]
- Avaricia,[69] 1924, Erich von Stroheim (la secuencia final, en el Valle de la Muerte).
- El acorazado Potemkin, 1925, y Octubre, 1928, Sergei Eisenstein (la escena de la escalera de Odesa, en la primera, y la caída del caballo blanco al río, en la segunda -el concepto "caballo de octubre", Equus October tiene su origen en un sacrificio ritual romano-). La escena de la escalera fue parafraseada en Los intocables de Elliot Ness (1987, Brian De Palma). La utilización de caballos con fines similares aparece en escenas de muchas otras películas, algunas de las cuales pueden considerarse "citas" u "homenajes" (Marnie la ladrona, 1964, Alfred Hitchcock, Missing, 1982, Costa Gavras, War Horse, 2011, Steven Spielberg). Se ha señalado que la escena de caballos desbocados de Adiós a las armas (1932, Frank Borzage) proporcionó a Picasso la inspiración para el caballo del Guernica (1937).[70]
- Un perro andaluz, 1929, Luis Buñuel y Salvador Dalí (la escena del corte de un ojo por una navaja en el momento en que una nube cruza la luna).

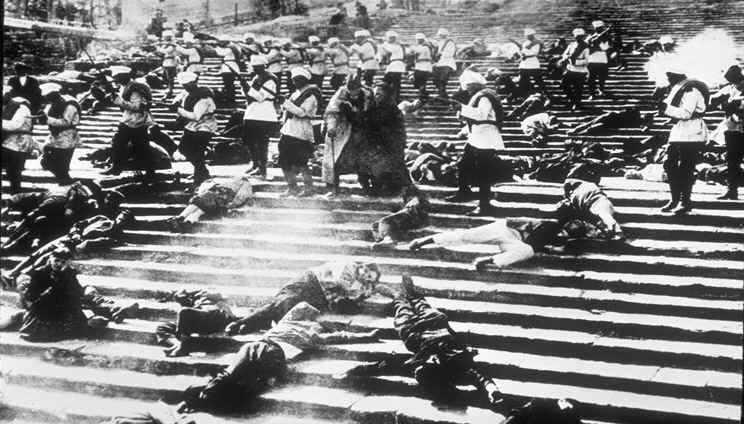
Fotograma de la escena de la escalera de Odessa.
- La habitación sellada, de Griffith (1909). Basada en una obra de Edgar Allan Poe, incluye un emparedamiento.

###### Géneros
Dentro del cine bélico, tanto el cine belicista como el cine pacifista exhiben de forma descarnada la violencia y sus consecuencias; pero con una radical diferencia en el tratamiento: en el primer caso se utilizan recursos expresivos para que el espectador se identifique con la acción y la justifique, en el segundo, para que su implicación le lleve a su condena moral. Es significativo que el cine pacifista naciera como un cine de denuncia con el final de la Primera Guerra Mundial (Sin novedad en el frente, 1930, Adiós a las armas, 1932, ambas basadas en novelas -las más impactantes, Senderos de gloria, 1957, Johnny tomó su fusil (Johnny Got His Gun, 1971), o Gallipoli, Peter Weir, 1981, hubieron de esperar mucho más para ser llevadas al cine-); mientras que la Segunda Guerra Mundial fue objeto de ambiciosas producciones glorificadoras (Objetivo Birmania, 1945, El día más largo, 1962), aunque también las hubo de carácter muy distinto, que incluso se planteaban la comprensión del enemigo (Infierno en el Pacífico, 1968). Más alejadas en el tiempo, otra serie de películas supusieron un replanteamiento tanto moral como estético de esa guerra (La lista de Schindler y Salvar al soldado Ryan, ambas de Steven Spielberg -1993 y 1998-, Enemigo a las puertas, Jean-Jacques Annaud, 2001, El pianista, Roman Polanski, 2002). Previamente, la Guerra de Vietnam y los movimientos sociopolíticos que la cuestionaban habían supuesto un cambio radical en el tratamiento de la violencia en el cine bélico, tanto en su intensidad como en la complejidad de los planteamientos técnicos, estéticos y morales en su torno (Apocalypse Now, Francis Ford Coppola, 1979, Platoon, Oliver Stone, 1986,'La chaqueta metálica, Stanley Kubrick, 1987). 
De entre los demás géneros cinematográficos, algunos se han caracterizado por su estetización de la violencia, como el western (El bueno, el feo y el malo, Sergio Leone, 1966), el género policiaco (Harry el sucio, 1971, Don Siegel), el cine de espías (serie James Bond, desde 1962) el cine de ciencia ficción (Alien: el octavo pasajero, Ridley Scott, 1979, The Terminator, James Cameron, 1984), fantasía heroica y otros subgéneros del género fantástico (Excalibur, John Boorman, 1981, El señor de los anillos, Peter Jackson, 2001-2002-2003), el cine de artes marciales y otros subgéneros del cine de acción (Operación Dragón, Robert Clouse, 1973 -Bruce Lee-, Wò hǔ cáng lóng, Ang Lee, 2000); o el cine de terror (La noche de los muertos vivientes, 1968, George A. Romero), que tiene su extremo en el denominado gore (Holocausto caníbal, 1980, Ruggero Deodato -es difícil deslindar los géneros y subgéneros en producciones como La matanza de Texas, Carrie, Viernes 13, Pesadilla en Elm Street, Scream, Saw, Blade, Resident Evil, producciones habitualmente clasificadas como de "terror adolescente", y otras como Psicosis, The Rocky Horror Picture Show, Hellraiser, La pequeña tienda de los horrores, El silencio de los corderos, Seven, The Cube, Funny Games o Sweeney Todd). Muy significativamente, el cine cómico utiliza constantemente el recurso de la violencia, banalizando o ignorando sus consecuencias.

###### 1946-1976
Algunas películas de las décadas siguientes a la Segunda Guerra Mundial se caracterizaron por su peculiar tratamiento de la violencia. La dureza de las escenas iba incrementándose en paralelo con la tolerancia del público: lo que en los años cuarenta hubiera sido inadmisible, o recibía calificaciones de "no recomendado" para ciertas edades, a finales del siglo XX era emitido "para todos los públicos", incluso en televisión.
- Gilda, Charles Vidor, 1946. La protagonista femenina (representada por Rita Hayworth) sufre una bofetada ("la más espléndida de la historia del cine")[74] de mano del protagonista masculino (representado por Glenn Ford) tras cantar una canción de forma insinuante.
- El hombre tranquilo, John Ford, 1952. Un boxeador (representado por John Wayne), que quiere alejarse de su pasada profesión, se retira en un entorno rural, que desearía pacífico, pero no tiene más remedio que integrarse en él precisamente mediante las peleas, presentadas como simpáticas y sin consecuencias negativas.
- Shane, George Stevens, 1953, un western de acción contenida, en el que el mayor efecto violento se obtiene con el espectacular sonido de una secuencia de disparos.
- Los siete samuráis, Akira Kurosawa, 1954
- La batalla de Argel, Gillo Pontecorvo, 1965
- La jauría humana, Arthur Penn, 1966
- Matou a Família e Foi ao Cinema ("mató a la familia y se fue al cine"), Júlio Bressane, 1969[75]
- Perros de paja, Sam Peckinpah, 1971
- La naranja mecánica, de Stanley Kubrick (1971), basada en la novela de Anthony Burgess, tuvo un gran impacto social, y el propio Burgess renegó de la adaptación cinematográfica, que consideraba opuesta a su planteamiento. El análisis de Alexander Cohen sobre la película sostiene que la "ultra-violencia" del protagonista, el líder de una banda juvenil, "representa la ruptura de la cultura en sí misma". Los miembros de la banda "buscan la violencia descontextualizada como entretenimiento" en un escapismo de sus vidas vacías en una sociedad distópica. "La violencia de la tecnología moderna ve su reflejo en la ultra-violencia, más allá de la violencia". La violación y asesinato de una mujer está presentado como una "escena de muerte estetizada" al situarla en una habitación de su propia casa, decorada con "obras arte moderno con temas de intensidad sexual y bondage"; así, la escena representa una "lucha entre la alta cultura con su violencia y sexo estetizados y el sexo como una forma de arte autónomo, y la verdadera imagen de la maestría post-moderna".[76]
- Deliverance, John Boorman, 1972
- Aguirre, der Zorn Gottes, Werner Herzog, 1972
- Novecento, Bernardo Bertolucci, 1976. Desde una orientación propia de la interpretación marxista de la historia, se representa la lucha de clases a lo largo del siglo XX expresada en distintas formas de violencia que culminan con la muerte de los personajes más odiados a manos de sus víctimas.

###### Finales delsigloXXy comienzos delXXI
Entre los directores de finales del siglo XX y comienzos del XXI que han desarrollado un estilo reconocible por su estetización de la violencia están:
- Martin Scorsese: Mean Streets, 1973, Taxi Driver, 1976, Toro salvaje, 1980, Goodfellas, 1990, Gangs of New York, 2002, etc.; algunas del subgénero de películas sobre la Mafia o "de gansters".
- Brian De Palma: Carrie, 1976, Vestida para matar, 1980, Scarface, 1983, Los intocables de Elliot Ness, 1987, Misión: Imposible, 1996.
- David Lynch: Dune, 1984, Terciopelo azul, 1986, Corazón salvaje, 1990.
- Paul Verhoeven: Los señores del acero, 1985, RoboCop, 1987 (las posteriores de la serie fueron de otros directores), Basic Instinct, 1992, Starship Troopers, 1997, etc.; todas ellas de muy distintos géneros (histórico, ciencia ficción/policiaca, suspense, del espacio/bélica).
- Quentin Tarantino: Reservoir Dogs, 1992, Pulp Fiction, 1994, Kill Bill, 2003 y 2004, Inglourious Basterds, 2009, Django Unchained, 2012, etc. También es guionista de From Dusk Till Dawn, 1996, de Robert Rodríguez.
- Mel Gibson: La pasión de Cristo, 2004, Apocalypto, 2006

Otras películas de esta época significativas por su tratamiento de la violencia (muy distintas entre sí):
- La serie de películas Rocky, 1976-2006.
- La serie de películas Star Wars, 1977-1980 y 1999-2005.
- La serie de películas Alien, 1979-1997 (retomada desde 2012).
- La serie de películas Indiana Jones, 1981-2008 (la primera de ellas incluye una extraña manera de resolver con violencia una situación dramática: el héroe se enfrenta a un esbirro que le desafía con una exhibición de habilidad blandiendo una espada; las convenciones del género demandarían una escena de combate a esgrima, pero en vez de eso, con cara de fastidio le mata de un disparo de revólver; el efecto es hilarante, por lo sorprendente).
- La serie de películas Rambo, 1982-2008 (en la primera de ellas, las escenas violentas se van acompasando con flash back en los que el protagonista revive las torturas recibidas en Vietnam).
- La serie de películas Terminator, 1984-2009.
- La serie de películas Parque Jurásico, 1993-2001.
- La serie de películas El señor de los anillos, 2001-2002-2003.
- La serie de películas Harry Potter, 2001-2010.
- Un día de furia, Joel Schumacher, 1993; que representa el estallido violento de un hombre corriente.
- Tesis, Alejandro Amenábar, 1996; sobre las llamadas snuff movies (filmación de torturas y asesinatos reales).
- 300, Zack Snyder, 2007 (adaptación del cómic de Frank Miller).

En The Accused, Jonathan Kaplan, 1988, una explícita escena de violación provoca al público, aunque no esté implicado moral ni jurídicamente en ese acto, no puede evitar implicarse emocionalmente con los que sí lo están (ficticia o realmente).
En Días extraños, Kathryn Bigelow, 1995, una escena de violación está «filmada en tiempo real, usando una cámara subjetiva», lo que la convierte, según Matthew Crowder, en una sensación vivida en «primera persona». El argumento lo incluye como una tecnología futurista, que permite recordar las experiencias sensoriales en un minidisco que puede revivirse en el cerebro de otra persona; y puede relacionarse con otras películas basadas en violaciones filmadas, como Peeping Tom (Michael Powell, 1959) y Halloween (John Carpenter, 1978). La «perspectiva de primera persona en la filmación de la violación es implacable, la cámara nunca se aleja del miedo y el pánico de Iris [la violada] cuyo cuerpo no sólo es slung about por el desconocido asesino, sino también sometido a un unflinching gaze con el que también la audiencia es castigada, hecha cómplice en la violación por su pasividad». Crowder sostiene que «la entera noción de cámara subjetiva -un elemento estético del film- su naturaleza sádica, voyeurista y scopophilic, se revela en toda su depravación... La experiencia estática de la escena es de horror, dislocación y pasividad mientras la cámara representa el cuerpo desamparado de Irisi como un simple objeto». El uso de "playback" clips causa una «disrupción estilística de los códigos de Hollywood e incluso un efecto estético aún más importante: la disrupción de los códigos normales de identificación con personaje y narrativa». Bigelow ha sido duramente criticado y calificado de misógino, a causa de esta concreta escena, por Carla Peterson, quien, según Crowder, se siente ofendida «porque ella siente que [la escena] intenta crear un espectáculo unproblematic aunque ligeramente incómodo de la violación... [pero la profesora]... no consigue ver que la película implica más que una narrativa lógica (que si algo hace es hacerse cada vez más incoherente)... y malintepreta la escena, sacándola fuera de contexto... [eludiendo] elementos textuales que claramente son señales de crítica al aparato cinemático de Hollywood como una herramienta de dominación masculinista». Crowder se pregunta «si la respuesta de Peterson es de hecho estética, dada su escasa referencia a la comunicación entre obra y público»; en contraste, Crowder interpreta Strange Days en un contexto feminista, en el que cree que desarrolla «quizás su más persuasivo efecto estético. ... Podría ser visto como un discurso autoconsciente sobre el cine y la parte de este discurso que concierne al juicio estético... una narrativa que puede alegorizar el problema de la estética y los valores».
Según James Fox, el director Donald Cammell ('Performance, 1968) "...considera la violencia como un artista la pintura. ¿Cuáles son sus componentes, su naturaleza, su glamour?"
A partir del personaje ficticio Hannibal Lecter, de Thomas Harris, en las películas El silencio de los corderos (Jonathan Demme, 1991) y Hannibal (Ridley Scott, 2001), se genera intencionalmente excitación anticipada en las escenas en que el espectador sabe que está a punto de matar y comerse a una de sus víctimas.
Para Xavier Morales ("Beauty and violence"), Kill Bill, Vol. 1 (Quentin Tarantino, 2003) es una «innovadora estetización de la violencia ... una de las películas más violentas jamás producidas ... un panorama que corta el aliento, en el que arte y violencia se fusionan en una inolvidable experiencia estética». A ese propósito trae a colación un diálogo de Man on Fire (Tony Scott, 2004), en el que se denomina "artista" a un asesino, que está a punto de «pintar su obra maestra». «Tarantino se las arregla para hacer precisamente lo que Alex de Large [el personaje ficticio que la protagoniza] intentó hacer en La naranja mecánica de Stanley Kubrick: presentar la violencia como una forma de arte expresivo... [en el que]... la violencia es tan físicamente elegante, visualmente cegadora y meticulosamente ejecutada que nuestras respuestas instintivas y emocionales socavan cualquier objeción racional que podamos tener. Tarantino es capaz de transformar un objeto de ultraje moral en uno de belleza estética...[, en el cual,]... como en toda forma de arte, la violencia sirve a un propósito comunicativo aparte de su valor estético". Cuando la protagonista femenina de Kill Bill "se abre paso hábilmente [entre sus oponentes]... tenemos la impresión de que les usa como una suerte de lienzo para su expresión de venganza... como un artista que se expresa con pintura y pincel... se expresa con espada y sangre».
La crítica de cine analiza las imágenes violentas que impactan estéticamente al espectador de dos formas opuestas: en un caso como explotación de la violencia, un uso superficial que lleva a la insensibilización y a la brutalidad; en otro como un tipo de contenido o tema, con efectos catárticos, que proporciona una "salida aceptable para los impulsos anti-sociales".
Adrian Martin, frente a los que abogan por la "anti-violencia" y «deploran todo [lo que hay en] Taxi Driver o Terminator 2: el juicio final como influencias culturales deshumanizadoras e insensibilizadoras», encuentra valores de alta consideración en el cine violento, y sostiene que «la violencia en pantalla no es violencia real, y no debería nunca confundirse con ella... La violencia en el cine es divertida, espectacular, make-believe; es una metáfora dramática o una necesaria catarsis, como la que proporcionaba el teatro isabelino; es una sensación genérica y pura, una pura fantasía. Tiene su propia historia cambiante, sus códigos, sus usos estéticos precisos».
Margaret Bruder propone que hay una distinción entre violencia estetizada y el uso del "vísceras y sangre" (gore and blood) en películas de acción o bélicas de gran consumo (mass market action or war films). Argumenta que "la violencia estetizada no es meramente el uso excesivo de la violencia en una película". Productos como Die Hard 2 son muy violentas, pero "no caen en la categoría de violencia estetizada porque [la violencia en ella] no es estilísticamente excesiva de una forma significante y sostenida". No obstante, las películas que usan lo que denomina "violencia estilizada... se revelan en armas, vísceras y explosiones, explotando la mise-en-scene no tanto para obtener un ambiente natrrativo como para crear la apariencia de una atmósfera cinematográfica que específicametne el espectáculo cinemático puede desplegar". En las películas que clasifica como de violencia estetizada, argumenta que "los modos realistas standard de edición y cinematografía se violan para espectacularizar la acción que se desarrolla en pantalla"; los directores usan "edición rápida y desmañada", "encuadres forzados", montaje abrupto y slow motion para enfatizar el impacto de las balas o los "chorros de sangre". Sostiene que "uno de los muchos placeres" de ver películas de violencia estetizada, como las de John Woo (p. ej. Hard Target, True Romance o Tombstone) es reconocer cómo el director juega con las convenciones "de otras películas [del propio] Woo" y cómo "conecta con películas... que incluyen imitaciones u homenajes a Wooo". Sus películas están plagadas de signos y alusiones, de modo que "la violencia estilizada que contienen sirve en definitiva como... otra interrupción del hilo narrativo".

##### Televisión
Las series de televisión de todos los géneros y todas las épocas han incluido episodios de violencia más o menos explícita, con distintos grados de justificación e impacto sentimental, entre la banalización y la tragedia.
Años sesenta y setenta del siglo XX
Años ochenta y noventa del siglo XX
Siglo XXI
"El incremento de la violencia real y la violencia en televisión han ido en Estados Unidos casi a la par, con un pequeño desajuste: el auge de la violencia real se produce en 1965, exactamente... cuando la primera generación televisiva entra en edad de delinquir. Ese paralelismo se da en más países, con los niveles de delincuencia más marcados cuando además han concurrido crisis económicas, como en Rusia o Sudáfrica. La presión sociocultural en sociedades de gran control social como Japón o Indonesia muestran menores crecimientos de violencia... [un meta-análisis estadístico] ha mostrado una relación muy consistente entre la exposición a la violencia en televisión y conducta antisocial".

#### Interactuación con las imágenes: Videojuegos
Los videojuegos son un evidente vehículo de utilización de ficciones violentas con fines recreativos (Death Race, 1976, Mortal Kombat, 1992, Doom, 1993, Grand Theft Auto (GTA), 1997, Silent Hill, 1999, Postal, 2003, Mad World, 2009, Bioshock, 2007, Call of Duty, 2009, Bulletstorm, 2011, etc.)